# Notre-Dame de París
|  | Per a altres significats, vegeu «Notre-Dame de Paris». |

|  | «Catedral Notre-Dame» redirigeix aquí. Vegeu-ne altres significats a «Catedral Notre-Dame de Reims». |

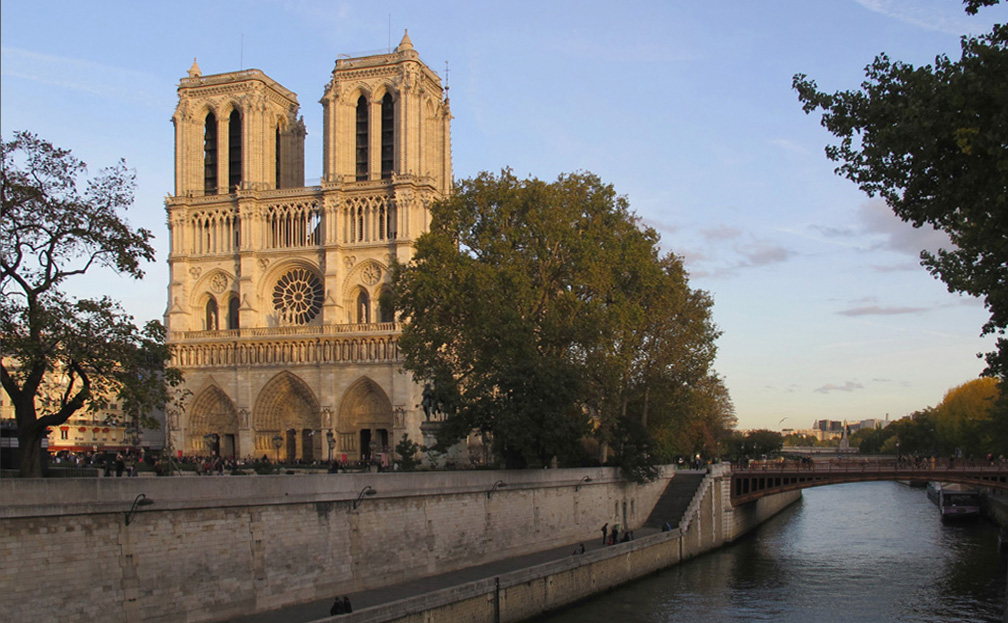
Notre-Dame de París i el Sena

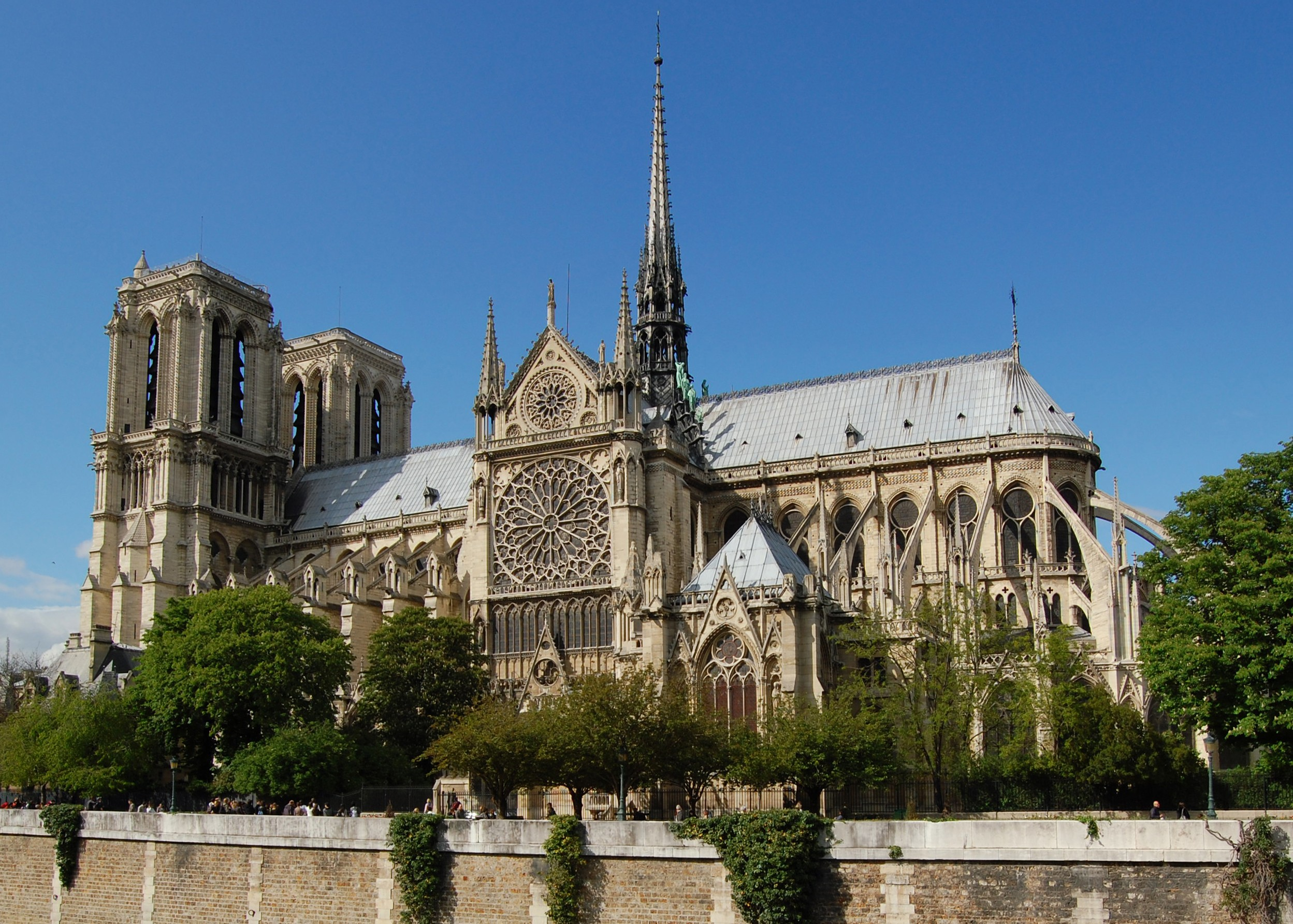
Façana sud de Notre-Dame de París

La catedral de Notre-Dame de París, o simplement Notre-Dame, era la catedral de l'arxidiòcesi de París (França). Es troba a l'est de l'Île de la Cité, al 4t districte de París. La façana occidental domina el Parvis Notre-Dame – place Jean-Paul-II.
L'obra va començar per iniciativa del bisbe Maurice de Sully i va durar més de dos segles, des del 1163 fins a mitjan segle xiv. Així doncs, té un estil que no és completament uniforme: la catedral presentava característiques del gòtic primitiu (voltes sexpartides de la nau) i del gòtic radiant. Les dues rosasses que adornaven cadascun dels braços del transsepte són de les més grans d'Europa i feien tretze metres de diàmetre cadascuna. Una vegada acabada, la catedral era una de les més grans d'Occident. Després de la tempesta revolucionària, entre l'any 1844 i l'any 1864 la catedral passà per una restauració important i de vegades controvertida sota la direcció de l'arquitecte Viollet-le-Duc, que hi incorporà elements i motius inèdits.
La catedral és un dels monuments més emblemàtics de París des de bon principi. Durant molt de temps l'edifici més alt de la ciutat, ocupava un lloc simbòlic de primer rang a París i és una de les catedrals més conegudes del país, juntament amb les de Reims, on es coronaven els reis de França, Estrasburg, Amiens, Beauvais i Chartres. Com a edifici religiós i patrimonial alhora, és relacionada amb moltes episodis de la història de França. Església parroquial reial a l'edat mitjana, acollí l'arribada de la Santa Corona el 1239 i, molt més tard, la coronació de Napoleó I el 1804, el baptisme del Duc de Bordeus el 1821, els funerals d'Adolphe Thiers i Sadi Carnot. Sota les voltes es va cantar un Magníficat després de l'alliberament de París el 26 d'agost del 1944. S'hi van celebrar cerimònies religioses a la mort de Charles de Gaulle (1970), Georges Pompidou (1974) i François Mitterrand (1996).
En l'àmbit literari, destacava el seu paper central en la novel·la Nostra Senyora de París de Victor Hugo, publicada el 1831.
Aquesta catedral i basílica menor acollia aproximadament 13 a 14 milions de visitants a l'any (amb un rècord de 14 milions el 2012), cosa que en feia el monument més visitat de París i de tot Europa. El 2013 se'n celebrà el 850è aniversari.
El 15 d'abril de 2019 patí un incendi que li provocà danys greus, la l'agulla va caure. Cinc anys després de l'incendi, l'agulla de Notre Dame torna a ser visible.

## Història
Antigament els celtes havien celebrat en aquest lloc les seves cerimònies. Més tard, els romans hi erigirien un temple de devoció al déu Júpiter. També en aquest lloc va existir la primera església cristiana de París, la Basílica de Saint-Etienne, projectada per Khildebert I als voltants de l'any 528 dC. La façana occidental era a uns quaranta metres més a l'oest de l'actual façana de Notre-Dame i tenia una amplada lleugerament més petita, mesurava 36 metres. Aquest edifici tenia una longitud de 70 metres, és a dir, una mica més de la meitat de la longitud de la catedral actual. Files de columnes separaven una nau i quatre naus laterals.
Al costat nord de la catedral de Saint-Etienne hi havia un baptisteri.
En substitució d'aquesta obra, sorgeix una església romànica que restarà fins a l'any 1163, quan comença la construcció de la catedral actual.
A l'any 1160, el bisbe Maurice de Sully considera l'església (de San Esteve) poc digna, i la mana enderrocar. El gòtic inicial, amb les seves innovacions tècniques li permeten formes fins aleshores impossibles de fer. Durant el regnat de Lluís VII, i amb el seu suport, aquest projecte és beneït per totes les classes socials interessades en la creació d'un símbol de seu nou poder. La construcció s'inicia l'any 1163, encara hi ha dubtes quant a la identitat de qui hauria posat la primera pedra, si el bisbe Maurice de Sully o el papa Alexandre III. Al llarg del procés (la construcció, incloent-hi modificacions, durà fins a mitjan segle xiv) foren diversos els arquitectes que participaren en el projecte, justificant aquest factor les diferències estilístiques presents en l'edifici.

### Primer període: 1163 - 1250

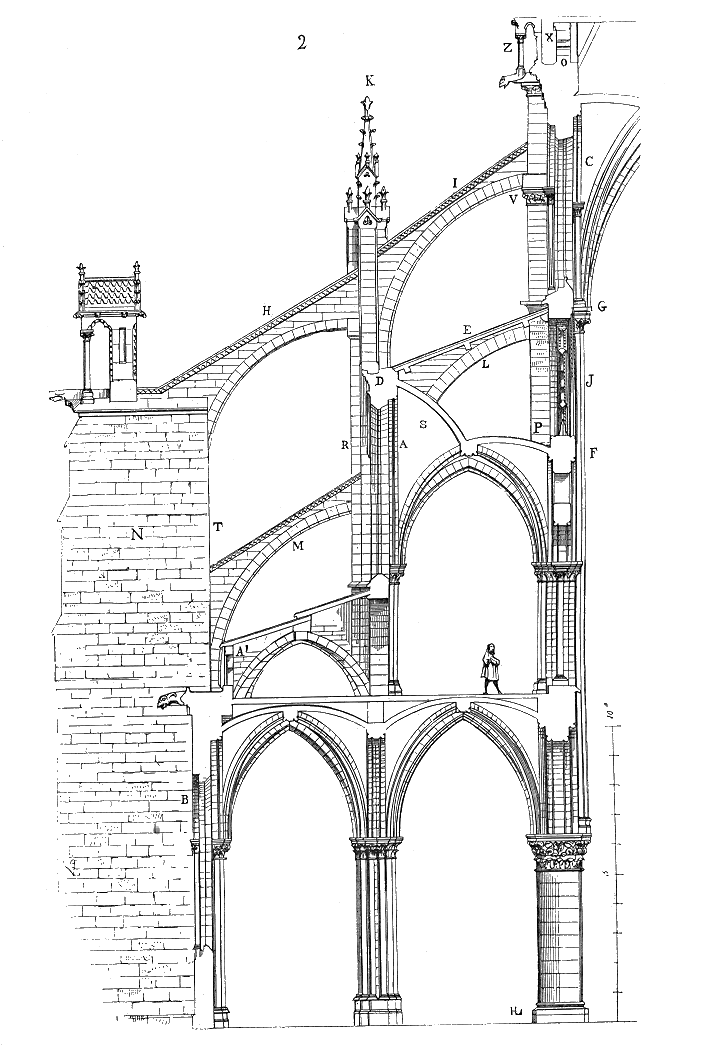
Tall esquemàtic de la nau principal amb les seves dues naus laterals d'igual altura i les seves tribunes tal com es representava el 1220-1230.

1163-1182Construcció del cor i els seus dos deambulatoris.
1182-1190Construcció dels últims quatre intercolumnis de la nau, els passadissos i galeries. La construcció de la nau va començar el 1182, després de la consagració del cor. Alguns fins i tot pensen que el treball va començar el 1175. El treball es va aturar després del quart intercolumni, deixant la nau inacabada.
1190-1225Construcció de la base de la façana i dels dos primers intercolumnis de la nau. El 1208 es va començar la façana. A partir d'aquest any, es varen construir i decorar les portes. La planta del rosetó data de 1220-1225. La construcció dels primers intercolumnis de la nau va ser represa el 1218 amb la finalitat de neutralitzar l'empenta de la façana.
1225-1250Part superior de la façana i les dues torres. L'ampliació de les finestres superiors (supressió de petits rosetons) per fer front a la foscor (cap al 1230). Al mateix temps el sostre de les golfes de les tribunes de l'àtic se substitueix per terrasses, i nous arcbotants amb canaletes permetent l'evacuació d'aigües pluvials de la part superior de l'edifici. Es construïren les capelles laterals de la nau entre els pilars dels arcbotants. L'any 1240 es va acabar la torre sud i aquest mateix any es va abandonar la idea de dotar les torres d'una agulla. El 1250, es va finalitzar la construcció de la torre nord. En aquest moment la catedral està de fet acabada i plenament operativa. Estam en el regnat de sant Lluís. Les fases posteriors seran ampliacions, millores, reparacions i modificacions de vegades molt importants.

### Segon període: 1250 - meitat delseglexiv
En aquesta època, es va trobar que els portals del transsepte, construïts en estil romànic, molt server, contrastaven amb la gran façana gòtica ricament adornada a l'estil de l'època. La reconstrucció de les parts romàniques va ser decidida ràpidament pel bisbe Renaud de Corbeil (1250-1268).
Sabem els noms dels contractistes que se succeïren durant aquest període. Es tracta de: Jean de Chelles, Pierre de Montreuil, Pierre de Chelles, Ravy Jean, Jean Bouteiller i Raymond du Temple.
Jean de Chelles va procedir a la prolongació del transsepte, primer a la part nord (1250), després la sud. A ell es deu la façana nord del transsepte i el seu magnífic rosetó. Després de la seva mort el 1265, el treball al braç sud del transsepte va ser acabat per Pierre de Montreuil a qui devem la paret sud del transsepte i el bonic rosetó. Va morir el 1267. Pierre de Montreuil també havia completat les capelles i la porta vermella. De la mateixa manera, va començar a reemplaçar els contraforts del cor.
El seu successor, Pierre de Chelles, va fer la part superior del cor i va començar les capelles de la capçalera el 1296.
Aquestes capelles les va acabar Jean Ravy, que va ser director del projecte des del 1318 al 1344. Jean Ravy va començar la construcció dels admirables contraforts del cor d'una amplada de 15 metres. També va començar a fer l'element de tancament del cor.
El 1344, el seu nebot, Joan Bouteiller, el va succeir fins al 1363.
Quan va morir, el seu adjunt, Raymond du Temple, va completar el seu treball, incloent-hi el magnífic element de tancament del cor.

### Els seglesxviiixviii

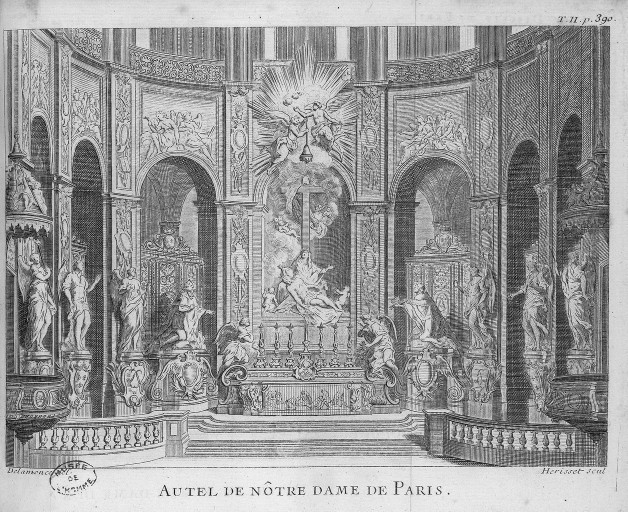
L'altar de Notre-Dame al

A la fi del segle xvii, d'acord amb els desitjos de Lluís XIV, es realitzen canvis profunds a l'interior de la catedral. L'arquitecte Robert de Cotte va demolir el cor alt (que va ser reemplaçat per una sumptuosa reixa daurada de ferro forjat), part de l'alt relleu del tancament del cor a fi d'obrir-lo al deambulatori substituint-los per reixes, i també les tombes per permetre una remodelació completa del cor a l'estil de l'època, igual que moltes altres catedrals gòtiques de tot Europa durant els segles xvii i xviii. Es van fer noves cadires per al cor així com un nou altar per al qual es varen fer les estàtues que encara avui l'adornen, representant Lluís XIV renovant el vot del seu pare, Lluís XIII, tots dos de genollons al davant de la Pietat. Després, el 1756, els canonges trobaven l'edifici massa fosc i van demanar als germans Le Vieil que llevassin els vitralls medievals i els reemplacessin per vidre blanc, després van fer enlluir les parets de la catedral. Els rosetons s'han conservat. Finalment, a petició del clergat, Soufflot, arquitecte del Panteó de París, va fer desaparèixer l'entrepany (part d'una paret compresa entre dues portes o forats) i una part del timpà del portal central, decorada amb el famós Judici Final, per deixar passar més fàcilment el pal·li de les processons.
Durant la revolució francesa, la catedral va ser objecte de nombrosos actes vandàlics, per exemple, els revolucionaris van confondre els reis de Judà de la Galeria dels Reis de la façana amb reis francesos i els van arrencar els caps. L'any 1977 es varen trobar una bona part d'aquests caps i ara són al Museu Nacional de l'Edat Mitjana. Entre altres actes vandàlics, quasi totes les grans estàtues dels portals van ser destruïdes i el tresor va ser saquejat. Els altars es varen destruir completament, i el mobiliari de culte, estàtues, pintures, adorns, domassos, també varen ser destruïts o dispersats. El culte a la Raó es va iniciar a Notre-Dame el 10 de novembre del 1793, amb el Festival de la Llibertat. Aquest culte va ser organitzat per Pierre-Gaspard Chaumette, i l'altar es va veure transformat en l'altar de la deessa Raó. A la fi de novembre d'aquell any, el culte catòlic va ser prohibit a París. La catedral es va transformar en magatzem.

### La restauració delseglexix

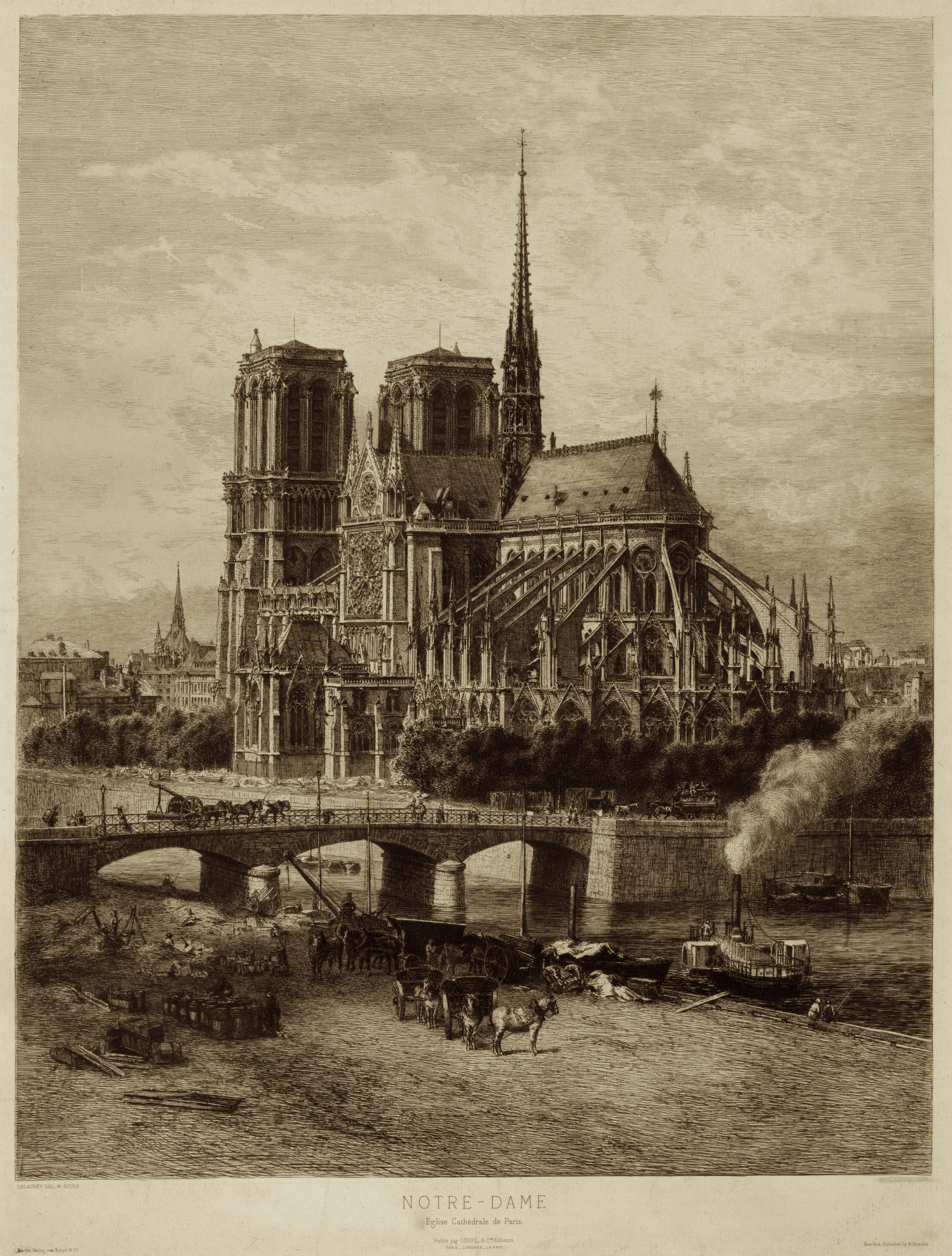
Notre Dame a final del

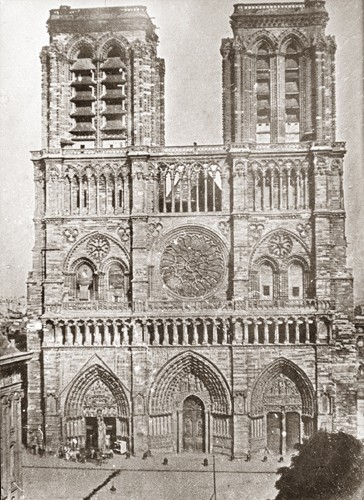
La catedral el 1840. Aquest daguerreotip mostra l'edifici en un estat de ruïna avançada abans del programa de restauració de Viollet-le-Duc. Notau l'absència d'estàtues en la galeria dels reis (destruïdes per la Revolució) i el portal del Judici Final radicalment transformat par Soufflot.

Poc després de la signatura del Concordat de 1801, la catedral va ser retornada al culte (18 d'abril del 1802). Es va procedir ràpidament a algunes reparacions d'emergència perquè al desembre del 1804, Napoleó Bonaparte pogués ser coronat emperador dels francesos, en presència del papa Pius VII. L'edifici va ser blanquejat per a l'ocasió, i després amagat sota les decoracions de Charles Percier i Fontaine François-Léonard. Les banderes d'Austerlitz es varen penjar a les parets per amagar el lamentable estat de l'edifici.
Una vegada que es restableix la pau, la catedral estava en tan mal estat que les autoritats municipals van començar a considerar la possibilitat d'enderrocar-la totalment. El gran novel·lista Victor Hugo, admirador de la construcció, va escriure aleshores la novel·la Notre-Dame de París (publicada el 1831), que va ser un gran èxit. La va escriure especialment per sensibilitzar la gent sobre el valor d'aquest monument. Va reeixir crear un ample moviment popular a favor de la catedral. La novel·la va retornar a la vida un monument aleshores marginat i el va fer més familiar als parisencs. A això es va afegir el pes del nou moviment europeu anomenat romanticisme que cercava donar als homes una nova concepció del món. Amb a aquesta novel·la, Víctor Hugo va contribuir de forma especial en salvar l'obra mestra d'un destí fatal.
Va haver diferents corrents de pensament sobre el destí que havia de tenir Notre Dame: els catòlics, per descomptat que volien reconciliar França amb la pietat i la fe d'abans, els monàrquics que van tractar de reviure el passat proper, i també hi havia un corrent laic.
El ministre d'Afers Religiosos de l'època va decidir un gran programa de restauració. L'arquitecte Godde encarregat fins aleshores del manteniment de l'edifici i els mètodes de restauració del qual van ser unànimement rebutjats, va ser descartat. Es consideren Jean-Baptiste-Antoine Lassus i Eugène Viollet-le-Duc que s'havien distingit en les obres de la Santa Capella de París. Aquests últims van dipositar un projecte i un raport. Van guanyar el concurs el 1844; varen presentar el 1845 un pressupost de 3.888.500 francs que varen haver de reduir a 2,65 milions, per a renovar la catedral i construir una sagristia. L'Assemblea Nacional concedir per llei aquest import i és així com, després de llargs anys d'espera, la restauració podria realment començar. L'exigu pressupost es va esgotar el 1850. Els treballs es varen aturar. Viollet-le-Duc, va haver de presentar noves propostes en repetides ocasions per a poder acabar els treballs. En total es varen concedir més de dotze milions de francs. Com que Lassus va morir el 1857, Viollet-le-Duc va ser l'únic que va acabar la restauració el 31 de maig 1864.
La construcció de la sagristia va ser un desastre financer. Va fer falta baixar fins a nou metres abans de trobar-se amb un terreny estable.
El lamentable estat de la part que correspon a l'obra era generalitzat, per exemple, la porta vermella era en ruïna. S'ha perdut el compte dels pinacles trencats, els gablets ensorrats. Pel que fa a les grans escultures dels portals i de la façana, no en quedava gran cosa. Els restauradors van haver de fer un seriós treball de recerca per poder restaurar (de forma idèntica si fos possible, que era rar en aquella època) les parts deteriorades, com es reflecteix en els escrits i dibuixos de Viollet-le-Duc.
La restitució de la part escultòrica de la catedral va ser el principal succés dels dos arquitectes. D'entrada varen voler restaurar tota l'ornamentació escultòrica destruïda. van inspirar-se o copiar obres de la mateixa època que es conservaven intactes (Amiens, Chartres i Reims). Per això els arquitectes varen reunir un excel·lent equip d'escultors dirigits per Adolphe-Victor Geoffroy-Dechaume. Molts procedien del taller de David d'Angers, i es coneixien entre si. Més de cent grosses estàtues van ser creades i destinades a l'exterior, entre elles les dotze estàtues de coure al voltant de la base de l'agulla, obres del mateix Geoffroy-Dechaume, cosa que demostra el gran talent d'aquest escultor. Viollet-le-Duc va prestar molta atenció a la realització d'aquestes estàtues. Primer eren dissenyades amb molta cura, després es feia una maqueta en guix de grandària natural i a continuació es feien les correccions necessàries fins que l'obra es considerava satisfactòria. Només llavors, es feia l'estàtua definitiva en pedra. Les escultures varen ser controlades totalment pels arquitectes i no es va donar cap mena de llibertat creativa als escultors.
Durant la restauració, la catedral va ser remodelada una mica. El rosetó sud per exemple, es va girar quinze graus a fi de fer-lo reposar segons un eix vertical. Aquesta modificació, encara que criticada, era deguda a la necessitat de consolidar el conjunt, ja que l'obra s'havia enfonsat una mica. Finalment algunes estàtues sorgides de la imaginació de l'arquitecte es varen construir, com les impressionants gàrgoles en forma de quimeres contemplant París des de dalt de la façana.
A més de tot això es va planificar un aïllament de la catedral arrasant amb tots els edificis dels voltants.
La restauració es va completar quan Georges Darboy era arquebisbe de París, el qual va consagrar la catedral el 31 maig del 1864.

### De la restauració delseglexixfins a l'actualitat

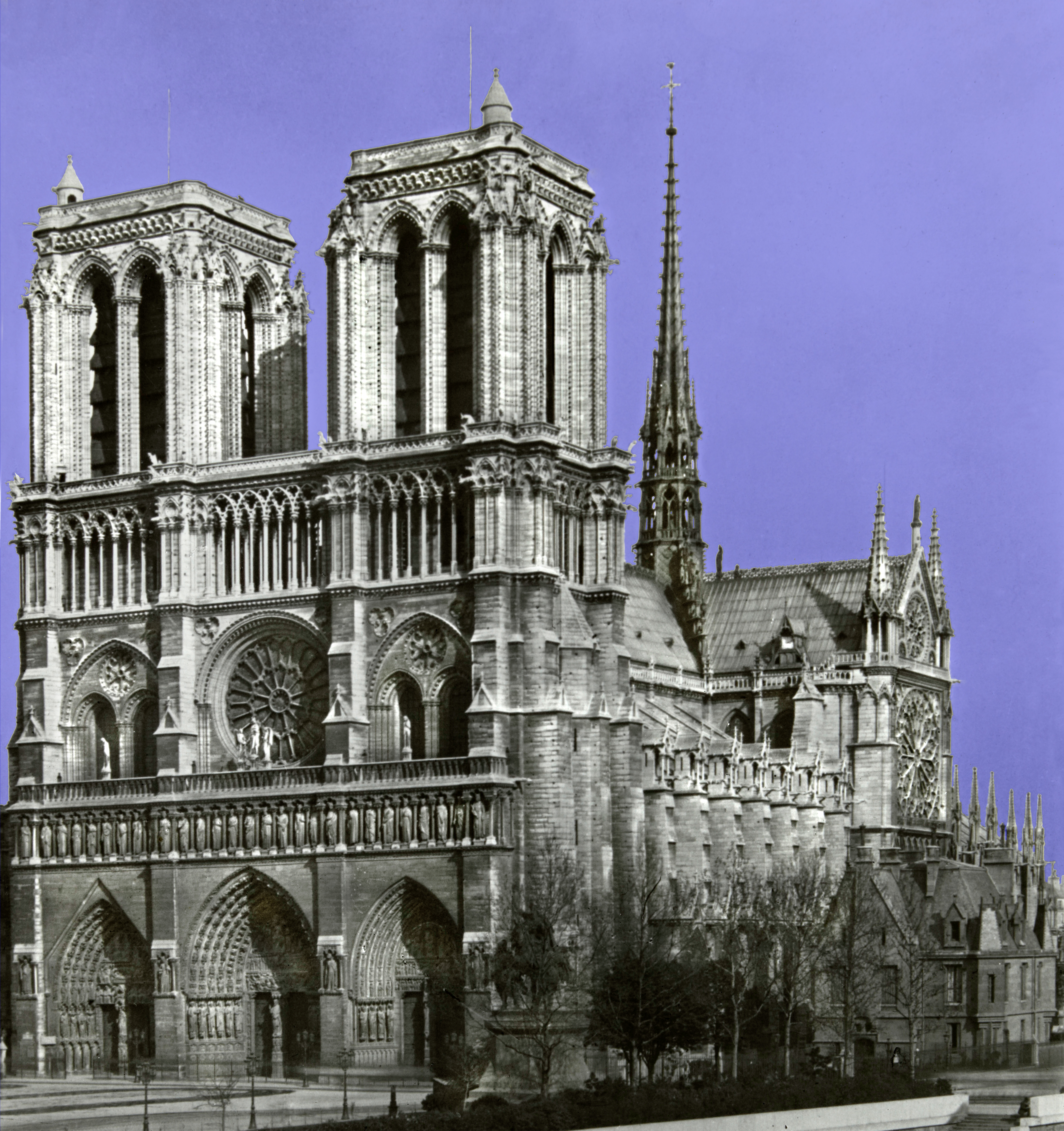
Notre-Dame de París (hi ha agulla) el 1930 ca.

Poc després, la Comuna de París de 1871 va estar a punt de destruir l'edifici. Els manifestants van calar foc a alguns bancs i cadires, però el foc va ser ràpidament extingit i va causar danys molt escassos. La catedral va passar les dues guerres mundials sense tenir problemes significatius.
En la dècada del 1990, els mètodes moderns varen ajudar a retornar a la pedra exterior de la catedral, ennegrida per segles, la puresa blanca original. Es distingeixen dues capes diferents de contaminació que ennegrien la pedra: una part marró corresponent a la part de la pedra exposada a l'aire i la llum solar i una capa negra en la superfície formada per guix (sulfat de calci hidratat), efecte de les fums de carbó. La pol·lució atmosfèrica suposà un perill per al manteniment de l'estructura de la catedral.
Un article de Time del 2017 informava que l'edifici requeria de reparacions especialment per l'oratge i la pol·lució atmosfèrica. La reparació requeria molts diners, amb una responsabilitat dividida entre l'arxidiòcesi i l'estat francès. El Ministeri de Cultura donava anualment dos milions d'euros per a reparacions, però no era prou. La ineficiència burocràtica va comportar dècades de negligència per al manteniment de l'edifici.
El 2018, una organització benèfica va reunir fons a Boston per tractar de finançar la reparació de la catedral.
La brutícia, que representava un perill per a la pedra, va ser eliminada. Les escultures van ser tractades amb làser, micro-engomat i compreses humides per eliminar la pols sense alterar la pàtina. Les pedres més deteriorades s'han substituït per altres idèntiques, extretes de jaciments de la regió parisenca. A més, una xarxa del fils d'electricitat, invisible des del terra, ha provocar la sortida dels coloms dels quals els excrements àcids van deteriorar moltes pedres.

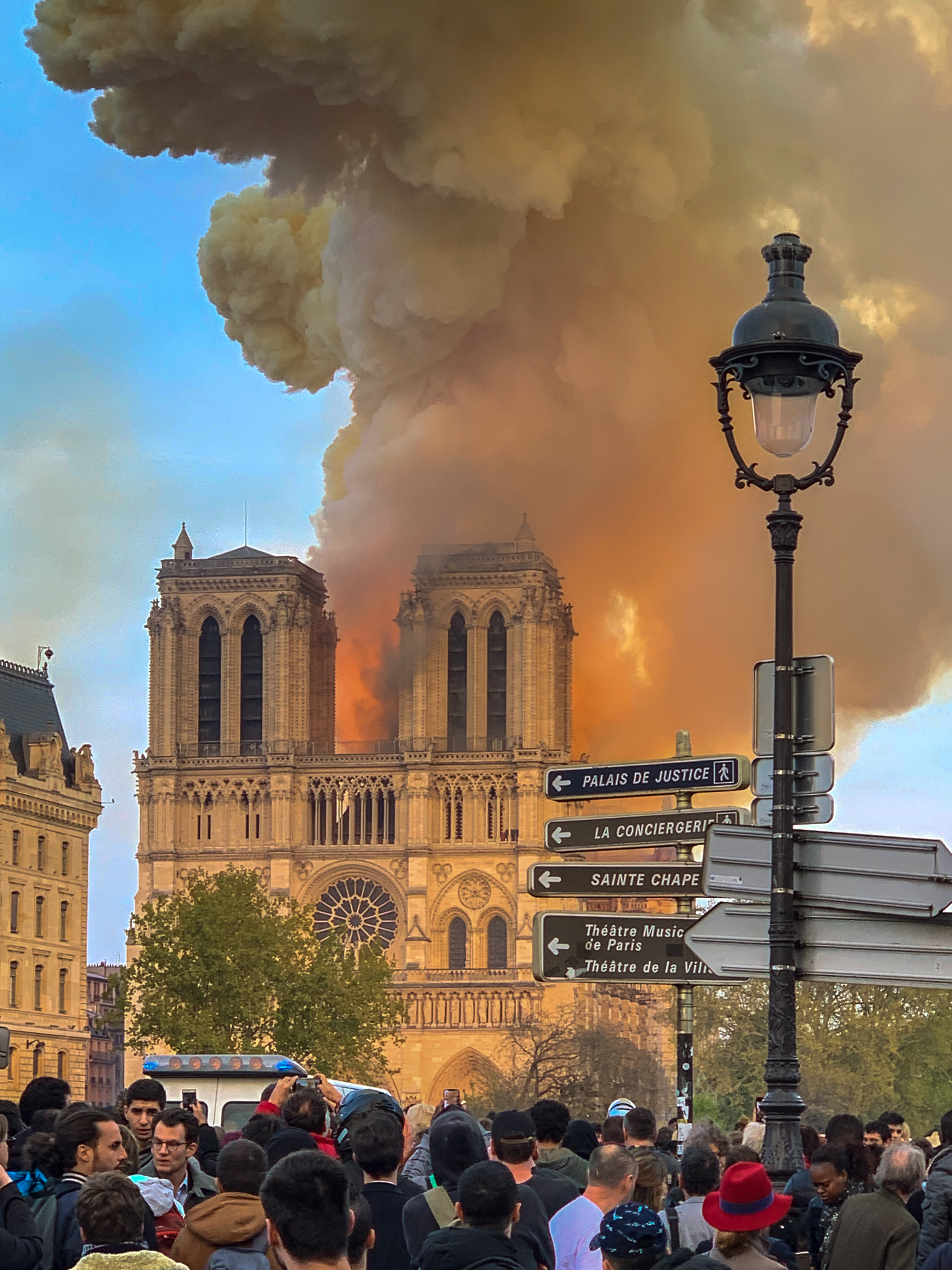
Notre-Dame durant l'incendi el 2019.

El 15 d'abril de 2019, un incendi va destruir parts de la catedral. L'agulla va caure, i el sostre es va esfondrar. L'incendi pot estar relacionat amb les restauracions en curs i causat per una de les tarimes instal·lades, segons la hipòtesi principal.

## Moments importants de la catedral
- 1431 – Coronació d'Enric VI d'Anglaterra durant la Guerra dels Cent Anys.
- 1804 – Coronació, el 2 de desembre, de Napoleó Bonaparte, emperador de França i la seva dona Josefina de Beauharnais, emperadriu, en presència del Papa Pius VII.
- 1900 – L'organista i compositor francès Louis Vierne guanya la plaça d'organista titular després d'una dura competició contra els cinc-cents millors organistes de l'època.
- 1909 – Beatificació de Joana d'Arc.
- 1937 – Mort de Louis Vierne durant la interpretació del seu recital d'orgue número 1750.
- 1980 – El Papa Joan Pau II celebra missa a la plaça Parvis.
- 2019 – Incendi important.

## Estil
Abans hi havia a la catedral una dualitat d'influències estilístiques: per un costat, reminiscències del romànic normand, amb la seua forta i compacta unitat, per altra banda, el ja innovador aprofitament de les evolucions arquitectòniques del gòtic, que donaven a l'edifici una lleugeresa i aparent facilitat en la construcció vertical i en el suport del pes de l'estructura. L'esquelet de suport estructural només és visible des de l'exterior.
La planta està demarcada per la formació en creu romana orientada a occident, d'eix longitudinal accentuat, i no era perceptible des de l'exterior. La creu era incrustada en l'edifici, envolta per un doble deambulatori, que circulava pel cor en la capçalera a l'est i es prolonga paral·lelament a la nau, donant lloc, així, a quatre naus laterals.

## Elements arquitectònics exteriors

### La plaça

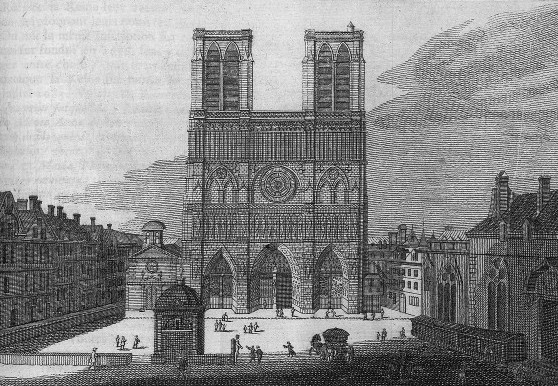
La plaça al

La plaça és el gran espai obert just davant la façana oest. Quan es va construir la catedral, la plaça era molt estreta. La catedral era entre innombrables petits edificis de fusta, com ara cases, botigues i posades. La plaça va conservar aquestes modestes dimensions fins al segle xviii, època en la qual l'arquitecte Beaufrand la va ampliar. Va ser remodelada en diverses ocasions a partir de llavors, especialment des de 1960.
El kilòmetre 0 de les carreteres franceses és a la plaça, a pocs metres de l'entrada de la catedral.
Des del segle xix moltes excavacions arqueològiques es varen dur a terme sota la plaça Notre-Dame de París, de les quals podem destacar dues: la primera va tenir lloc el 1847 i va ser dirigida per Theodore Vacquer, la segona més recent de 1965 a 1967 va ser dirigida per Michel Fleury. En aquestes excavacions es van descobrir importants vestigis gal·loromans i de l'alta edat mitjana, incloent-hi els fonaments d'un gran edifici religiós en forma basilical amb cinc naus. Són les restes de la Basílica de Saint-Étienne, construïda entre els segles quart i sisè i que constituïa la catedral precedent a l'actual. Una cripta va ser construïda per a conservar totes aquestes subestructures i fer-les accessibles al públic: es diu Cripta Arqueològica de la plaça Notre-Dame. Des de l'estiu de 2000, és administrat pel Museu Carnavalet.

### Les torres

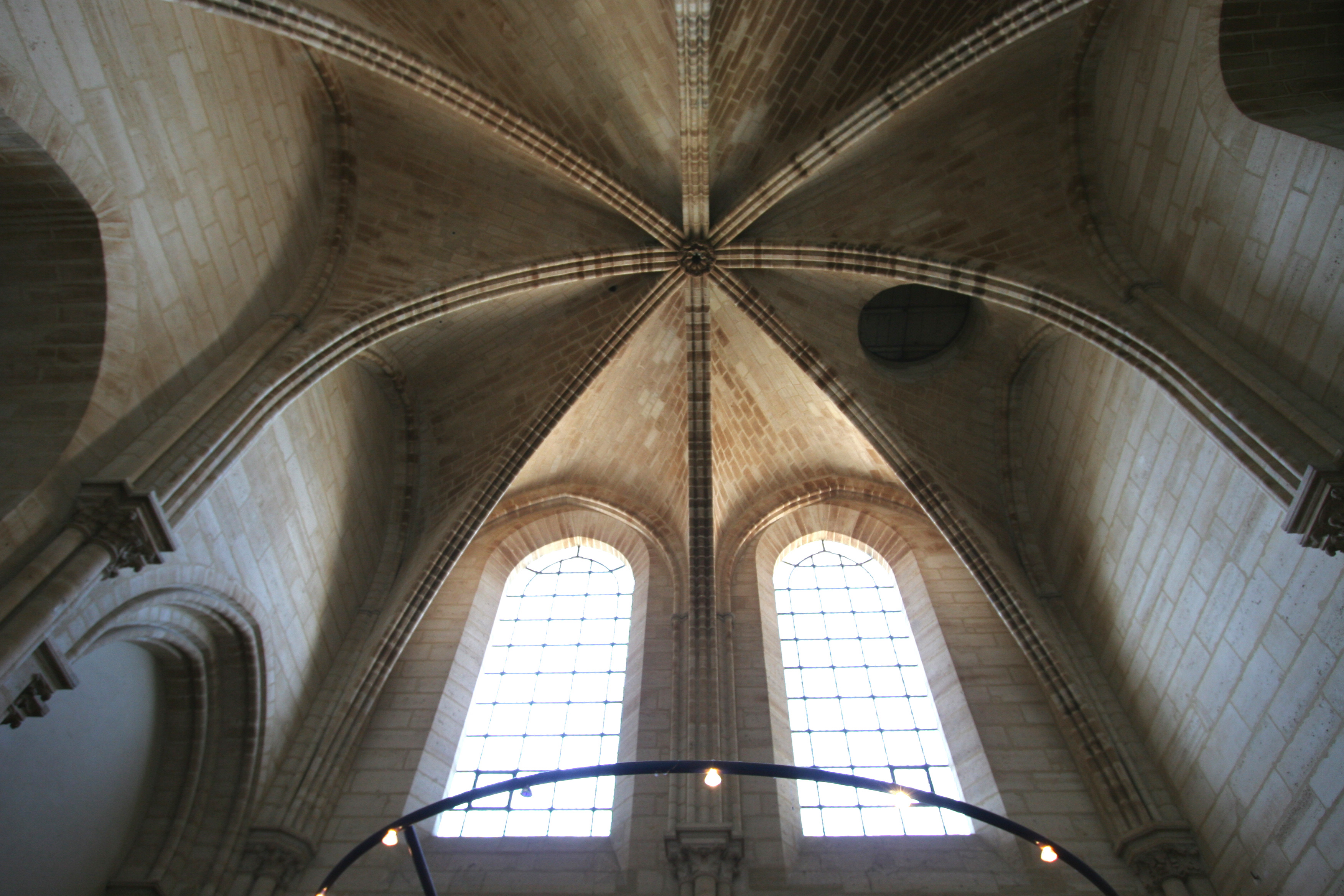
Voltes de la sala del primer pis de la torre nord (principi del), allà els turistes poden adquirir llibres i fulletons

Les dues torres de la façana oest no són exactament bessones. La torre nord (esquerra) és lleugerament més alta i més gruixuda que la torre sud, la qual cosa és fàcil de notar, quan es guaita el conjunt des del centre de la plaça. A aquesta diferència es correspon, en el nivell del pis del balcó de la Verge de la façana, una amplada netament més gran dels contraforts septentrionals de la torre nord respecte dels contraforts meridionals de la torre sud.
Al llarg dels anys, alguns han suggerit que els plànols originals de Notre Dame, que ja no tenim, preveien dues agulles sobre les torres. Les sòlides torres haurien pogut suportar, sens dubte, aquest tipus d'estructures. Però això no significa que haguessin d'estar equipats amb agulles. La Catedral d'Amiens i d'altres catedrals varen seguir el model de Notre Dame i tampoc no tenen agulles. La catedral de Reims les hauria d'haver tingudes, segons els plànols inicials, però mai no varen ser posades. Quant a la catedral d'Amiens, les torres que només tenen una profunditat de sis metres, no podia suportar aquestes estructures). Durant la restauració, que va tenir lloc entre 1844 i 1864, la idea de posar agulles va tornar de nou. El restaurador Viollet-le-Duc, que volia fer fracassar el projecte de les agulles, va dissenyar un plànol molt precís de la catedral amb aquestes agulles per mostrar al públic el resultat poc estètic al qual conduiria aquest projecte. Alguns experts han pretés posteriorment, sobre la base dels seus plànols i els seus escrits, que Viollet-le-Duc era favorable a aquestes agulles.
Entre les dues torres, darrere de la galeria superior amb columnes de la façana, i davant del gablet de la nau, hi ha una mena d'esplanada, de teulada plana anomenada la zona de plom o el pati dels dipòsits. La cobreixen planxes de plom i s'hi han construït estanys d'aigua que es pot utilitzar amb rapidesa en cas d'incendi. Darrere de la zona de plom s'aixeca el gran gablet triangular que dona fi a l'oest les golfes de la nau: sobre la punta, un àngel toca la trompeta.
El públic pot accedir a les torres de la catedral que ofereixen unes vistes impressionants sobre París.
La torre nord conté una escala de 387 graons. Al primer pis, a nivell de la galeria dels reis i del rosetó, hi ha una gran sala gòtica amb un taulell amb llibres i fulletons per als visitants. A més, es poden veure diverses estàtues originals de la catedral, així com pintures de Guido Reni, Charles André van Loo, Étienne Jeaurat i Ludovico Carracci.

### Façana oest

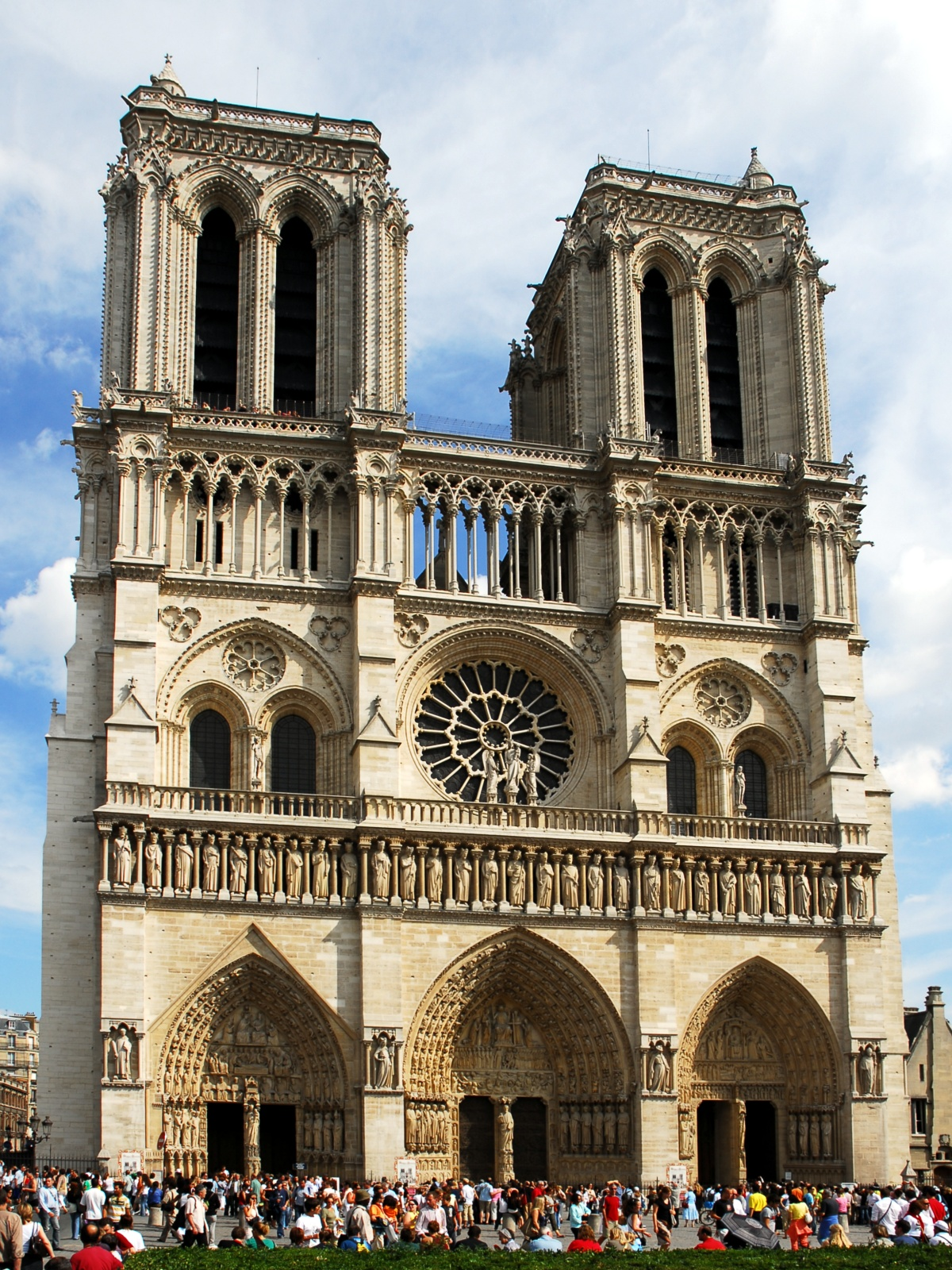
La façana oest

La façana va ser concebuda en gran part per Eudes de Sully, bisbe de París en el període 1197-1208. La construcció va durar mig segle, des del 1200 fins al 1250. El seu disseny arquitectònic és un disseny geomètric simple. Té una amplada de 43,5 metres i una alçada de 45 metres, sense comptar l'alçada de les torres. Es compon, de baix a dalt, del pis dels tres portals i de quatre estàtues en els nínxols dels contraforts (diaca Sant Esteve, al·legories de l'Església i de la Sinagoga, el bisbe de Saint-Denis), de la galeria dels reis, a continuació, hi ha el pis on en la part central hi ha el rosetó oest, i al dos costats, sota les torres, finestres bessones rematades per petits rosetons sota un arc ogival. Finalment un darrer pis amb columnes connecta les dues torres i s'estén per les quatre cares d'aquestes. Per sobre del conjunt, al nord i al sud, hi ha les torres de sostre pla.
La façana, rigorosa i lineal, fa destacar de manera sorprenent el cercle del vitrall del rosetó inscrit en el centre d'un quadrat de més de quaranta metres de costat. Molts observadors troben que s'assembla a una hòstia.
Just sobre els tres portals hi ha la Galeria dels Reis de Judà (i no els reis de França). Aquestes reconstruccions són l'obra de Viollet-le-Duc (que també s'hi va representar a si mateix) i els fragments originals es poden veure al Museu Nacional de l'edat mitjana a l'antiga residència de Cluny, a París.
La façana està sostinguda a l'exterior per quatre contraforts, dos per a cada torre, enquadrant els tres portals. En aquests contraforts, hi ha nínxols amb quatre estàtues fetes de nou al segle xix per l'equip de restauradors de Viollet-le-Duc. Aquests són, d'esquerra a dreta: la de Saint Étienne, després dues al·legories, l'església a l'esquerra, la sinagoga a la dreta (ramal sud) i finalment (contrafort sud) la d'un bisbe, molt probablement St Denís.

#### Portal del Judici Final

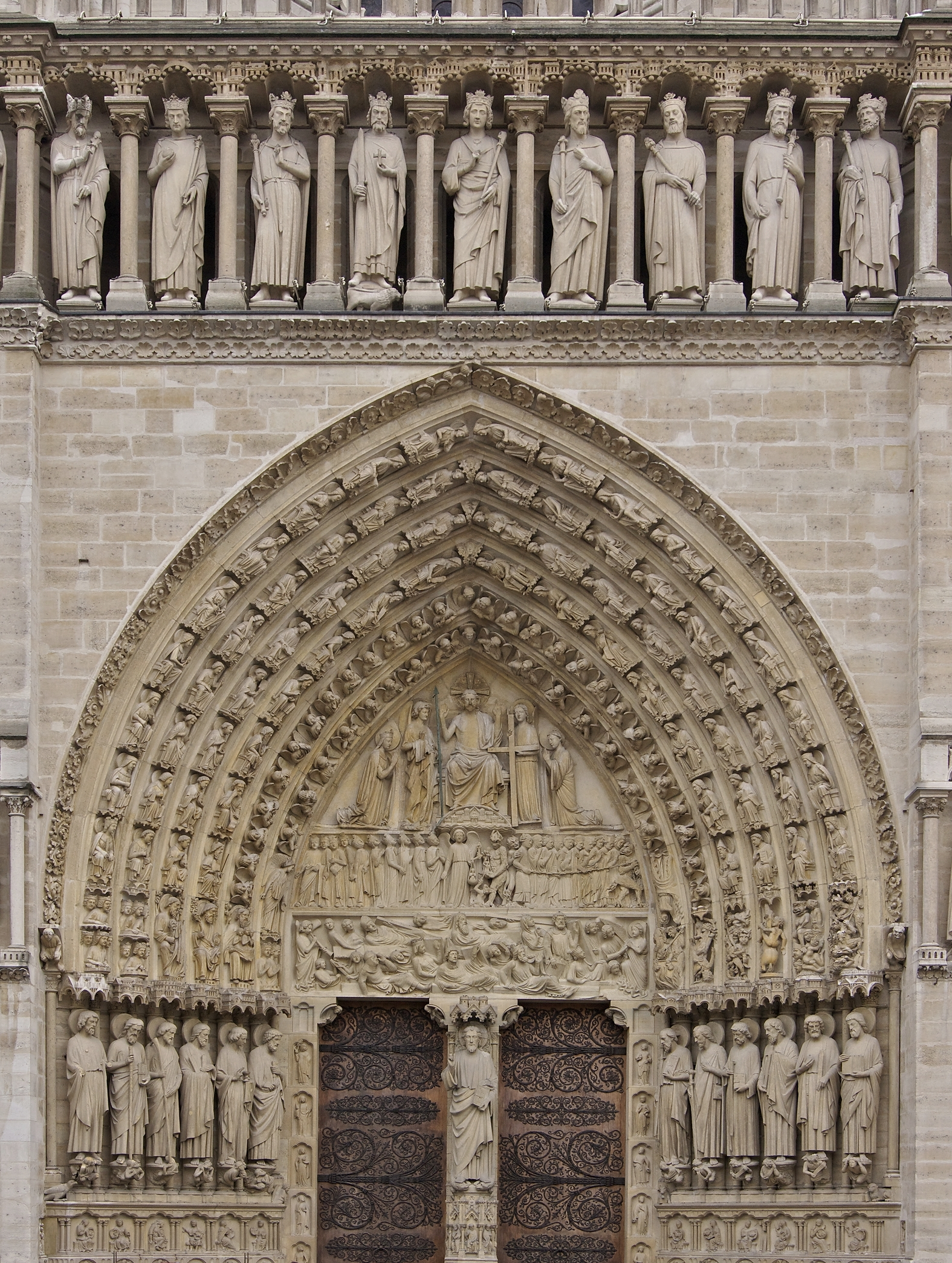
Vista del portal del Judici Final

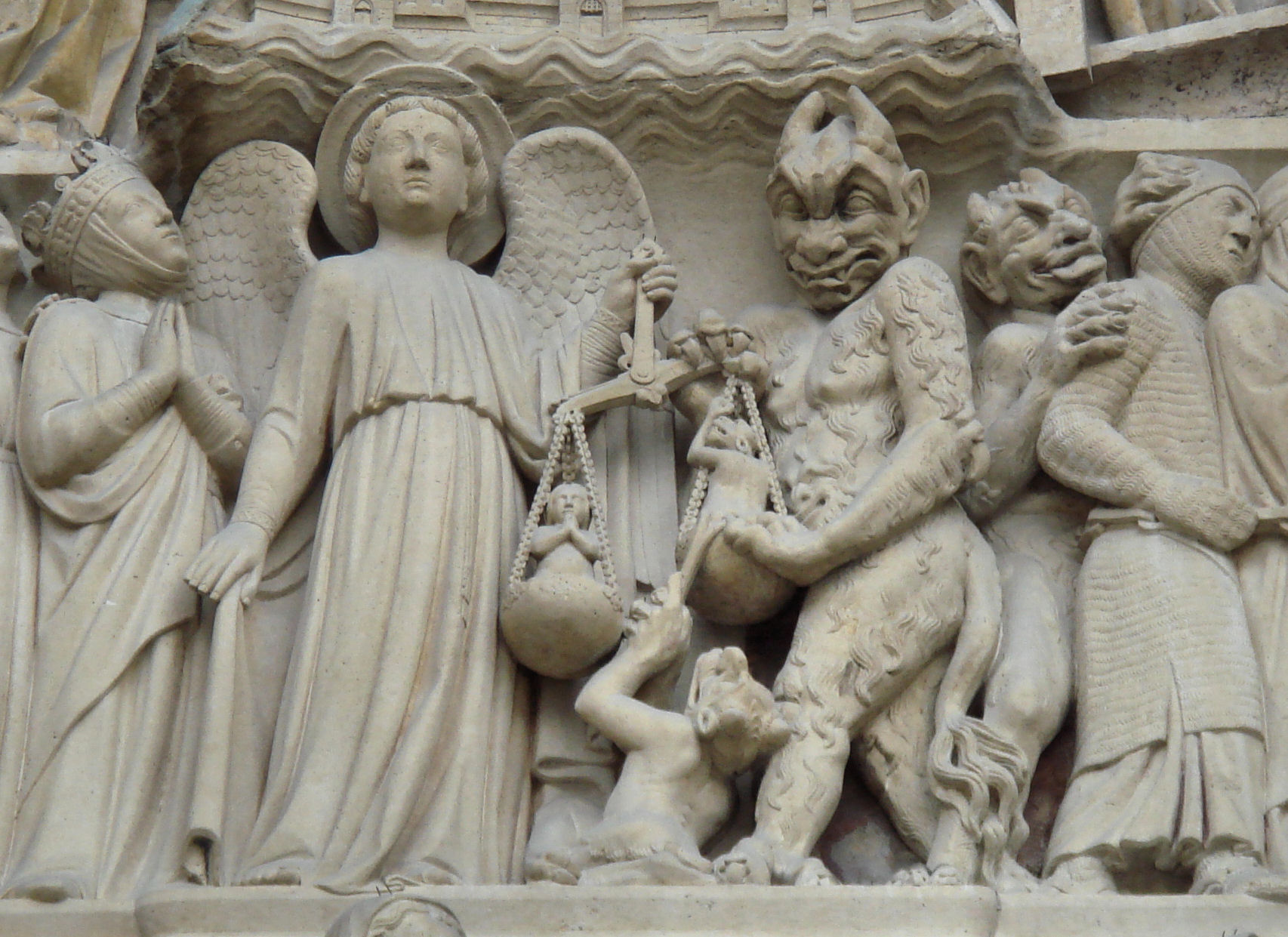
L'arcàngel sant Miquel utilitzant una balança per pesar els pecats i les virtuts

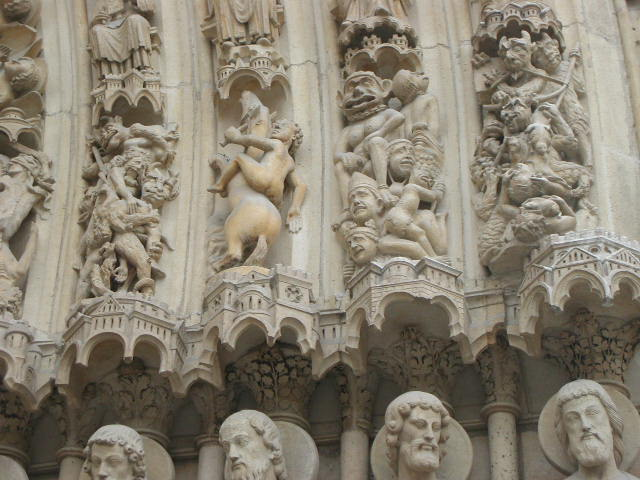
A la part més baixa de l'arquivolta, a la banda dels condemnats, les dovelles estan ocupades per les escenes de l'infern

Aquest és el portal principal de la catedral. Té un conjunt d'imatges sorprenent. La notable escultura del timpà està datada cap a l'any 1210. Representen escenes del Judici Final, quan, segons la tradició cristiana, els morts ressusciten i són jutjats pel Santcrist. A la llinda inferior es pot veure els morts sortint de les tombes. Aquests són despertats per dos àngels que des de cada costat, toquen les trompetes. Entre aquests personatges, tots vestits, podem veure un papa, un rei, dones, guerrers i fins i tot un negre africà.
Damunt, l'arcàngel sant Miquel pesa els pecats i les virtuts amb una balança. Dos dimonis proven d'inclinar el plat de llur costat. Els elegits són a l'esquerra, mentre que a la dreta els condemnats encadenats són duits a l'infern, pitjats per altres dimonis, lletjos, amb banyes i amb mirades diabòliques. Les expressions d'aquests condemnats mostren terror i desesperació.
A la part superior del timpà, el Santcrist, amb mig tors nu per mostrar les seves ferides, presideix el tribunal diví. Dos àngels drets, a la dreta i esquerra, duen els instruments de la Passió. A cada costat, la Verge Maria i sant Joan, de genollons, imploren la misericòrdia del Santcrist.
A la part més baixa de l'arquivolta, a la banda dels condemnats, les dovelles estan ocupades per les escenes de l'Infern, mentre que a la banda dels elegits, pels patriarques, entre els quals podem veure a Abraham amb ànimes en un plec del seu mantell. És una demostració molt concreta de la imatgeria cristiana de l'edat mitjana, que en aquell temps tenia una influència molt forta sobre la gent. En aquella època l'escena era totalment policromada i daurada. Agrupats en el paradís les primeres arquivoltes contenen àngels que observen l'escena del Judici més bé amb un aire de curiositat i sorpresa de veure el que passa. La impressió general que es desprèn de la imatgeria està lluny de ser pessimista. L'infern només ocupa una part molt petita del conjunt i tot està fet per a remarcar la misericòrdia del Senyor. La Mare de Déu i els sants al paradís, representats per sant Joan, intercedeixi per nosaltres, i la imatge de Jesús, que domina l'escena mostrant les seves ferides, ens recorda que va venir a la terra com el Redemptor, per redimir els nostres pecats. L'escena del Judici Final és també a moltes altres catedrals gòtiques franceses com la Catedral de Chartres, la d'Amiens, la de Laon, la de Reims i la de Bordeus.
Aquest portal, coronat amb la magnífica escena del Judici, va sofrir importants saquejos durant la segona meitat del segle xviii.
El 1771, per ordre del clergat, Soufflot el mutila seriosament, va eliminar els entrepanys i tallant les dues llindes del seu centre. Durant la restauració del segle xix, Viollet-le-Duc va llevar les parts laterals restants de les llindes i les va dur al museu. Després va reconstruir admirablement el conjunt del Judici Final, incloent-hi les parts que falten, ajudat pels dibuixos de Soufflot abans de les transformacions. Així, només la part superior de l'escena es remunta al segle xiii, les dues parts inferiors són modernes. Per contra els arcs de l'arquivolta envoltant el timpà i les seves escultures són originals.
L'entrepany va ser reconstruït per l'equip de restauradors. La gran estàtua que hi figura, la del Bon Déu, és l'obra d'Adolphe-Victor Geoffroy-Dechaume segons el dibuix –diverses vegades revisat– de Viollet-le-Duc. És en un pedestal on són esculpides les arts liberals.
Quant a les dotze grans estàtues dels apòstols col·locades en ambdós flancs de la porta (2 × 6 estàtues), destrossades el 1793 pels revolucionaris, com gairebé totes les altres grans estàtues de la catedral, són reconstruccions del segle xix, molt ben refetes sigui dit. Aquestes estàtues, començant per l'esquerra són: sant Bartomeu, sant Simó, sant Jaume el Menor, sant Andreu, sant Joan i sant Pere, i a la banda de la dreta sant Pau, sant Jaume el Major, sant Tomàs, sant Felip, sant Mateu i sant Judes.
Al brancal de la banda esquerra del Paradís, hi ha les verges sàvies, mentre que en el brancal oposat, es pot veure a les verges ximples. Les escultures d'aquestes verges també van ser refetes al segle xix.
Sota les grans estàtues dels brancals es poden admirar dos baixos relleus dissenyats en forma de medallons, un a l'esquerra i l'altre a la dreta, superposant les representacions de les Virtuts i dels Vicis segons escenes de la vida, fàcilment comprensibles pel poble cristià de l'època. La Dolçor, per exemple, utilitza el símbol de l'ovella, la Força està representat per una armadura, la Versatilitat ens mostra un monjo penjant els hàbits, etc. Aquesta temàtica es repeteix al rosetó oest. Totes aquestes escenes tenen gairebé vuit segles d'antiguitat.
S'ha de dir que aquest portal és d'enfora el lloc més popular, més visitat i més admirat de tota la catedral. Tot el conjunt es combina per atraure multituds, cristianes o no, de tot el món: l'admirable equilibri i extrema claredat del tema, en el centre d'una façana que es percep amb raó com de total bellesa. S'hi afegeix l'innegable èxit de la restauració del segle xix que, fora d'experts i coneixedors, és gairebé impossible de distingir allò que pertany al segle xiii i del que es va reconstruir a l'època de Viollet-le-Duc i el seu equip, i que respectuós amb l'esperit de l'època, es combina gairebé a la perfecció en el conjunt que es vol mostrar com de l'edat mitjana.

#### El portal de la Mare de Déu

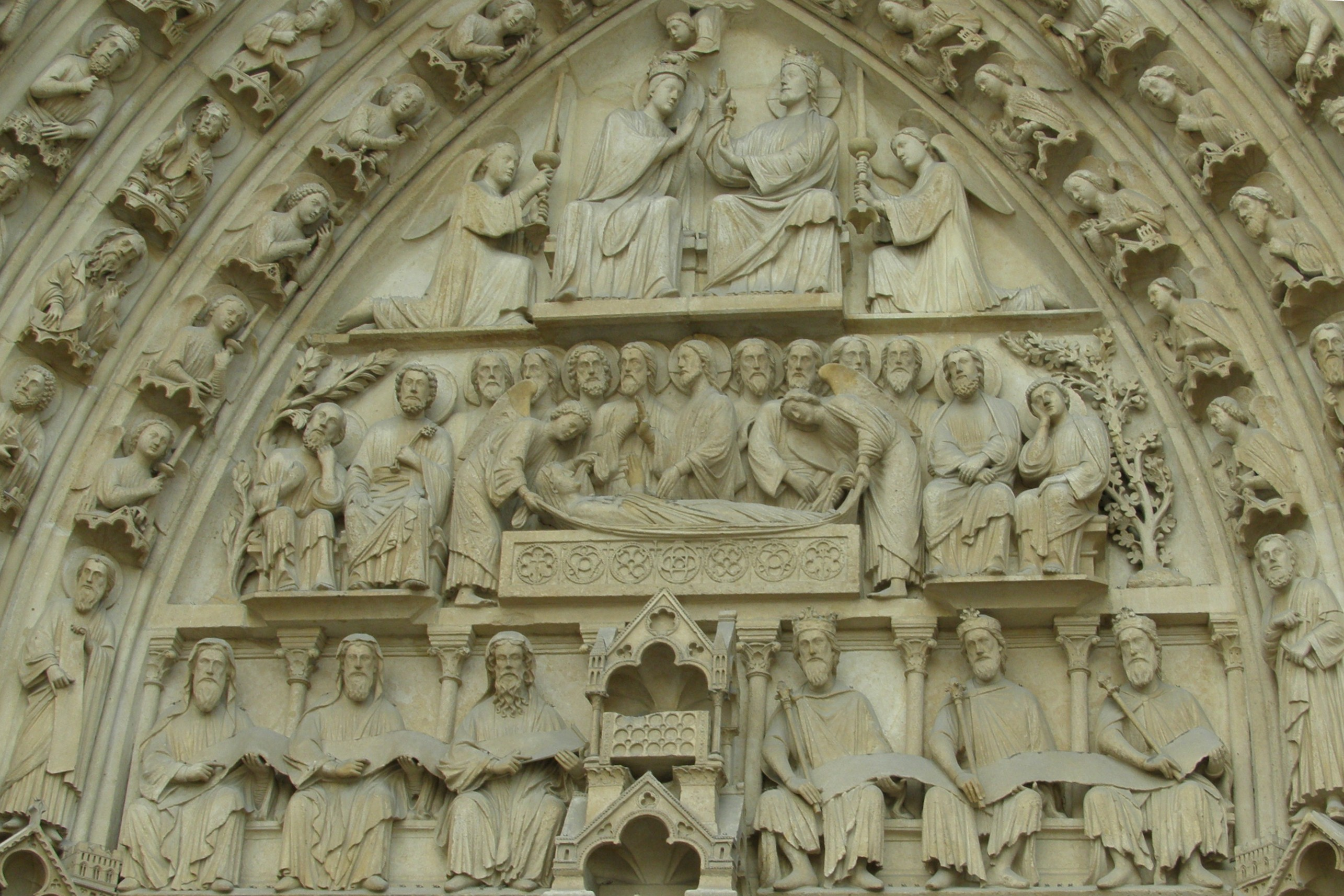
El timpà del portal de la Mare de Déu

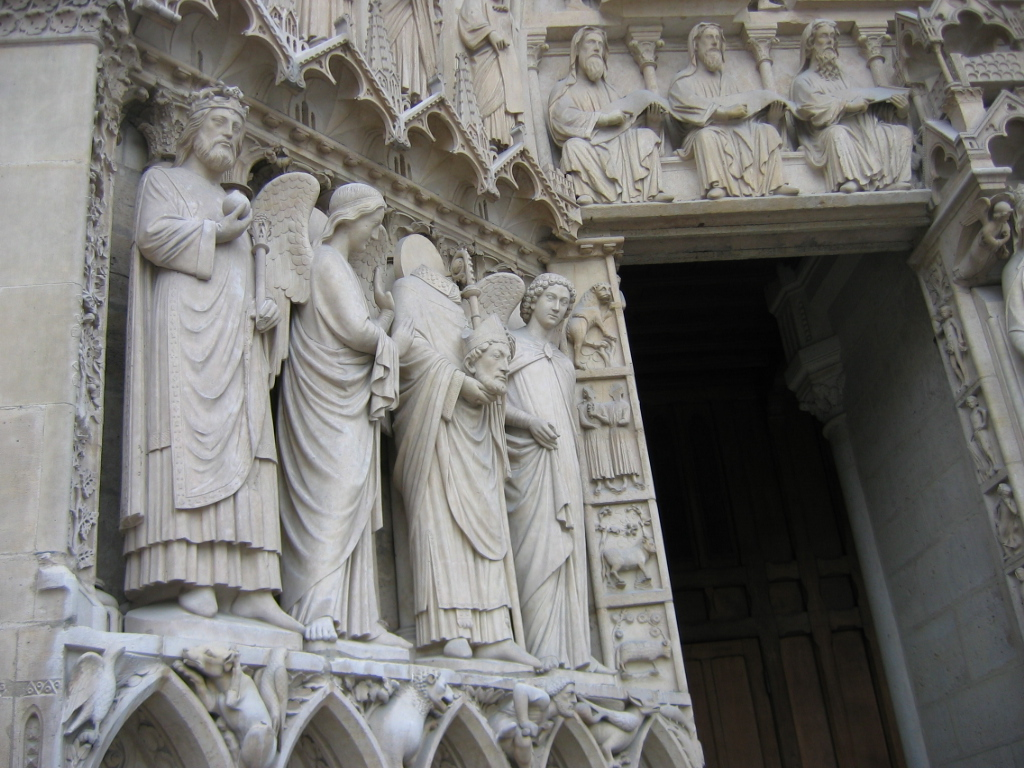
Estàtues del brancal de l'esquerra

A l'esquerra del portal del Judici Final hi ha el portal dedicat a la Mare de Déu. És una mica més antic que aquell i es remunta al 1210. Greument danyat el 1793 (les nou grans estàtues van ser destruïdes), va ser objecte d'una notable restauració al segle xix, gràcies a una abundant documentació que va servir de base per a la restitució de les estàtues.
A la paret de la façana, al voltant dels arcs del timpà, hi ha un gablet. Els constructors volien que aquest portal fos diferent dels altres en honor de la Mare de Déu, a qui la catedral és dedicada.
El portal té dues llindes. A la llinda inferior, reis d'Israel i profetes al voltant de l'Arca de l'Aliança. És just per sobre del dosseret que cobreix l'estàtua de la Verge i el nen, trepitjant la serp, símbol de Satanàs, i a l'entrepany de la porta (reconstruïda al segle xix). La llinda superior representa la Dormició (mort) de la Verge. Dos àngels la treuen - o la fiquen? - de la tomba, en la presència del Santcrist que beneeix la seva mare i mostra, amb la mà esquerra, el ventre on la Paraula de Déu es va fer carn. Els apòstols envolten la difunta. Als dos extrems, sant Pau i sant Joan estan representats respectivament per la figuera i l'olivera.
A la part superior del timpà, assistim a la coronació de la Mare de Déu. S'asseu a la dreta del Santcrist i un àngel, damunt d'ella, li posa una corona d'or sobre el cap.
Els arcs que emmarquen el timpà són ocupats per profetes, reis, àngels i patriarques. Les grans estàtues dels brancals representen especialment sants parisencs. A l'esquerra hi ha un emperador (no identificat) i sant Denís decapitat, portant el seu cap i flanquejat per dos àngels. A la dreta hi ha sant Joan Baptista, sant Esteve, santa Genoveva i el papa Silvestre I. Els baixos relleus mutilats dels nínxols sota aquestes estàtues representen escenes de les seves respectives vides.
Una característica interessant d'aquest portal és que les cares laterals de l'entrepany, i també els laterals dels brancals prop de les fulles de la porta estan formats per una sèrie de baixos relleus que representen el zodíac, els treballs del mes a cals pobres i els rics, les estacions i etapes de la vida, tot magníficament tractat.

##### Lilit i el pecat original

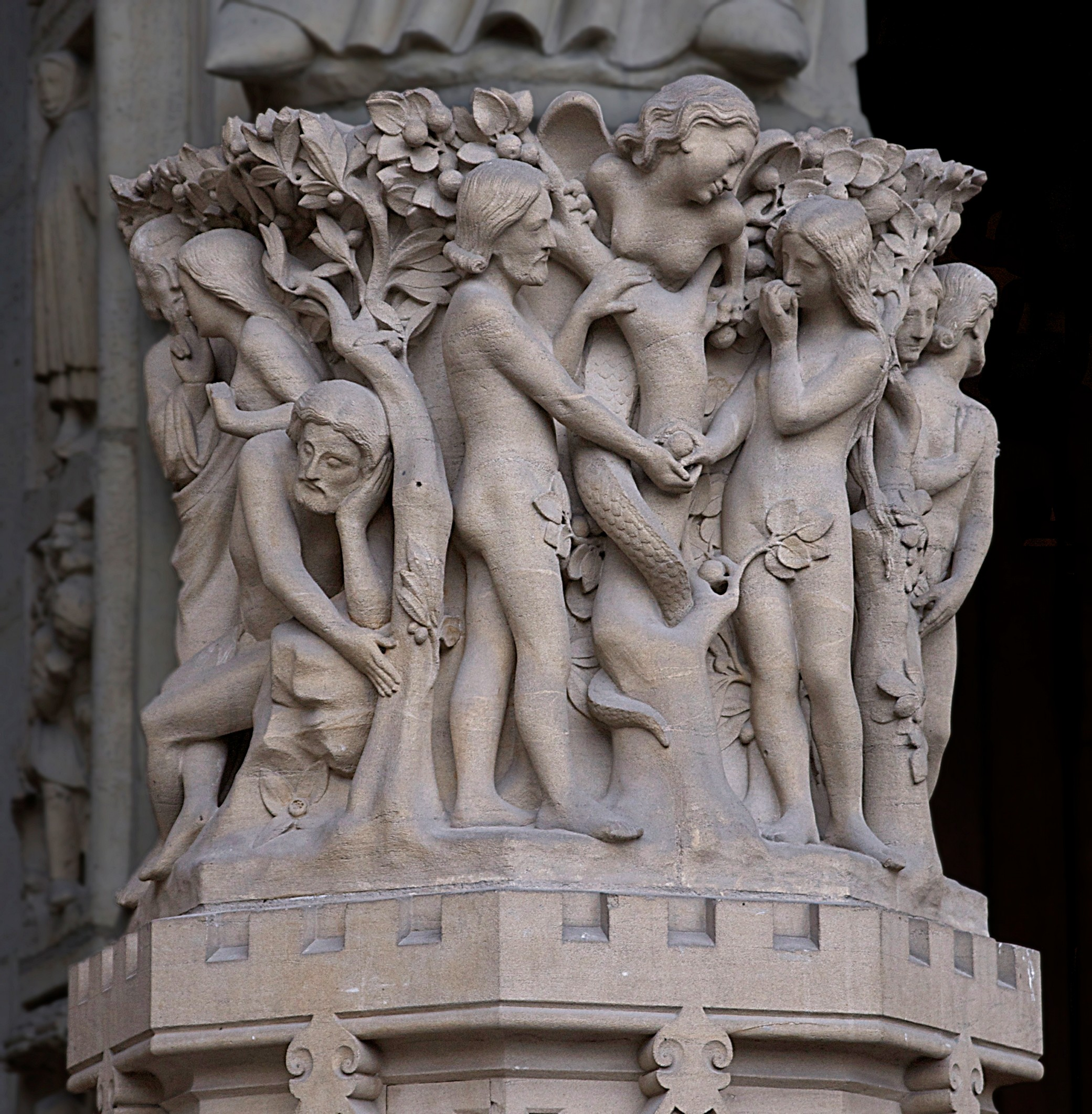
La temptació d'Adam al jardí de l'Edèn pel diable, en aquesta ocasió amb la diablessa Lilit que té una cua de serp.

La part inferior de l'entrepany, sota els peus de la Mare de Déu, s'adorna amb un bell baix relleu en tres seqüències que representen el pas d'Adam i Eva al jardí de l'Edèn o paradís terrestre, i la temptació d'Adam seguida del pecat original.
La primera escena mostra Déu prenent una costella a Adam adormit al peu d'un arbre, i transformant la costella en Eva, amb la finalitat que fos una companya semblant a ell com diu el text…
La segona part del baix relleu representa el pecat original. La parella és al peu de l'arbre del fruit prohibit. El diable té la forma d'una seductora dona amb una llarga cua de serp. Es tracta en realitat de Lilit, personatge bíblic absent del cànon bíblic, però present en els escrits rabínics del Talmud de Babilònia. Segons la tradició jueva, era la primera esposa d'Adam, que hauria abandonat el paradís a la terra després de negar-se a sotmetre's a ell adoptant la posició inferior quan feien l'amor. Ella es va negar a continuació a obeir Déu que li va ordenar sotmetre Adam. Expulsada de la superfície de la Terra, aquesta «perversa» seductora va esdevenir la diablessa favorita de Llucifer. Ella va tornar per a temptar la parella de la qual era gelosa, a fi de precipitar-les en desgràcia.

#### Portal de santa Anna

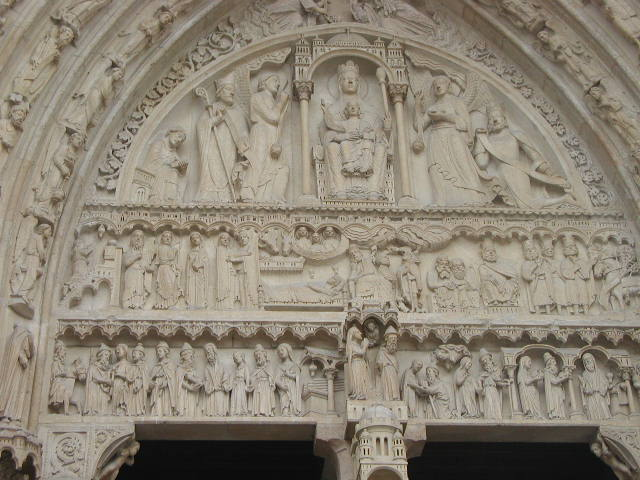
El portal de Santa Anna

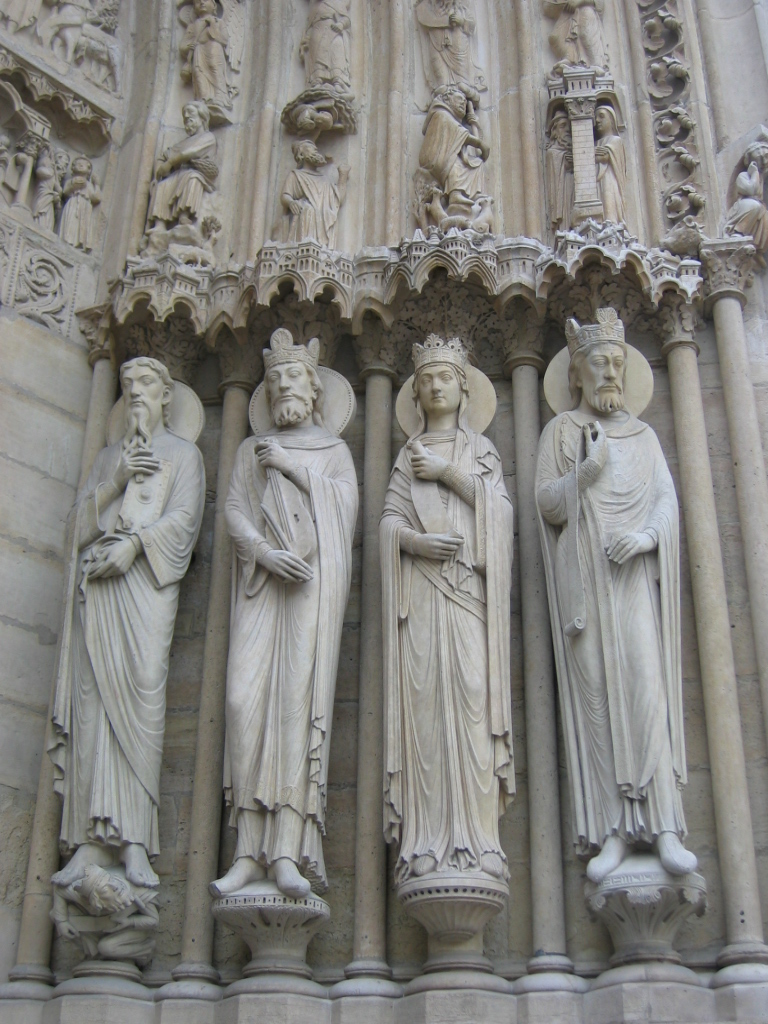
Les estàtues del brancal de la dreta del portal de santa Anna

A la dreta del portal del Judici Final hi ha el portal de santa Anna que està dedicat a la vida de la mare de la Mare de Déu. En realitat, correspon a l'església anterior a l'actual catedral. Està constituïda en gran part de peces esculpides entre 1140-1150 d'un portal més petit. Per tant, es pot distingir en l'ornamentació del portal de santa Anna, peces del segle xii (el timpà i la part superior de la llinda, dos terços de les escultures dels arcs de l'arquivolta, les vuit grans estàtues dels brancals, l'entrepany), i d'altres del segle xiii (la part inferior de la llinda i les altres estàtues dels arcs de l'arquivolta). Aquestes darreres varen ser esculpides per fer la connexió.
L'entrepany del portal presenta amb una gran estàtua de sant Marcel, bisbe de París, trepitjant el drac de la llegenda. És realment una còpia feta al segle xix. L'original és a la sala superior de la torre nord. El 1793, l'estàtua de sant Marcel va ser mutilada (cara) i les vuit estàtues dels brancals llevades. Les corones també van ser danyades. Afortunadament, alguns fragments van ser redescoberts després (molts d'ells el 1977), pel que avui hem estat capaços de reconstruir més o menys, al Museu de Cluny, el portal d'abans de la Revolució.
Les vuit grans estàtues dels brancals que es poden admirar actualment daten del segle xix. Representen, d'esquerra a dreta i de forma successiva: Elies, la vídua de Sarepta (a ca aquesta dona es va hostatjar Elies a Sarepta), Salomó i sant Pere; després sant Pau, David, la sibil·la i Isaïes.
Les dues llindes varen ser esculpides en dates diferents i per escultors d'estil molt diferent. La llinda inferior constitueix una peça de connexió entre les dues parts del portal i data de l'època de l'església anterior. Es va afegir quan la porta es va tornar a muntar al segle xiii. Mostra una sèrie de personatges amb uns caps desproporcionats i vestits amb roba massa gran. A la llinda superior hi ha escenes de la vida de santa Anna i la Mare de Déu.
Per sobre de les dues llindes, el timpà té una Mare de Déu majestuosa. Aquest portal és conegut sobretot per la controvèrsia sobre dos dels personatges que figuren al timpà. Al voltant del grup format per la Mare de Déu amb Bon Jesús als seus braços i dos àngels, hi ha dos personatges: un bisbe i un rei. La tradició diu que aquests personatges representen el bisbe Maurice de Sully, fundador de Notre Dame, i Lluís VII, rei de França en aquella època. No obstant això, alguns experts posen en dubte aquesta teoria, i sostenen que el personatge religiós és sant Germà, bisbe de París al segle vi, i que el rei és Khildebert I, fill de Clodoveu I. Altres experts fins i tot afirmen que aquests personatges no poden ser identificats.
Finalment, les dues fulles de la porta estan dotades d'admirables peces de ferro, obres mestres de l'artesania de ferro forjat del segle xii.

#### Galeria dels reis

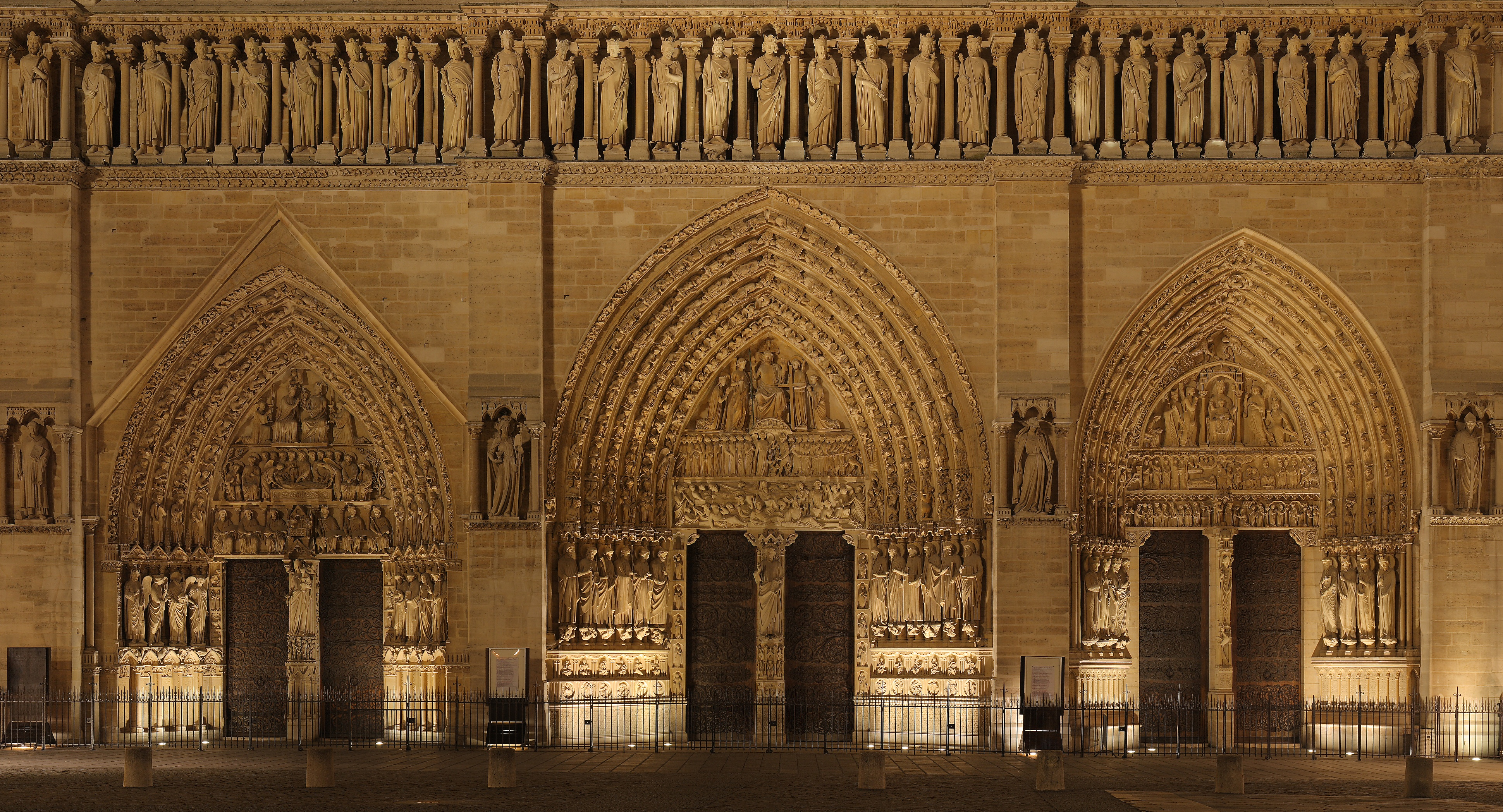
La part inferior de la façana oest amb les estàtues dels 28 reis de Judà

A vint metres del terra, una sèrie de vint-i-vuit personatges reials representen les vint-i-vuit generacions dels reis de Judà, que varen precedir Jesucrist. Cada estàtua té més de tres metres i mig d'alçada.
Els caps de les estàtues daten del segle xix i foren realitzats en els tallers d'escultura del restaurador Viollet-le-Duc. En efecte, les estàtues originals van ser decapitades el 1793 durant la Revolució Francesa pels sans-culottes, que erròniament creien que representaven els reis de França. En l'actualitat no resten més que alguns fragments d'estàtues medievals.
Vint-i-un caps originals es varen trobar el 1977 quan es renovava el palau Moreau, al carrer Chaussée-d'Antin al districte 9 de París, i s'exposen al museu nacional de l'edat mitjana (museu de Cluny). Encara que mutilats després de caure, han conservat rastres de policromia (rosat a les galtes, vermell als llavis, negre per a les celles, etc.).

#### Balcó de la Mare de Déu

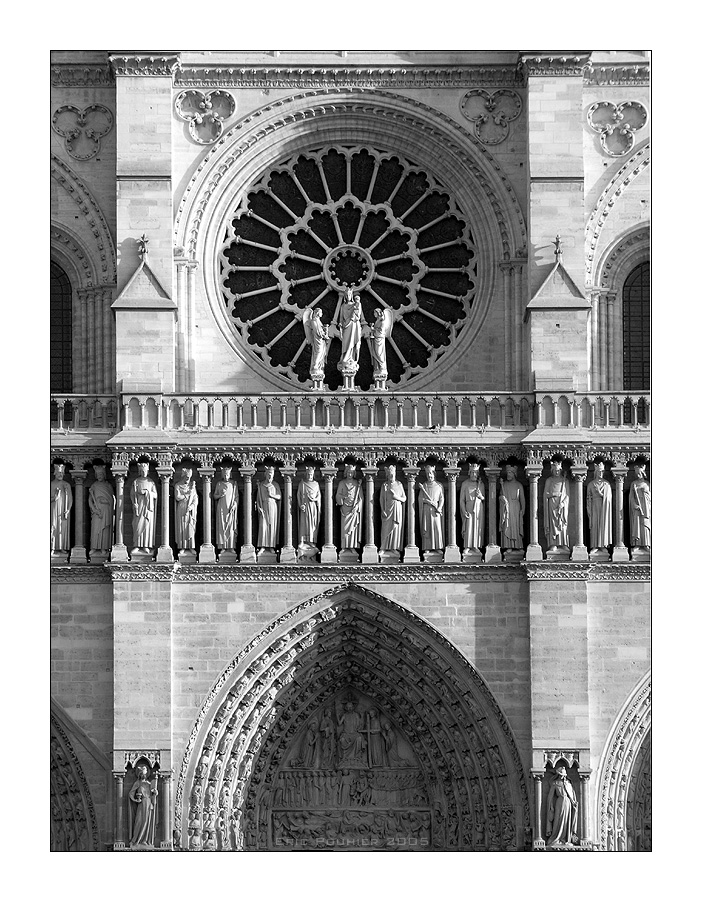
El balcó de la Mare de Déu i el rosetó oest

Aquesta estàtua fa que tota la façana sigui dedicada a la Mare de Déu. Va ser encarregada per Viollet-le-Duc per a reemplaçar l'estàtua original de l'època medieval severament danyada pels anys i les condicions climàtiques. El rosetó oest que és darrere de l'estàtua constitueix un halo magnífic. Viollet-le-Duc va posar també estàtues d'Adam i Eva davant els finestrals de cada costat del rosetó. Això és, segons la majoria d'experts, el principal error de Viollet-le-Duc en una restauració que, si més no, pot ser qualificada de notable. Tot sembla provar que no va existir cap estàtua en aquest lloc. Les estàtues d'Adam i Eva en realitat s'haurien d'haver posat en els nínxols de la façana interior del braç sud del transsepte.

#### Rosetó oest

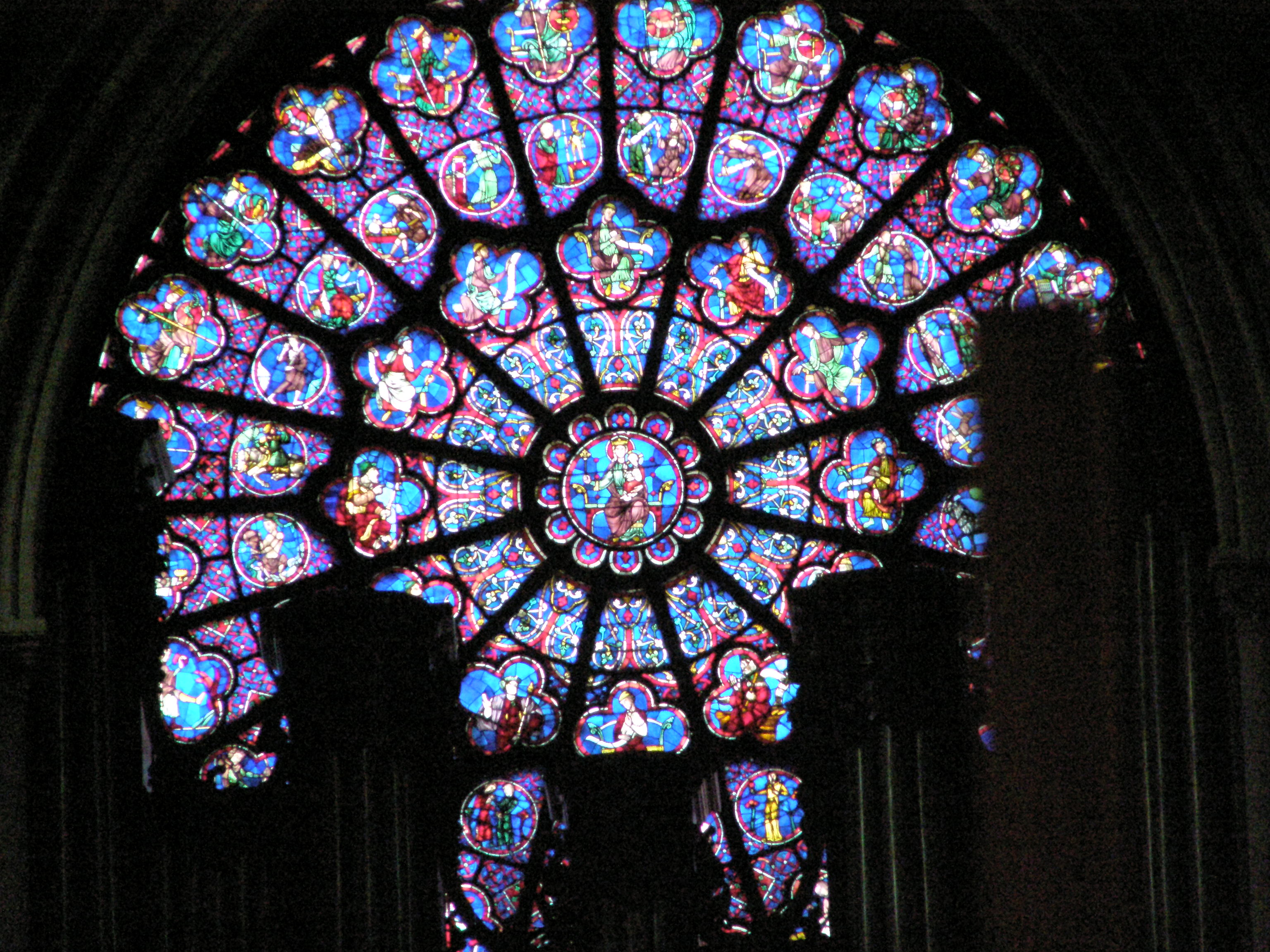
El rosetó oest

Aquest rosetó sembla enorme, i malgrat ser de dimensions no menyspreables, en realitat és el més petit dels tres rosetons de la catedral. Fa nou metres seixanta de diàmetre. Va ser reconstruït gairebé íntegrament per Viollet-le-Duc en la gran restauració del segle xix. Al centre: la Mare de Déu. Al seu voltant es pot veure les feines dels mesos, els signes del zodíac, les Virtuts i els Vicis així com els profetes.

### Façanes laterals de la catedral

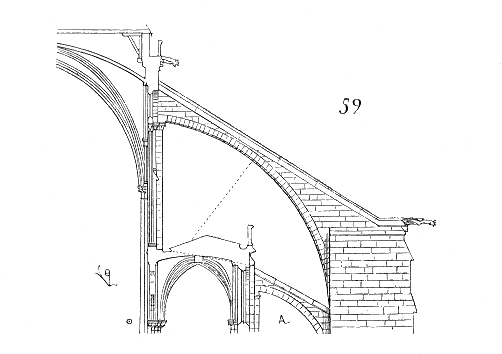
Els grans arcbotants simples de Notre Dame amb un abast de fins a 15 metres.

La construcció de la nau va començar el 1182, després de la consagració del cor. Alguns fins i tot pensen que els treballs varen començar el 1175, abans de la consagració. El treball es va aturar després del quart tram, deixant inconclusa la nau mentre es va començar a construir la façana el 1208. Les obres a la nau van ser represes el 1218 a fi de contrarestar l'empenta de la façana.
A final de la dècada dels anys 1220, el quart arquitecte de Notre Dame va començar a canviar totalment el pla original de la part superior de l'edifici quan encara era en construcció. La foscor de Notre Dame era considerada excessiva des de l'inici de la construcció, s'havia tornat insuportable, especialment quan es compara amb la claredat que hi havia en els santuaris més recents encara en construcció. Els canvis eren indispensables si es volia que la catedral quedàs com a referència i no fos considerada arcaica. Per tant, es va procedir a modificacions significatives. L'arquitecte va ampliar els finestrals cap a baix suprimint l'antic tercer nivell, el dels rosetons de l'antic edifici que donava sobre les golfes de les tribunes. Per tant, van ser eliminades aquestes golfes a favor d'una terrassa cobrint aquestes tribunes i formada per grans lloses.
Llavors va sorgir el problema del drenatge de la pluja que amenaçava de quedar estancada després d'haver llevat la coberta inclinada de les tribunes. L'arquitecte, degut a aquest fet, va haver d'introduir un element nou en l'arquitectura: la recollida d'aigua de la pluja sota el sostre per un sistema de canaletes i buidar-les a poc a poc a través de conductes verticals amb llargues gàrgoles destinades a projectar l'aigua lluny de l'edifici. Aquesta va ser una gestió completament nova de l'aigua de pluja a la part superior dels edificis.
Tot un seguit d'altres canvis es van efectuar a la part superior de l'edifici, especialment es va reemplaçar els arcbotants superiors de doble vol per grans arcbotants simples llançats per damunt de les tribunes.

#### Els grans arcbotants de la nau
S'han de remarcar aquests grans arcbotants els quals són testimoni de la genialitat de l'arquitecte d'aquesta època. Són d'un sol vol, s'estenen per sobre de les naus laterals i el seu cap suporta els murs de la catedral que contenen les canalitzacions d'aigües pluvials. Aquests caps sostenen els conductes verticals destinats a evacuar l'aigua dels canalons de la coberta de la nau. La part superior dels arcbotants està buidada per formar un canaló que la recorre i finalitza en un llarga gàrgola. Aquests arcbotants, no estaven destinats principalment per consolidar l'edifici, sinó per resoldre el problema del drenatge de la pluja, problema molt important després de la transformació del sostre de les tribunes en terrassa. Això és el que explica la relativa debilitat d'aquests arcs. La construcció és, sens dubte una proesa, que es manifesta per la gran longitud, i també per la primor. Serveixen per a sostenir la volta però no gaire i l'arquitecte es va permetre ser audaç.
És de remarcar que el gran abast d'aquests arcbotants és força excepcional en l'arquitectura gòtica de l'edat mitjana. De fet, en els edificis de l'època, plena de dobles naus laterals o dobles deambulatoris, els pilars d'aquests grans arcbotants havien de prendre molt terreny fora de les esglésies. Però el terra era una cosa escassa a les ciutats de l'edat mitjana, ja que estava limitat per les murades que tancaven la ciutat. Els arcbotants de la catedral de París, que travessen amb un sol vol les dobles naus laterals així com el doble deambulatori del cor, són un exemple únic. Ordinàriament, en aquest cas, els arcbotants són de dos vols, és a dir, que estan separats per un punt de suport intermedi a través del qual, mitjançant la divisió de l'empenta, suprimeix una part del seu efecte i permet reduir el gruix de contraforts exteriors o pilars. Així es van construir els arcbotants de la catedral de Chartres, els de la catedral de Sant Esteve de Bourges, així com els del cor de la d'Amiens; els tres últims edificis també tenen o bé dobles naus laterals o bé doble deambulatori.

#### Façana sud i portal de Saint-Etiénne

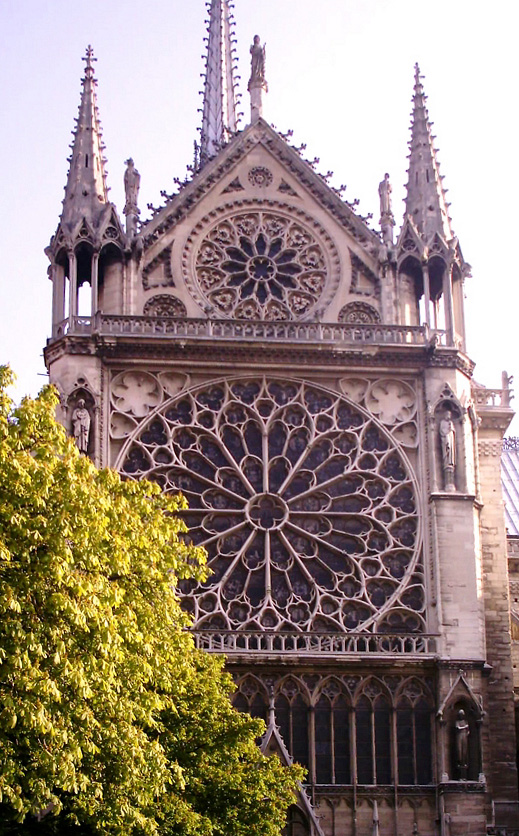
Vista de la façana sud, del rosetó i del remarcable gablet que el corona

Iniciat per Jean de Chelles el 1257, el portal de sant Esteve va ser realitzat per Pierre de Montereau. És al braç sud del transsepte. El timpà d'aquest portal està ocupat pels baixos relleus que representen la vida del primer màrtir cristià, sant Esteve, d'acord amb els Fets dels Apòstols. Dividit en tres registres horitzontals superposats, la decoració del timpà es llegeix de baix a dalt i d'esquerra a dreta: sant Esteve predicant el cristianisme i sant Esteve conduït davant del jutge en el registre inferior, la seva lapidació i enterrament en el registre central, i Jesucrist beneint envoltat per dos àngels en el registre superior. L'entrepany està ocupat per una gran estàtua d'aquest sant, obra de Geoffrey Dechaume realitzada al segle xix.
El tres arcs de l'arquivolta de la porta tenen esculpides no menys de vint-i-un màrtirs, als quals els àngels ofereixen corones. S'hi representa a sant Dionís decapitat, sant Vicent, sant Eustaqui, sant Maurici, sant Llorenç amb la seva graella, sant Climent, sant Jordi, i d'altres la identitat dels quals no s'ha pogut determinar clarament. A cada costat del portal hi ha tres estàtues dels apòstols, també modernes, que substitueixen les destrossades per actes vandàlics durant la Revolució.
El portal està coronat per un bonic element triangular sobre el qual tenim el magnífic rosetó sud de la catedral ofert per sant Lluís. Igual que el seu corresponent rosetó del braç nord del transsepte, el seu diàmetre de 13,1 metres, i si li sumem el claristori subjacent, l'altura total de la vidriera és de gairebé 19 metres.
Aquest rosetó va ser adreçat per Viollet-le-Duc al segle xix, la qual cosa impediria la rotació de la roseta. La raó d'aquest canvi sembla que el rosetó havia patit molt al llarg dels segles i especialment per l'incendi de l'arquebisbat provocat pels insurgents del 1830. L'arquitecte-restaurador va trobar un enfonsament important de la maçoneria i, per tant, va haver de refer totalment aquesta façana. Es va pivotar el rosetó 15 graus amb l'únic propòsit de donar-li un eix vertical fort per consolidar-lo definitivament i evitar un posterior enfonsament. El mestre vidrier Alfred Gerent va restaurar els vitralls del segle xiii i va reconstruir amb l'esperit de l'edat mitjana, els medallons que faltaven.
Al pis superior de la façana, un notable gablet s'eleva per sobre del rosetó. Aquest és un dels millors exemples de gablets construïts en aquella època (1257). Conté ell mateix un rosetó que il·lumina les golfes del transsepte. Sobre l'arquivolta del rosetó hi ha un entaulament amb una balustrada, darrere de la qual hi ha una galeria. Això permet el pas des de les galeries superiors de l'est de la catedral a les de l'oest, galeries que voregen les teulades. A causa d'això el gablet pròpiament dit s'eleva una mica respecte al rosetó, i el seu gruix és de 70 cm. El gablet està alleugerat pel rosetó que il·lumina les golfes i pels carcanyols. Dos grans piramidons la flaquegen formant la part superior dels contraforts que suporten el rosetó. Tres estàtues decoren el cim i els dos angles inferiors del gablet. La del cim representa Jesucrist apareixent-se en somnis a sant Martí vestit amb la meitat del mantell donat per ell als pobres de la llegenda. Les altres dues estàtues a l'esquerra i a la dreta de la base del gablet representen sant Martí i sant Esteve. El conjunt dona una impressió d'harmonia. El rosetó de les golfes té unes proporcions perfectes respecte al rosetó del transsepte. Segons Viollet-le-Duc, la gran bellesa d'aquesta construcció no va ser superada a cap altre lloc dins l'arquitectura gòtica.

#### Façana nord i portal del claustre
El portal del claustre és al braç nord del transsepte, i va ser construït al voltant del 1250 per l'arquitecte Jean de Chelles. La construcció de la façana nord és de fet una mica anterior a la de la façana sud.

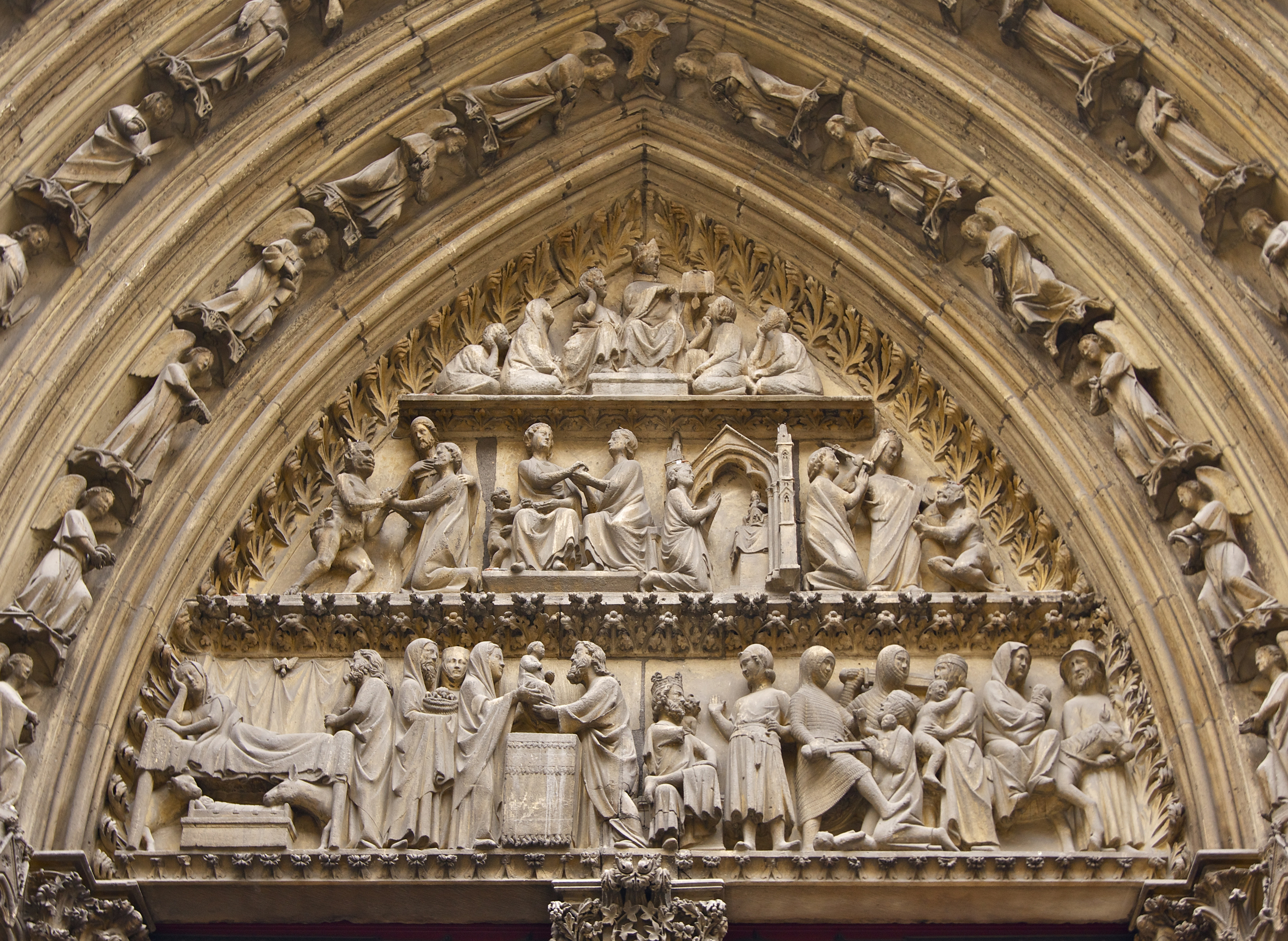
Façana nord de la catedral: timpà del portal del Claustre
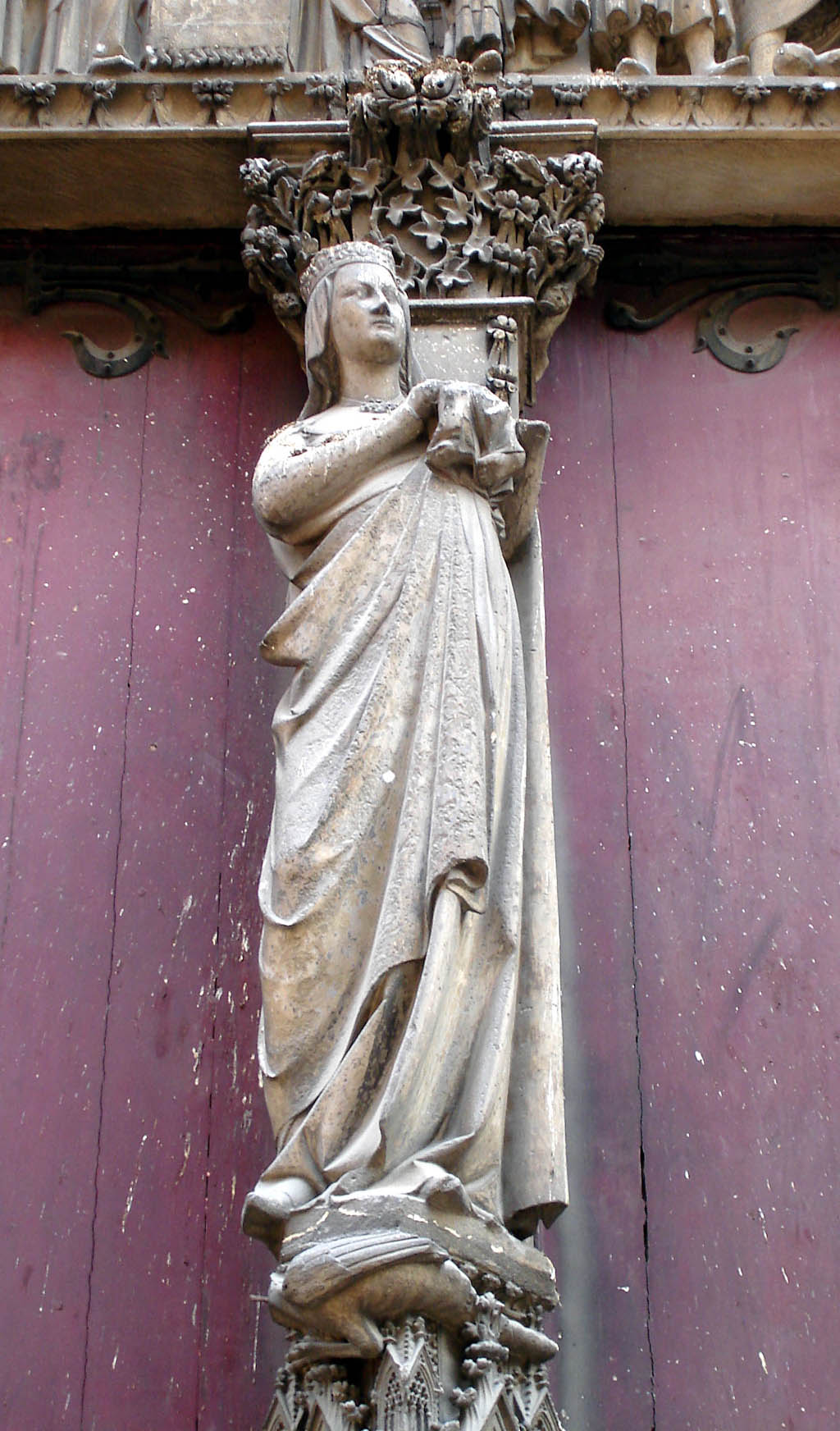
Estàtua de la Mare de Déu a l'entrepany del portal del Claustre
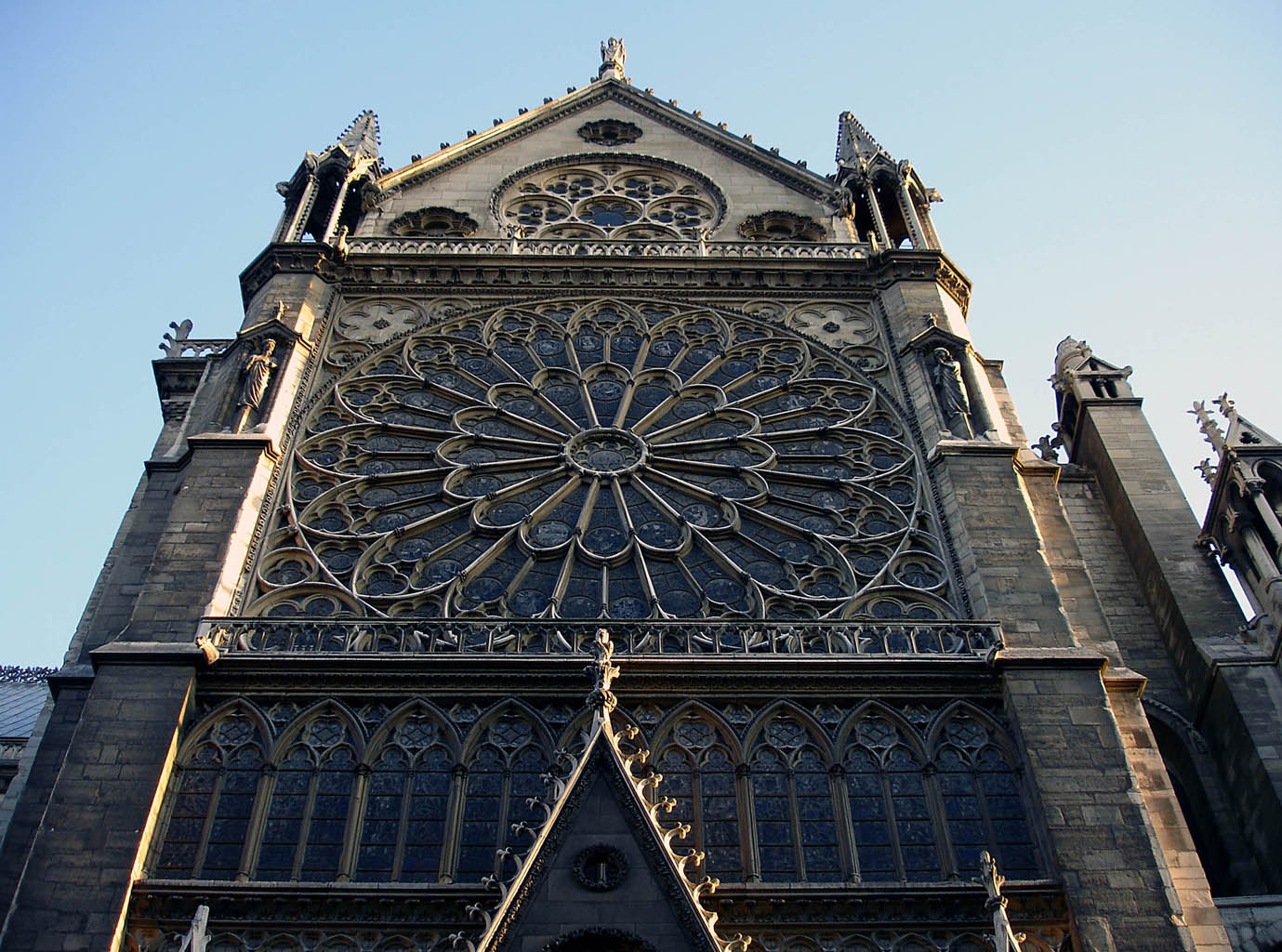
La façana del braç nord del transsepte amb el seu rosetó

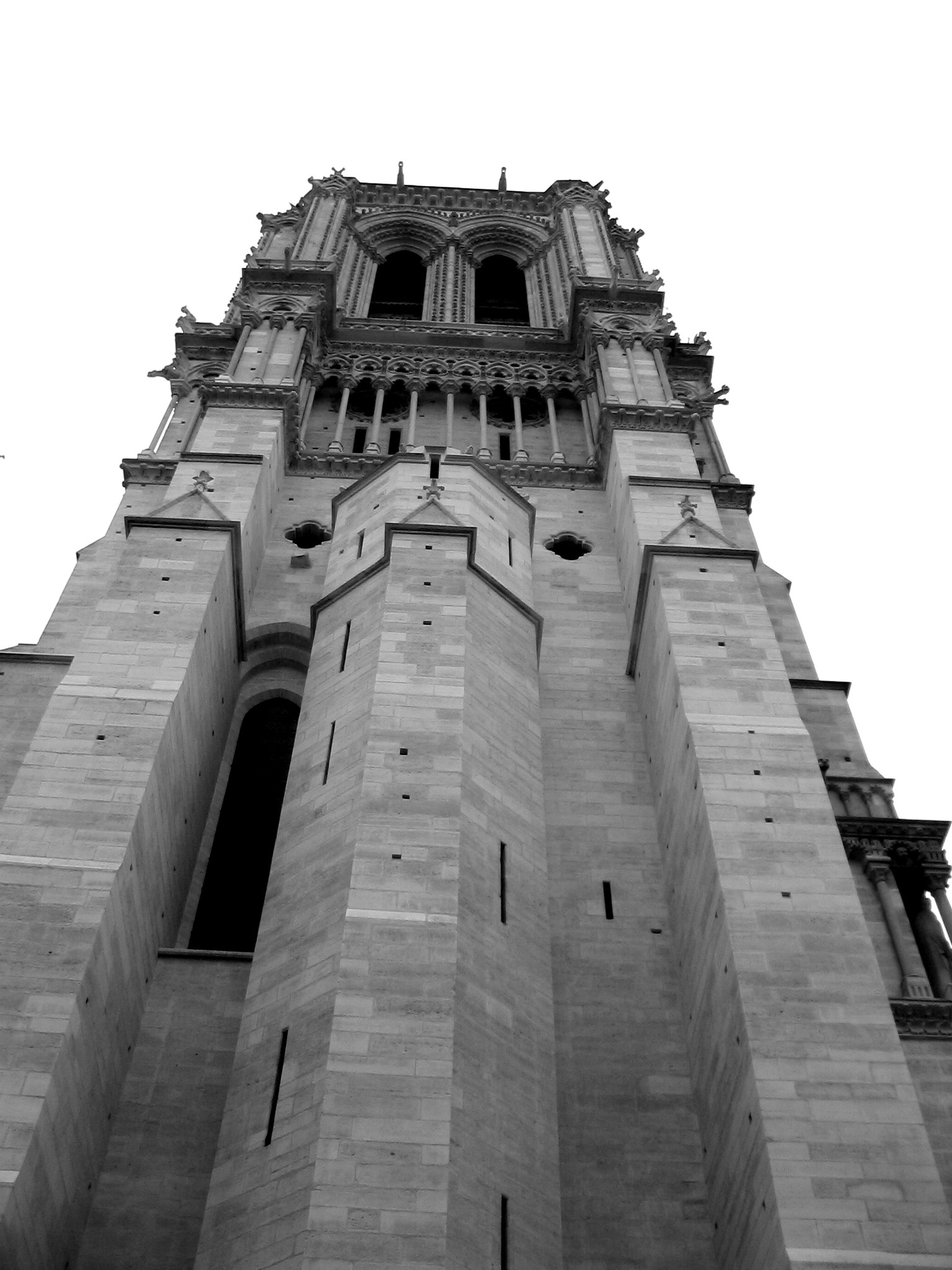
Contraforts de la torre nord. El del centre, el més feble, conté una escala il·luminada per escasses espitlleres. L'única gran obertura d'aquesta és una llarga l'obertura enfonsada en la penombra.

Gairebé sempre sense sol i en un carrer molt transitat, aquesta façana nord té menys èxit entre els turistes i visitants que la sud. Malgrat estigui una mica menys decorada, és gairebé igual de bella i el portal té l'enorme avantatge de poder-se franquejar per a accedir ràpidament al cor del santuari. Es divideix en tres nivells, amb un suau pas de l'un a l'altre. El nivell inferior és el del portal coronat per un gran element triangular. El nivell mitjà es compon d'una gegantesca vidriera contenint un impressionant rosetó, meravella del segle xiii, coronant un claristori. Finalment, la planta superior és la del gablet triangular amagant el final de les golfes del braç nord del transsepte.
A l'entrapany del portal, una estàtua de la Mare de Déu sense nin. Aquesta estàtua s'ha pogut salvar de la destrucció del 1793, però el Bon Jesús va ser destrossat. Es diu que va ser l'esposa de sant Lluís, Margarida de Provença, que hauria servit de model per a l'escultor.
Les sis grans estàtues dels brancals destruïdes durant la Revolució no van ser reconstruïdes al segle xix, quan la gran restauració dirigida per Eugène Viollet-le-Duc.
La part inferior del timpà, la llinda representa escenes de la infància de Jesucrist. Aquestes escultures es compten entre les obres escultòriques més boniques d'aquest tema. Elles mostren el paper de Maria durant la infància del Jesucrist. Les quatre escenes representades són el naixement del Bon Jesús en un humil pessebre, l'ofrena al temple de Jerusalem després del naixement del Bon Jesús, la persecució dels nins pel rei Herodes i la fugida a Egipte de Josep i Maria per protegir l'infant.
La part superior del timpà presenta el popular Miracle de Teòfil que és una de les obres de teatre anomenades "Miracles de la Mare de Déu", a les quals, a l'edat mitjana tardana, eren tan aficionats. Aquesta és una història "faustiana" de l'edat mitjana. Teòfil, clergue del bisbe d'Adana, a Àsia Menor, estava gelós d'aquest. Per suplantar el bisbe, ven la seva ànima al diable. El pacte es registra en un pergamí. Amb l'ajuda del diable, Teòfil, aconsegueix humiliar el seu bisbe. Però es penedeix i, no sabent com sortir de la situació en què s'ha ficat implora a la Mare de Déu, la qual amenaça el diable i l'obliga a tornar el maleït pergamí.

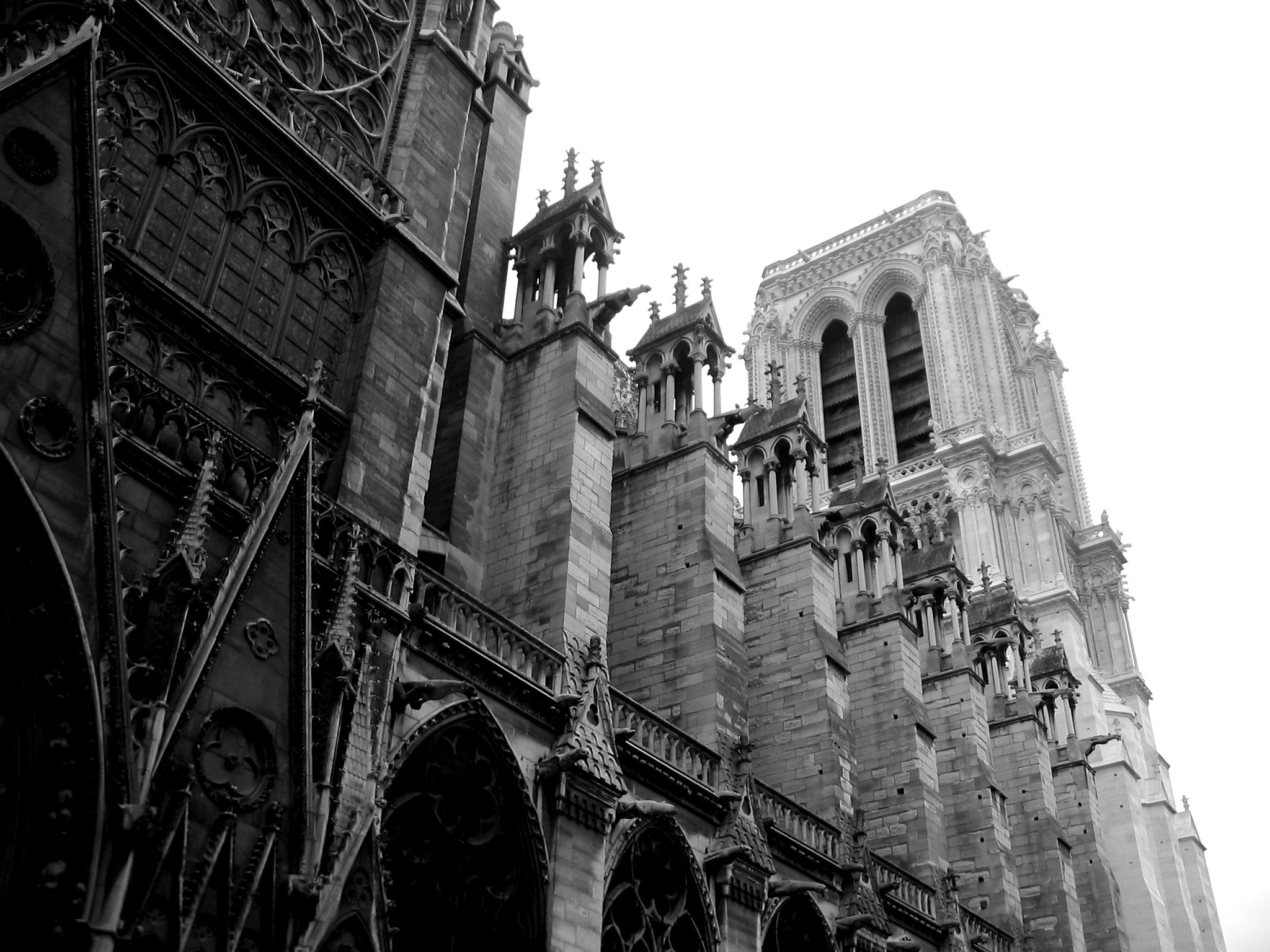
Els grans arcbotants amb els massissos pilars i les llargues gàrgoles de la façana nord

Quant a la façana del braç sud del transsepte, hi ha els mateixos elements arquitectònics que el braç nord: un bonic element triangular corona el portal, un claristori ocupa l'espai entre el pis del portal i el del rosetó. Aquest darrer obra mestra de l'arquitectura religiosa gòtica, mesura més de 13 metres de diàmetre, com el rosetó sud.
El conjunt està coronat per un gablet ricament decorat i de grandària similar, sense ser idèntica, al del sud. Té un rosetó il·luminant les golfes del transsepte nord, i tres òculs. A la base, a cada costat hi ha un gran pinacle, coronant cada un dels dos poderosos contraforts que flanquegen la façana.
La façana nord de Notre-Dame, privada de la llum solar i no beneficiant-se de la proximitat del riu, no té la mateixa popularitat que la façana sud sovint inundada de llum. Formant la vora sud de la rue du Cloître Notre-Dame, hauria de guanyar en admiració. Aquesta és la cara menys coneguda de Notre-Dame. Els gegantescos arcbotants dotats de llargues gàrgoles gesticulant i recolzades sobre massissos pilars, mostren clarament que la catedral és una pesada i impressionant construcció de pedra. És a la cara nord de la torre nord (16 metres d'ample a la base) que aquest aspecte és més evident. La part inferior de la torre de més de 30 metres d'alçada, amb els seus tres contraforts massissos, gairebé sense decoracions ni ornaments, amb els seus blocs de pedra tallats rigorosament i contínuament a l'ombra durant segles, fa que l'edifici esdevengui angoixant.

#### Porta vermella

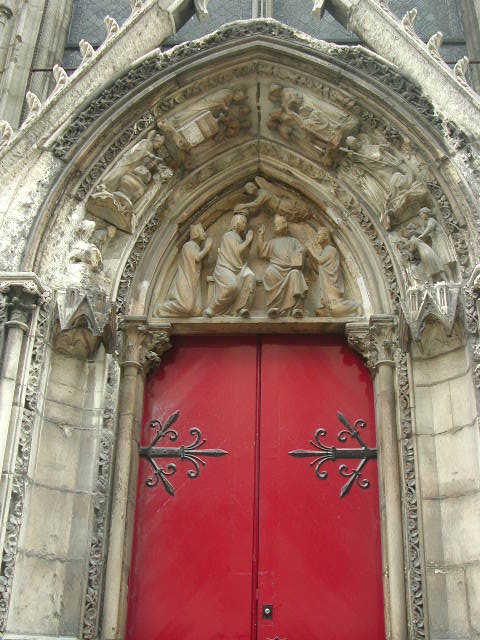
La porta vermella

El constructor Pierre de Montreuil va construir aquesta petita porta, sense entrepany, coneguda per raons òbvies com el portal vermell (color vermell de les fulles), el 1270. Lluís IX, més conegut com a sant Lluís, l'havia encarregada. Aquesta porta era reservada als canonges del capítol i destinada a millorar el desplaçament d'aquests entre Notre-Dame i l'Enclos Cannonial, barri de l'Île de la Cité al nord-est de la catedral, amb els habitatges dels canonges al la riba del riu.
La porta vermella s'obre a la catedral, a prop del cor, per una de les capelles laterals nord del cor. Va ser restaurada el 2008.
Sant Lluís és representat al timpà a l'esquerra de la Mare de Déu, coronat per un àngel. La dona de sant Lluís, Margarida de Provença, és a la dreta de Jesucrist. Als arcs que envolten el timpà es poden veure escenes de la vida de sant Marcel, bisbe de París.

### Baixos relleus de les capelles del cor
A l'esquerra de la porta vermella, a la paret exterior de les capelles laterals del cor hi ha set baixos relleus del segle xiv - quan es van construir les capelles -, cinc dels quals fan referència a la Mare de Déu: la mort, l'enterrament, la resurrecció, l'assumpció i la coronació. Els dos últims són un Judici Final amb Maria intercedint al costat de Jesucrist, i una representació del miracle de Teòfil.

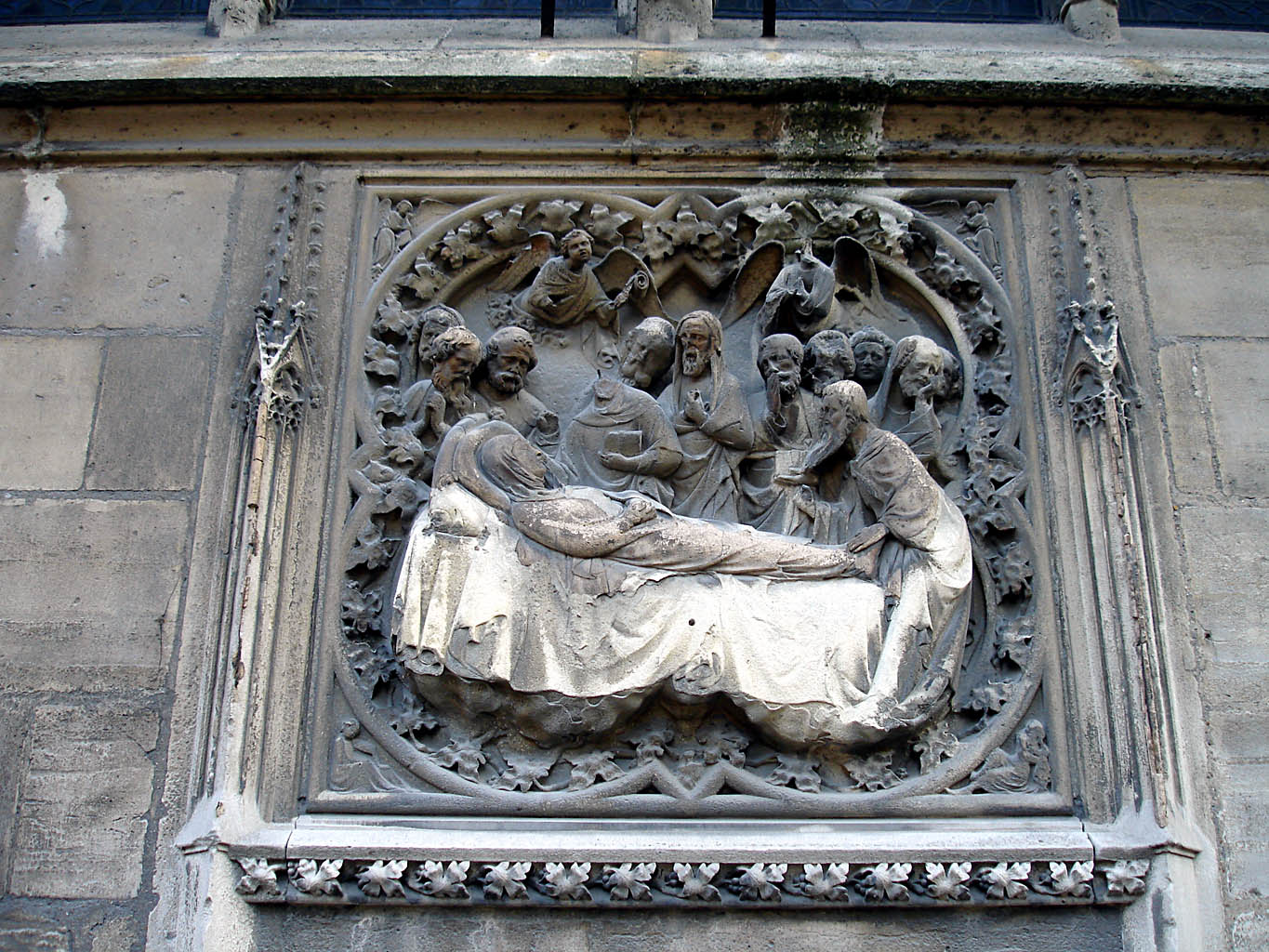
Baix relleu representant la mort de Maria
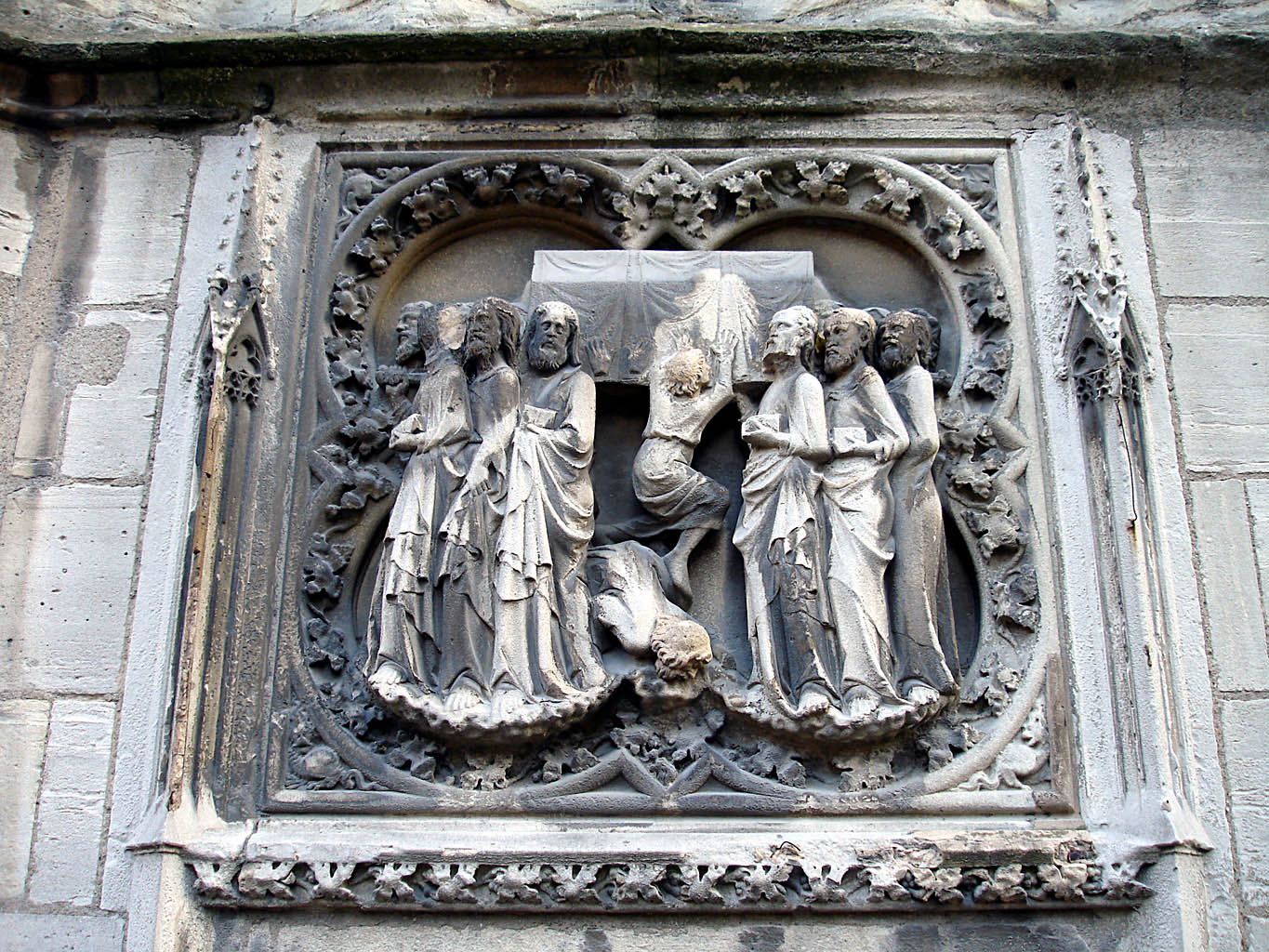
Baix relleu representant l'enterrament de Maria
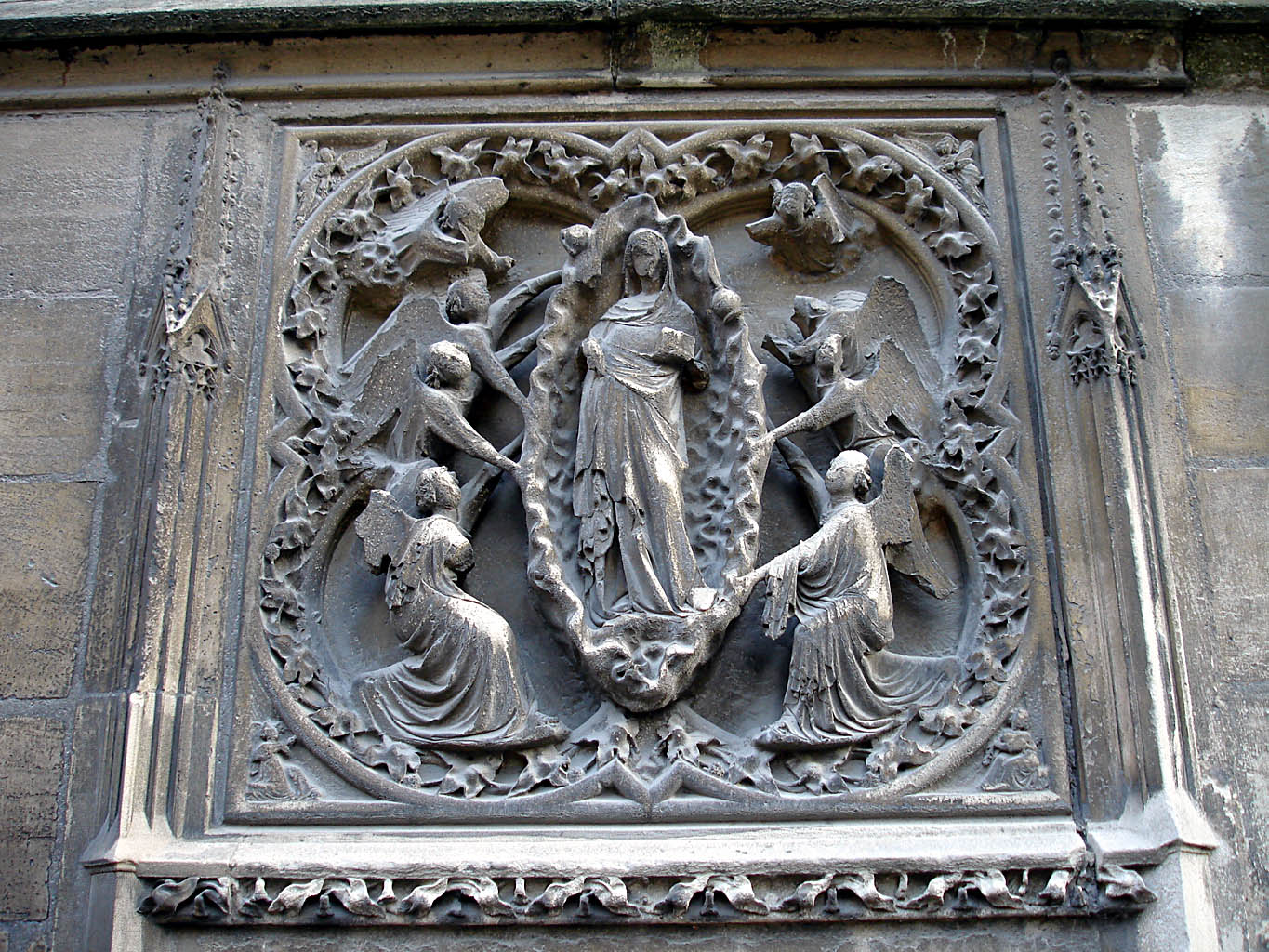
Baix relleu representant l'assumpció de Maria
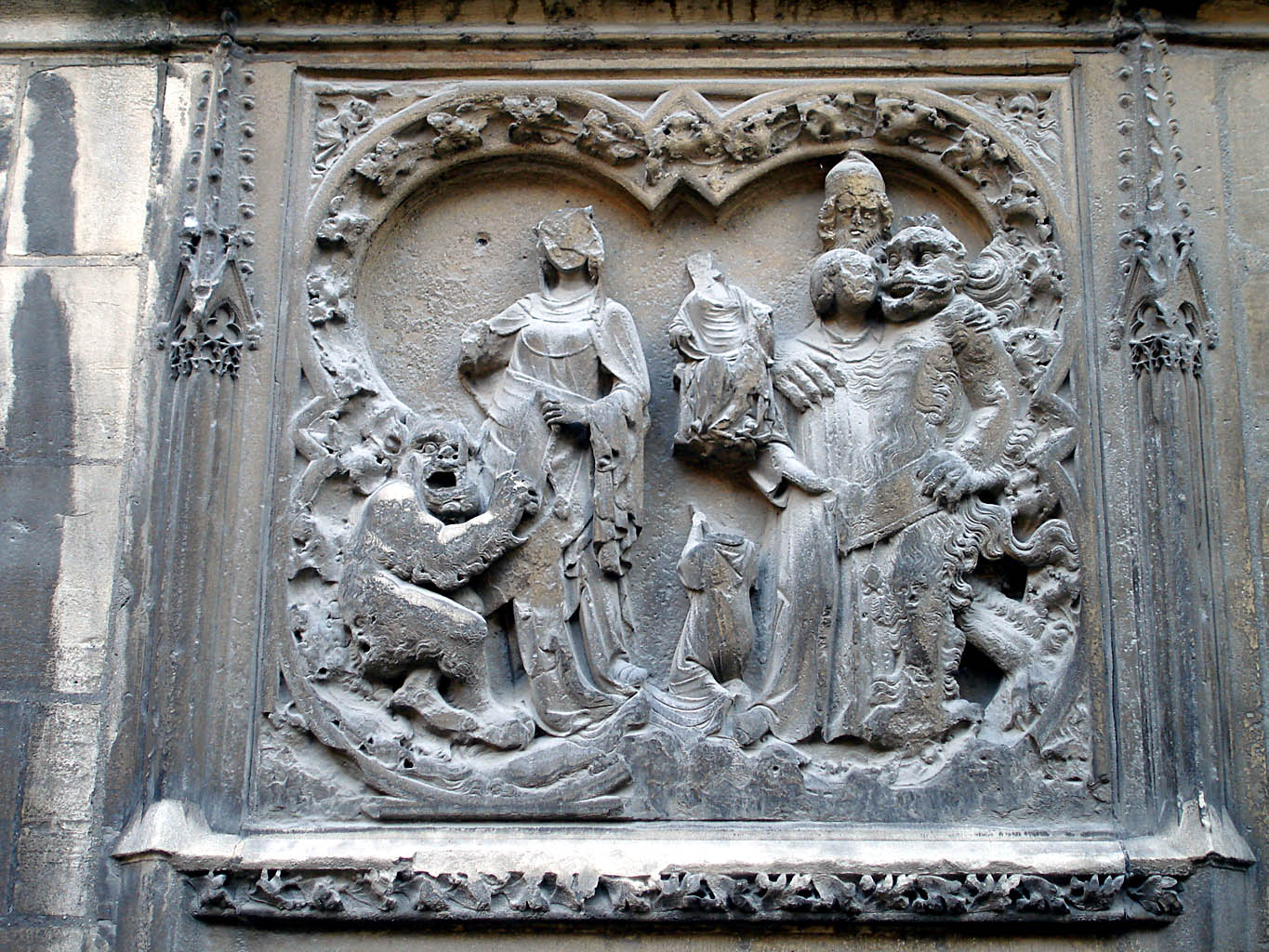
Baix relleu representant el miracle de Teòfil

### Capçalera de la catedral

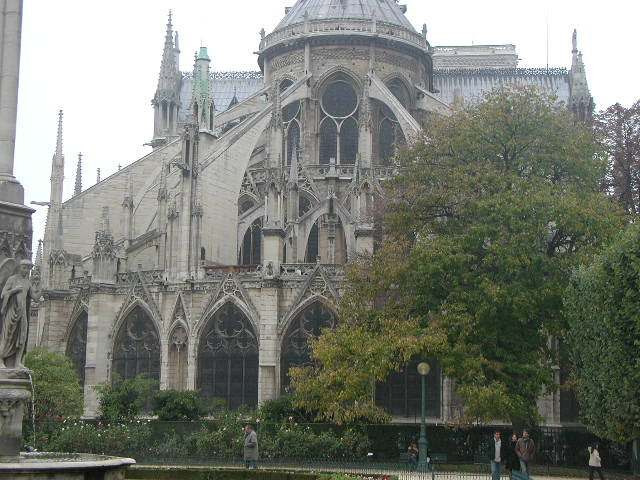
Vista de la capçalera de la catedral i dels seus tres nivells de finestres. Les finestres de les absidioles igual que les de les tribunes estan coronades per un element triangular. De la mateixa forma que la part inferior dels pilars dels grans arcbotants.

La capçalera està formada per un semicercle a la part més oriental de la catedral. Correspon a l'absis de l'interior de l'edifici, envoltada per la part circular del deambulatori i de les capelles absidals. La capçalera és la part més antiga del santuari. Es va fer durant la primera fase de construcció, del 1163 al 1180. Una sèrie admirable de grans arcbotants amb elegants pinacles sustenten la part superior de la paret arrodonida.
No se sap si els arcbotants sostenien des del principi la capçalera i el cor, ja que no s'ha trobat cap referència. Al segle xix, Viollet-le-Duc no va fer cap menció, i cap font anterior ens ajuda. L'opinió més acceptada és que no existien, igual que els actuals braços del transsepte que no han estat mai sostinguts per arcbotants. Els diversos contraforts eren suficients per sostenir el conjunt. Els primers arcbotants haurien estat construïts, per tant, poc abans del 1230, pel quart arquitecte de la catedral, i cronològicament just abans de la construcció de la nau. Quant a la nau, serveix menys per a sostenir ledifici hauria que per l'evacuació de les aigües pluvials (vegeu la secció sobre els arcbotants de la nau).
Aquests arcbotants de principi del segle xiii varen ser reemplaçats per uns de nous a principis del segle xiv. Aquests, amb un abast de 15 metres, es varen posar per Jean Ravy per sostenir al cor i la capçalera. Hi ha un total de catorze al voltant del cor, dels quals sis són per la capçalera pròpiament dita. Com els del començaments del segle xiii, semblen particularment prims i arriscats. En efecte, a més de la primor que dona una aparent feblesa, aquests arcbotants, a diferència dels de la nau, estan perforats amb un trilòbul n'accentua l'aparent fragilitat.
La capçalera està decorada amb escultures i panells representant entre altres episodis de la vida de la Mare de Déu.

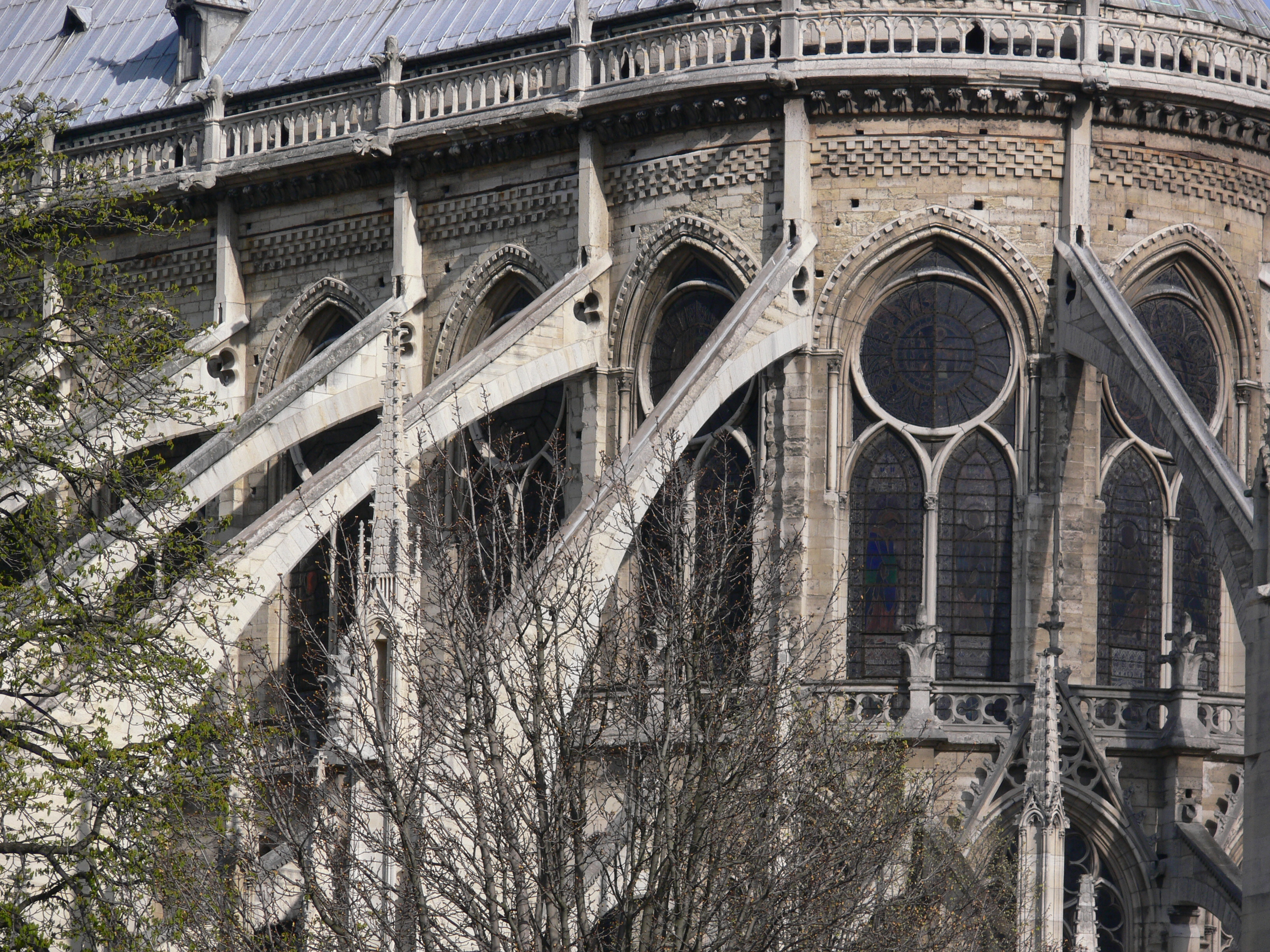
Els grans arcbotants de la capçalera.
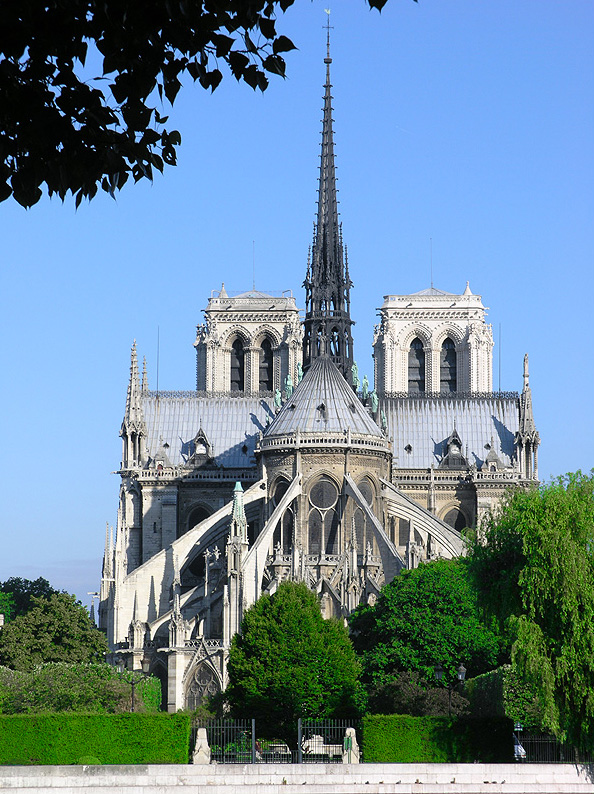
Vista de la capçalera amb l'agulla.
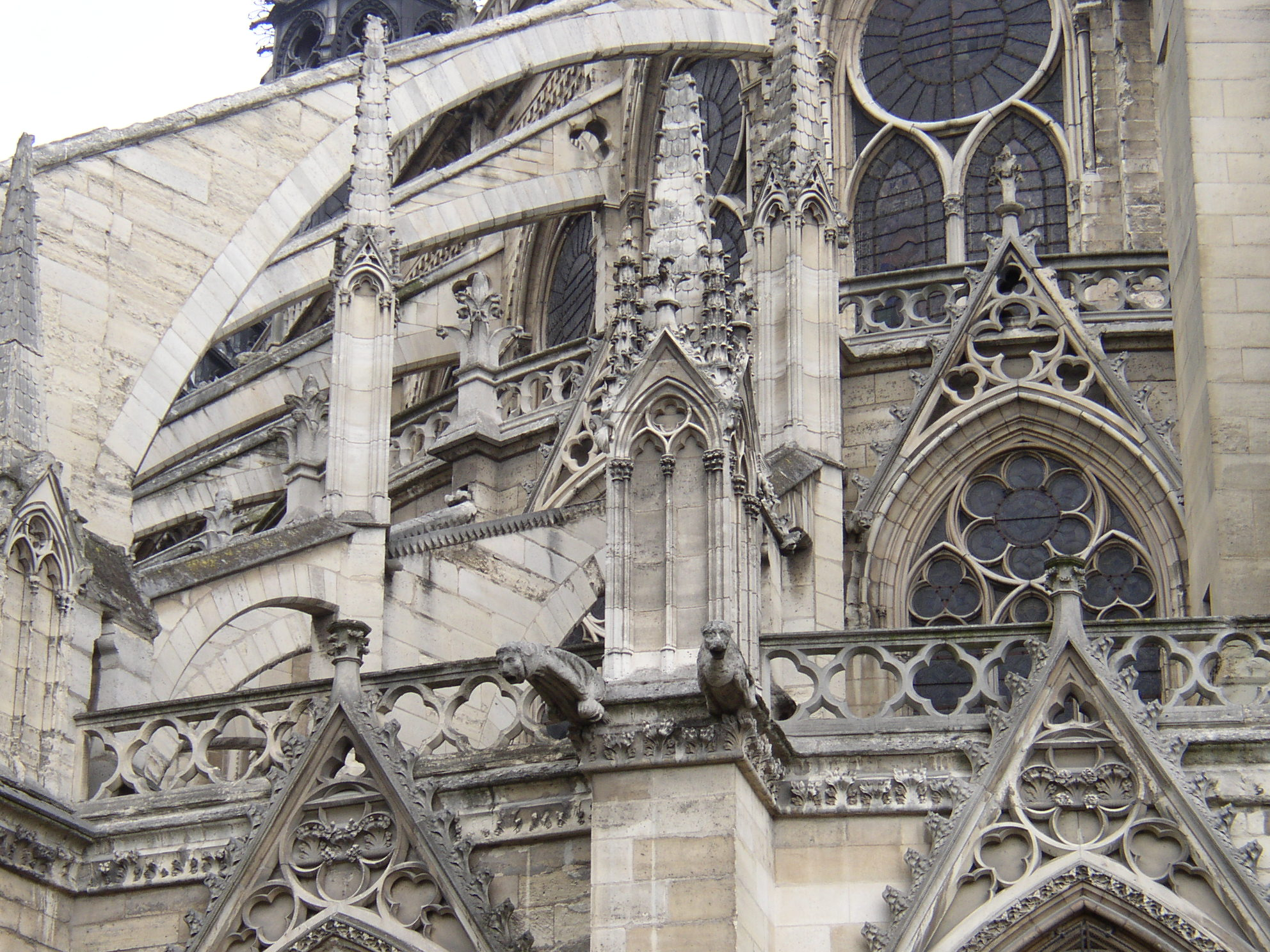
Altra vista dels arcbotants de la capçalera

### La ferramenta de les portes, obres d'art de l'artesania del ferro

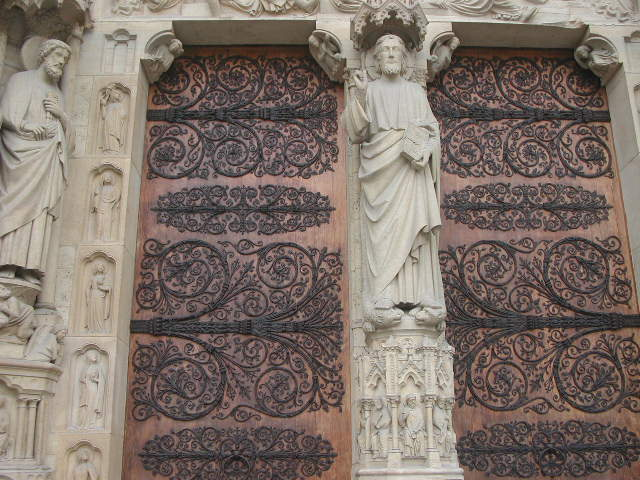
La ferramenta del portal del Judici Final

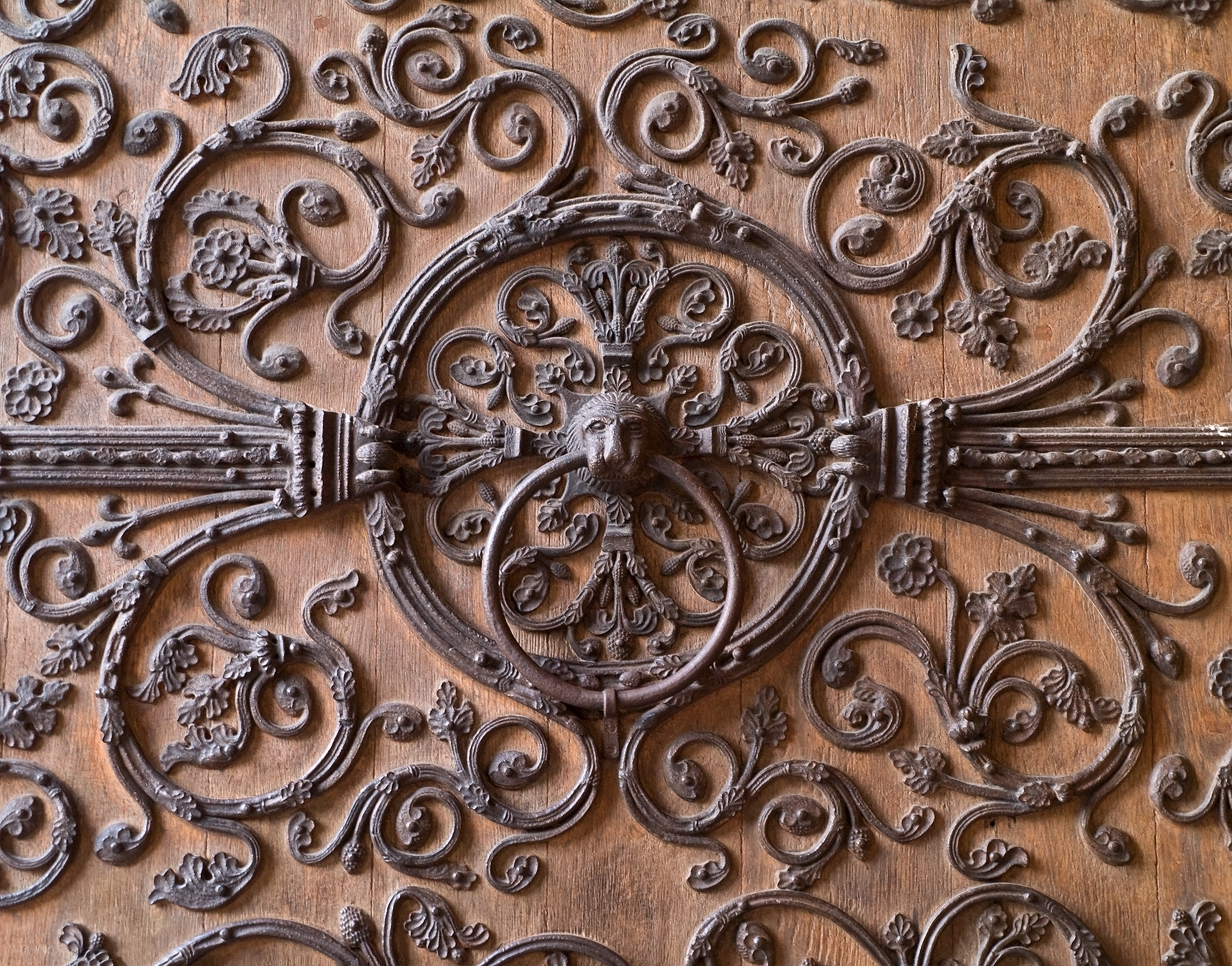
Detall de la ferradura d'una fulla del portal de la Mare de Déu

Una ferramenta és una peça de ferro plana que aferrada a la superfície d'una porta, està destinada a penjar-la i fer-la moure mantenint-la estable. La ferramenta està clavada i empernada a les fulles de les portes.
Les portes de Notre-Dame de París, estan decorades amb ferramenta de ferro forjat d'una bellesa excepcional. Les fulles de la porta de Santa Anna, per exemple, estan cobertes d'una ferramenta admirable, que la recobreix quasi per complet i són petites obres mestres d'artesania de ferro. Formen amples arabescos prims i lleugers, dibuixos de flors i fulles, i fins i tot formes d'animals. Són testimonis de l'art ja consumat de la serralleria dels segles xii i xiii. A més, es destaquen esplèndidament sobre la porta envernissada. De sempre els parisencs han quedat fascinats per aquestes petites meravelles de ferro forjat, i tot d'una es varen crear llegendes. Una d'elles diu que eren tan belles que no era creïble que fossin realitzades per un simple ferrer, sinó que aquest hauria venut l'ànima al diable a canvi de posseir l'incomparable talent de transformar el ferro en fulles i branques, la qual cosa va fer que se li donàs al ferrer el sobrenom de Biscornette. En homenatge al serreller-ferrer hi ha un carrer Biscornet a París, prop de la Bastilla. Segons una altra llegenda, la ferramenta de les portes l'hauria forjada el mateix diable al fornal de l'infern.
La ferramenta de les dues portes (nord i sud) del transsepte que eren de l'edat mitjana va ser reemplaçada al segle xviii per ferramenta gòtica a l'estil de l'època. Quant al portal del Judici, després de la intervenció de Soufflot a la fi del segle xviii, les portes van ser reemplaçades per dues fulles de fusta adaptades a les noves dimensions que s'estilava en aquella època, i tallades efígies de mida natural de Jesucrist i de la Mare de Déu. Viollet-le-Duc va deixar les portes de Soufflot i va reconstruir el portal tal com era en l'edat mitjana. Entre el 1859 i el 1867, el ferrer artesanal Pierre François Marie Boulanger va fer tots els treballs de serralleria de la sagristia, va restaurar els portals laterals i va realitzar la meravellosa ferramenta del portal del Judici Final. Per perpetuar la memòria d'aquest notable treball i demostrar que el diable no va intervenir, darrere de cada una de les peces del centre, va gravar la següent inscripció: «Aquesta ferramenta va ser feta per Pierre-François Boulanger, serraller, posades l'agost del 1867, regnant Napoleó III, E. Viollet-le-Duc, arquitecte de Notre-Dame de París».
Les tires d'aquesta ferramenta tenen una amplada d'entre 16 i 18 centímetres i un gruix d'aproximadament 2 cm. Està composta de diverses tires unides i soldades entre si a intervals. Això no només aporta una gran resistència al conjunt, sinó que també permet recobrir les soldadures de les ramificacions corbades.

### Coberta
En el seu testament, Maurice de Sully va deixar la suma de cinc mil denaris per a la coberta de la catedral, que va estar recoberta només per materials de caràcter temporal fins que va morir el 1196. La coberta està actualment recoberta amb 1326 teules de plom de 5 mm de gruix. Cadascuna de deu peus de rei de llarg per tres d'ample (1 peu de rei = 32,484 cm i una toesa = 6 peus de rei). El pes total s'estima en 210.000 kg, és a dir 210 tones.

#### Entramat de fusta

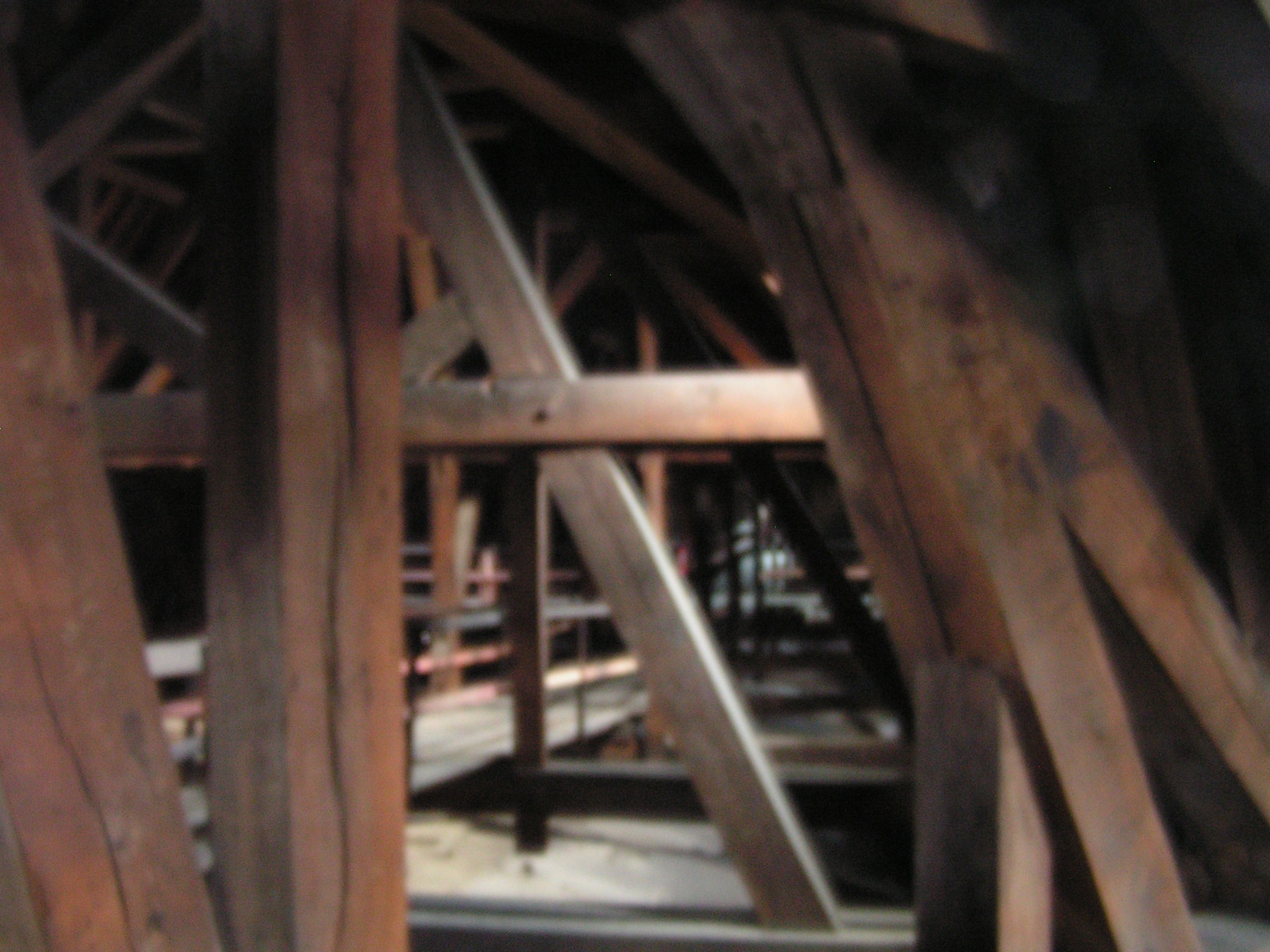
Part de l'entramat de fusta de la catedral

Sota la coberta hi ha el seu entramat de fusta consistent només en fusta de roure i no de castanyer, com es pensa sovint. L'entramat actual data de l'època de la construcció de la catedral a principis del segle xiii (en general s'admet que és del 1220). Notre Dame ha tingut la sort de no haver sofert incendis importants des de llavors. Se li diu familiarment el "Bosc de Notre Dame". És 120 metres de llarg, 13 metres d'ample en la nau, 40 metres de llarg en el transsepte i 10 metres en alçada. En total aquest entramat està format per 1.300 roures, el que representa més de 21 hectàrees de bosc.
A l'arquitectura gòtica, la construcció d'ogives necessitava cobertes amb molta pendent. Les de Notre-Dame de París són de 55°. En el moment de la construcció de la coberta, els troncs gruixuts eren escassos i es feien servir els plantats en aquella època. Els fusters varen haver de fer servir fusta de secció més reduïda i, per tant, més lleugera que va permetre l'elevació de l'entramat i l'accentuació del pendent.
En el primer cor construït hi havia un entramat anterior de fusta tallada devers 1160-1170. Aquest primer entramat ha desaparegut, però algunes d'aquestes bigues varen ser utilitzades en el segon entramat fet el 1220. En aquell moment es va alçar les parets laterals de 2,70 metres en el cor, per tal de dur-la al mateix nivell que la de la nau. Les finestres superiors també es van ampliar.

#### Gàrgoles de l'edat mitjana i quimeres de Viollet-le-Duc
Sovint es confonen gàrgoles i quimeres. Les gàrgoles de Notre Dame són famoses. Es varen posar al final de les canaletes per drenar l'aigua de pluja del sostre i es va dissenyar només els extrems de les canonades de drenatge. Com sobresurten, l'aigua, a vegades en grans quantitats per les ruixades, és llençada lluny dels murs de la catedral i d'aquesta forma no es deterioren. Sovint prenen la forma d'animals fantàstics, i fins i tot aterridors. Daten de l'edat mitjana. Les més belles gàrgoles estan al nivell dels grans arcbotants del cor. El sistema de drenatge de la coberta de l'absis acaba amb una canalització a la part superior dels arcbotants i a continuació per llargues gàrgoles. S'en pot observar la utilitat, als dies de fortes pluges a París.

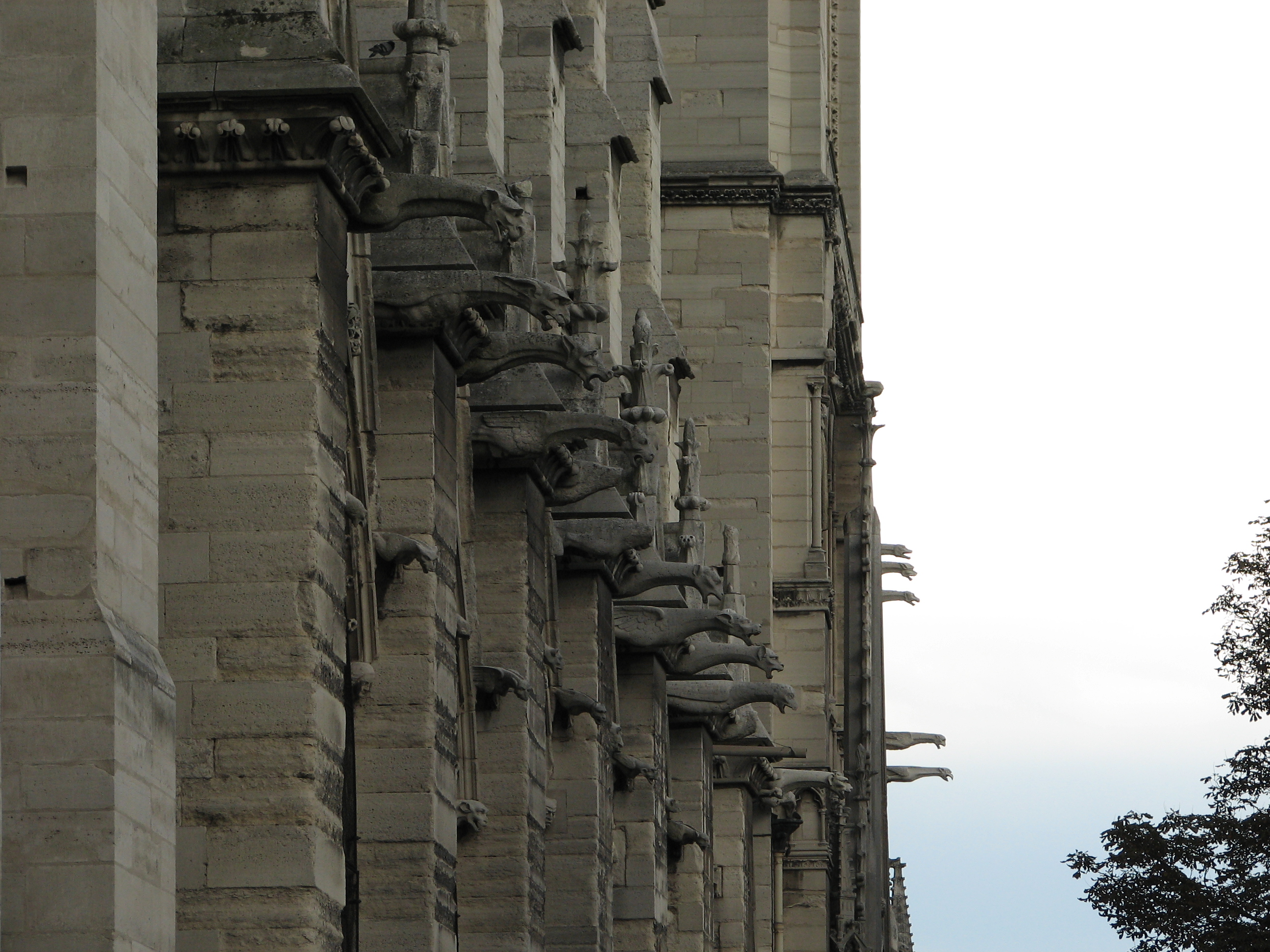
Gàrgoles de la façana sud de la nau
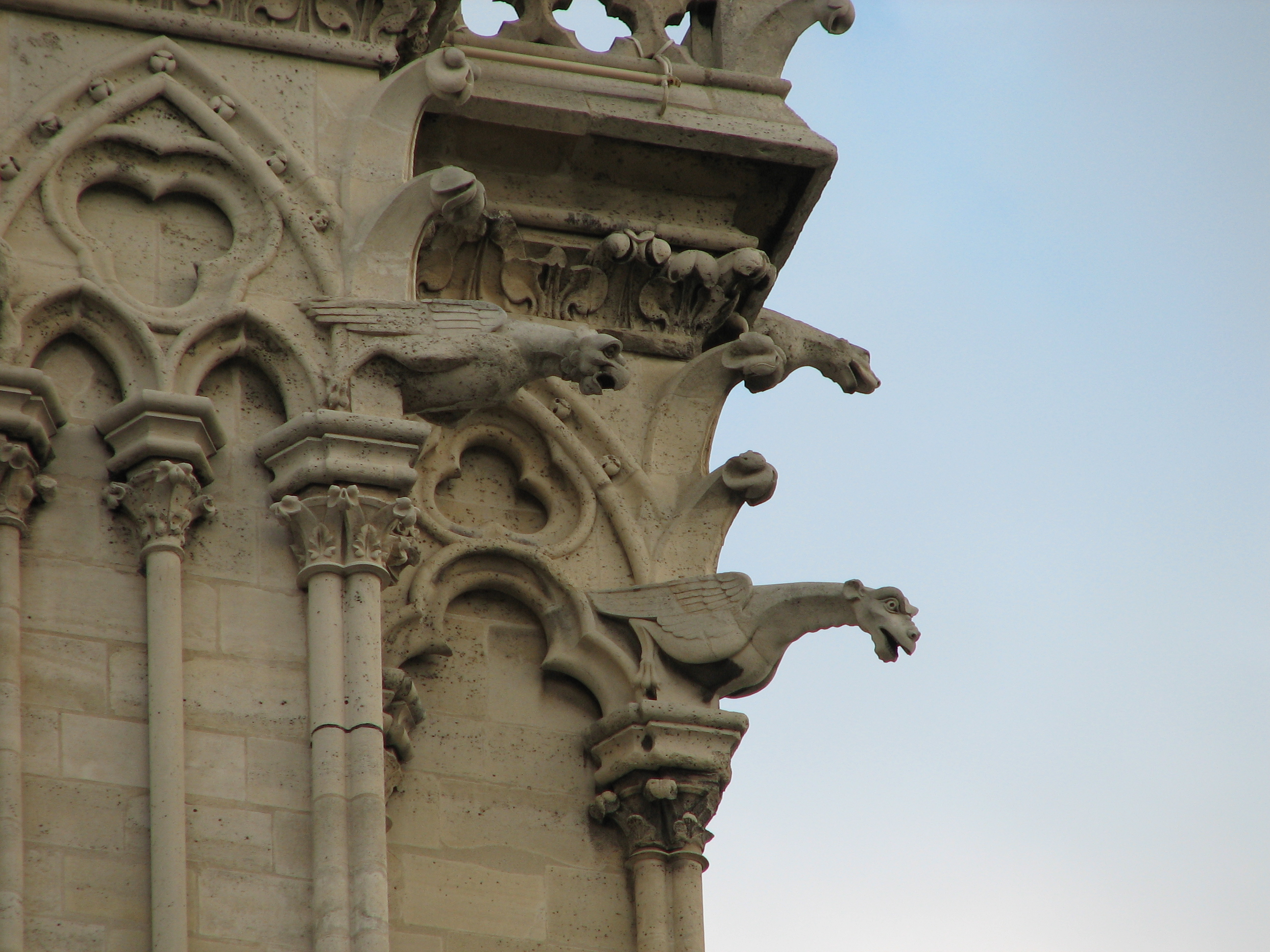
Gàrgoles de l'angle sud-oest de la catedral
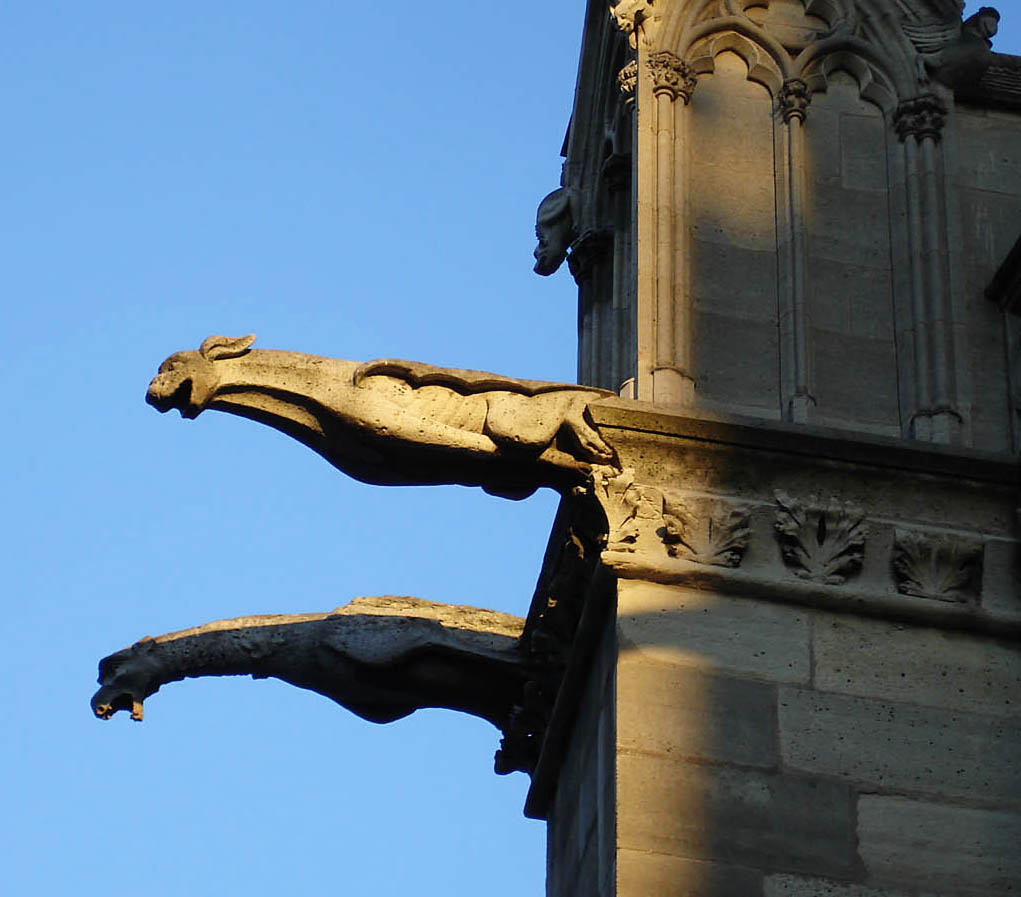
Gàrgoles a l'extrem d'un arcbotant del cor, a la cara nord

Les quimeres per contra són estàtues fantàstiques i diabòliques i sovint grotesques. Tenen només un motiu decoratiu. Són a la part superior de l'edifici, al cim de la façana, al nivell de la balustrada que corona la galeria superior que connecta les dues torres i que s'estén pels quatre costats d'aquestes, la Galeria de les quimeres. Totes les cantonades de la balustrada serveixen de suport o de pedestal als dimonis, monstres i aucells fantàstiques. Aquests elements no existien a l'edat mitjana i es varen afegir per l'arquitecte Eugène Viollet-le-Duc.
Aquestes estàtues, algunes grotesques, però sobretot aterridores, estaven destinades a recrear l'ambient fantàstic del qual s'impregnava l'edat mitjana. Aquestes obres van ser dissenyades per Viollet-le-Duc inspirant-se en caricatures d'Honoré Daumier, d'una edició il·lustrada de Notre Dame de París del 1844, en les seves il·lustracions de viatges pintorescs i romàntics per l'antiga França i en les obsessions del segle xix: l'eugenèsia, l'homofòbia, la fisionogmonia (pseudociència basada en la idea que mitjançant l'estudi de l'aparença externa d'una persona, especialment la seva cara, es pot conèixer el caràcter o personalitat d'aquesta) i la teoria de la degeneració. Micos i homes salvatges, estúpid unicorn, figures de la propaganda antisemita (el mite del Jueu Errant)... Les estàtues varen ser realitzades per un equip de 15 escultors notables del segle xix (el més important era Víctor Pyanet) agrupats al voltant de Geoffroy-Dechaume.
Aquesta va ser una aposta molt audaç de l'arquitecte. No es pot negar que va tenir un gran èxit. L'arquitecte-restaurador no es limitava només a rehabilitar les escultures destruïdes, sinó que mostrava que ell era també un creador brillant, dotat d'un personal geni inventiu. Als adversaris de l'obra de Viollet-le-Duc que denunciaren una espècie de falsificació, els va respondre que a totes les èpoques s'han afegit decoracions o adorns als vells edificis, i que els moderns vitralls que adornen ara moltes esglésies gòtiques, inclosa la de Notre-Dame de París, són prova que aquest moviment d'embelliment continua. Notre Dame no és un monument congelat en el passat, ni un museu, sinó una catedral viva.
Còmodament instal·lades a la part superior de la catedral, aquestes monstruoses criatures semblen contemplar la gran ciutat i gaudir de totes les ignomínies que descobreixen en ella. Entre aquestes quimeres, la més famosa és sens dubte l'stryge, esperit nocturn maligne semblant al vampir, que ja temien els romans, que va ser popularitzat pel gravador Charles Meryon el qual va publicar un famós gravat el 1850.

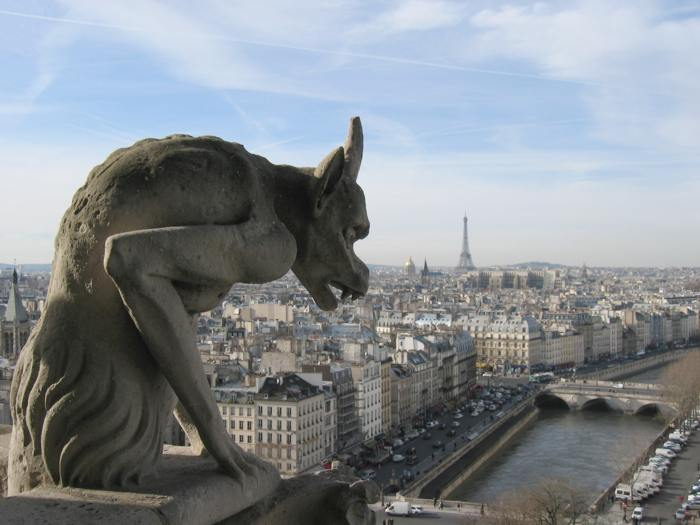
Una quimera de la catedral de Notre Dame
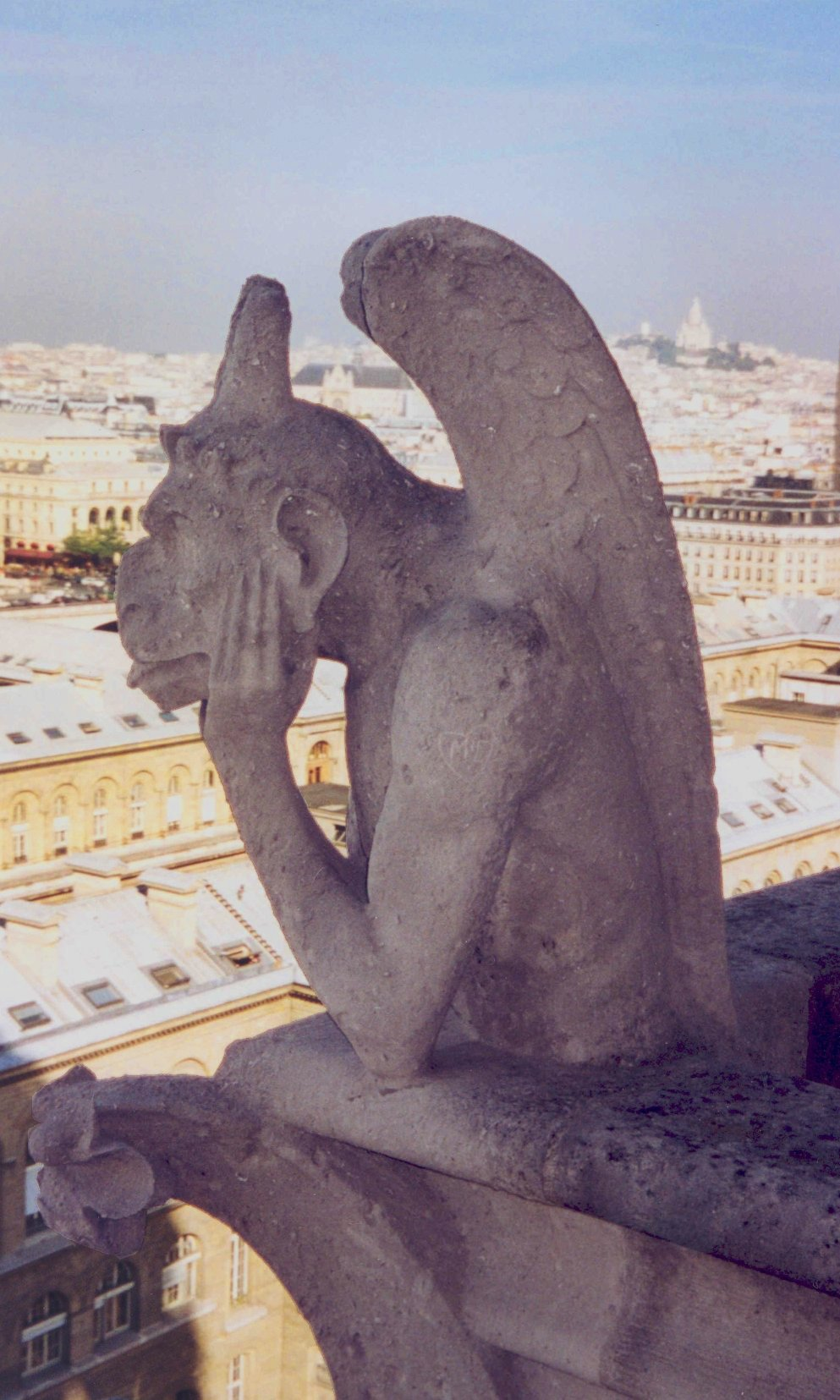
L'Stryge una de les més cèlebres quimeres de Notre Dame
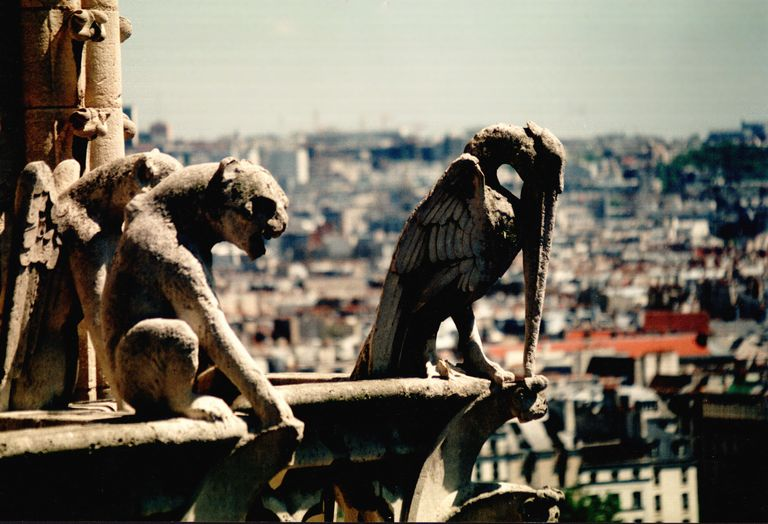
Altres quimeres de la catedral

##### Història de les gàrgoles de Notre Dame

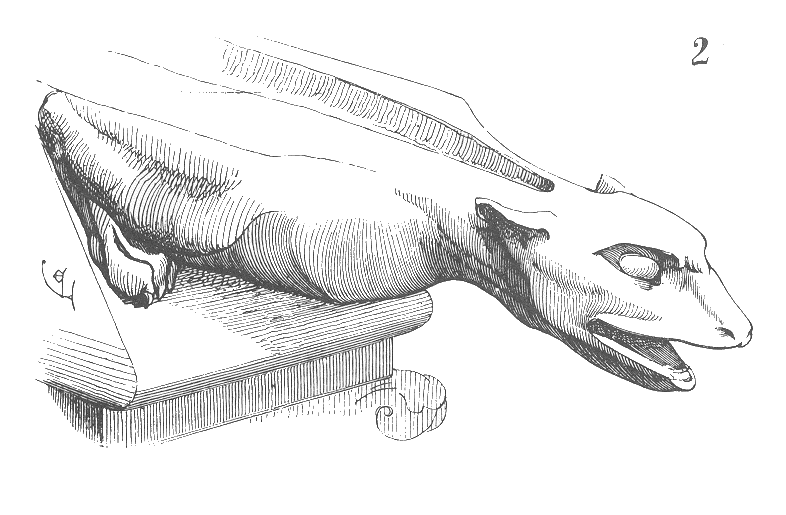
Figura 1 - Gàrgola primitiva, curta i robusta, la qual podia veure's cap al 1225

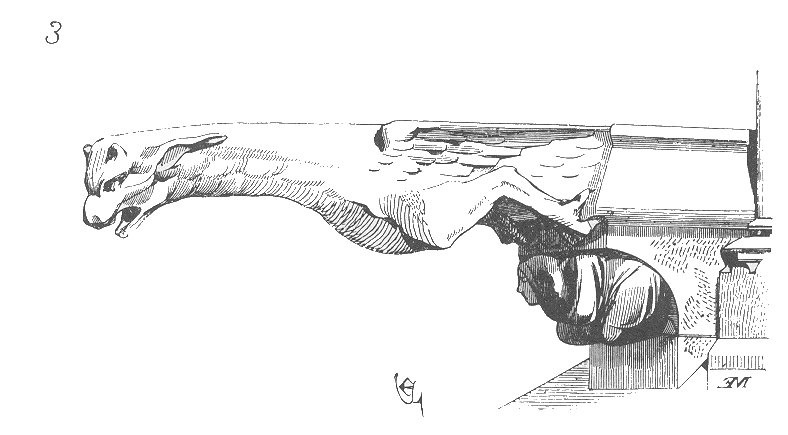
Figure 2 - Gàrgola fina i esvelta d'un dels arcbotants de la nau. Sota la base de la gàrgola es pot veure una bonica mènsula humorísticament esculpida.

A l'inici de la construcció de la catedral (segle xii), l'aigua de la pluja anava directament al carrer gràcies a les cornises. Un cop finalitzat el cor el 1190, no hi havia canalons ni gàrgoles. Aviat es varen construir canalons a la coberta de l'edifici, però al voltant del 1210 l'aigua dels canalons encara s'escorria per la cornisa. Les gàrgoles no varen aparèixer fins al 1220 en algunes parts de la catedral de Laon. Aquests gàrgoles eren amples, poc nombroses, compostes de dues parts, la inferior formant un canal, l'altra recobrint-lo.
Per altra part, les gàrgoles ja s'esculpien en forma d'animals fantàstics. Aviat, els arquitectes del segle xiii es varen adonar que havia grans avantatges en dividir el flux d'aigua i, per tant, varen augmentar el nombre de gàrgoles. Això reduïa el cabal de cada un dels raigs d'aigua no afectant, d'aquesta manera, la integritat de la part inferior de la construcció. Es multipliquen per tant les gàrgoles i multiplicant-les es podien tallar més primes, menys pesades, més esveltes i fent que sobresortís més per tal d'expulsar més lluny l'aigua. Aviat els escultors varen fer d'aquestes pedres que sobresortien un motiu decoratiu dels edificis.
Sobre les cornises superiors de Notre-Dame, reconstruïdes al voltant del 1225, es varen fer gàrgoles, curtes encara, robustes, però ja hàbilment esculpides (vegeu Figura 1).
Les que estan al final dels canalons dels arcbotants de la nau, i que són gairebé de la mateixa època, són ja més llargues, més esveltes, i sostingudes per mènsules, la qual cosa va permetre que es donàs una major sobresortida als canalons respecte als pilars dels arcbotants (vegeu Figura 2). Les gàrgoles es varen posar sistemàticament sobre les estructures superiors de Notre Dame cap al 1240.
Certes pedres calcàries de la conca del Sena es presten perfectament per a esculpir aquestes llargues peces de pedra que sobresurten dels edificis. Era, en efecte, un material bastant resistent i prou fort com per fer front a totes les causes de destrucció que pogués provocar la seva caiguda. Per altra part l'escola d'escultura de París, a l'edat mitjana, tenia una superioritat incontestable respecte a les de les províncies veïnes, sobretot pel que fa a les estàtues, la qual cosa és comprensible, ja que la gran ciutat concentrava tant la primera matèria ideal per les pedreres i, per tant, els artesans experimentats els quals propagaven el seu saber fer especialment a través dels seus aprenents.

#### L'agulla

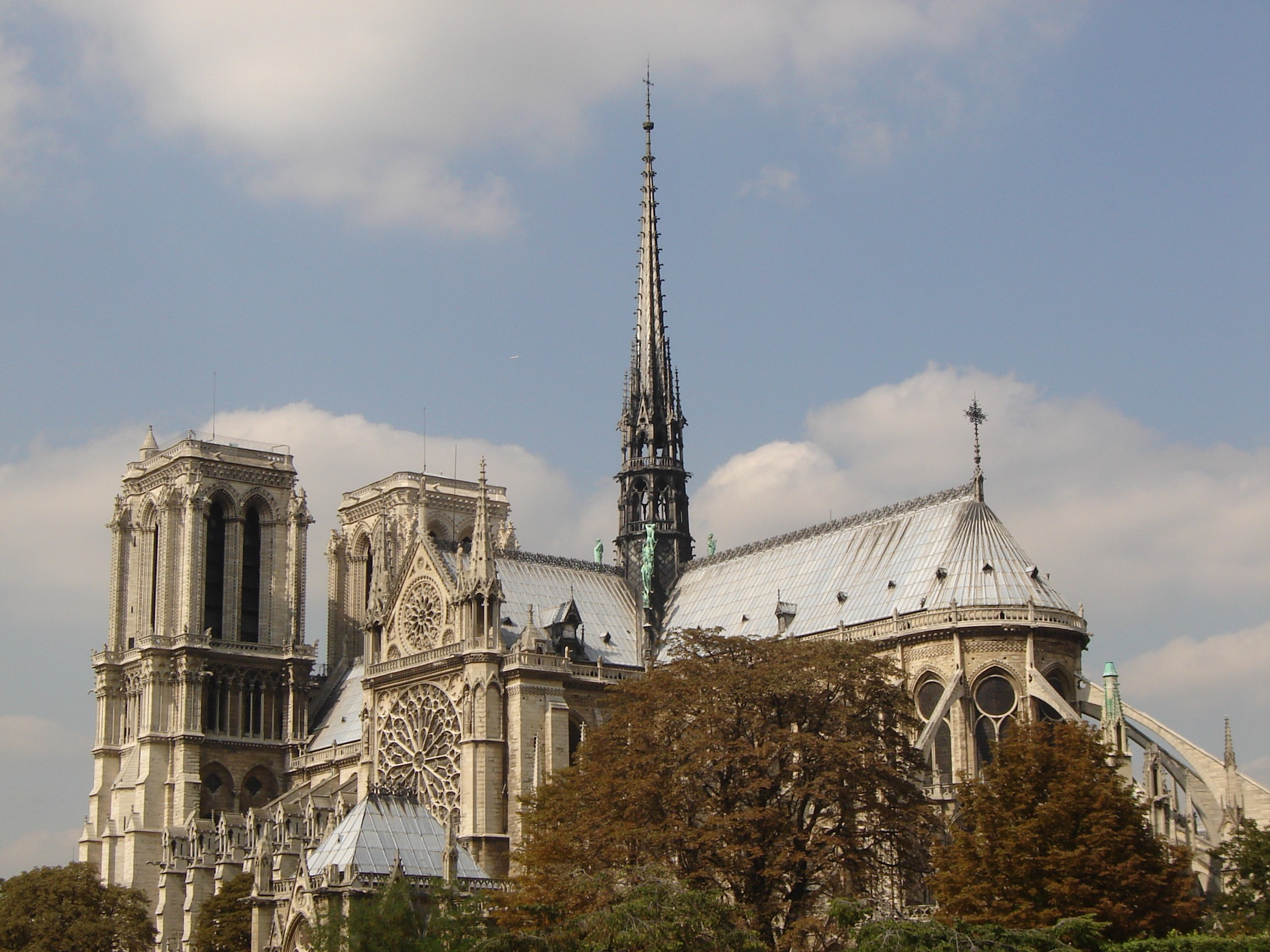
L'agulla de Notre Dame que arriba fins als 96 m

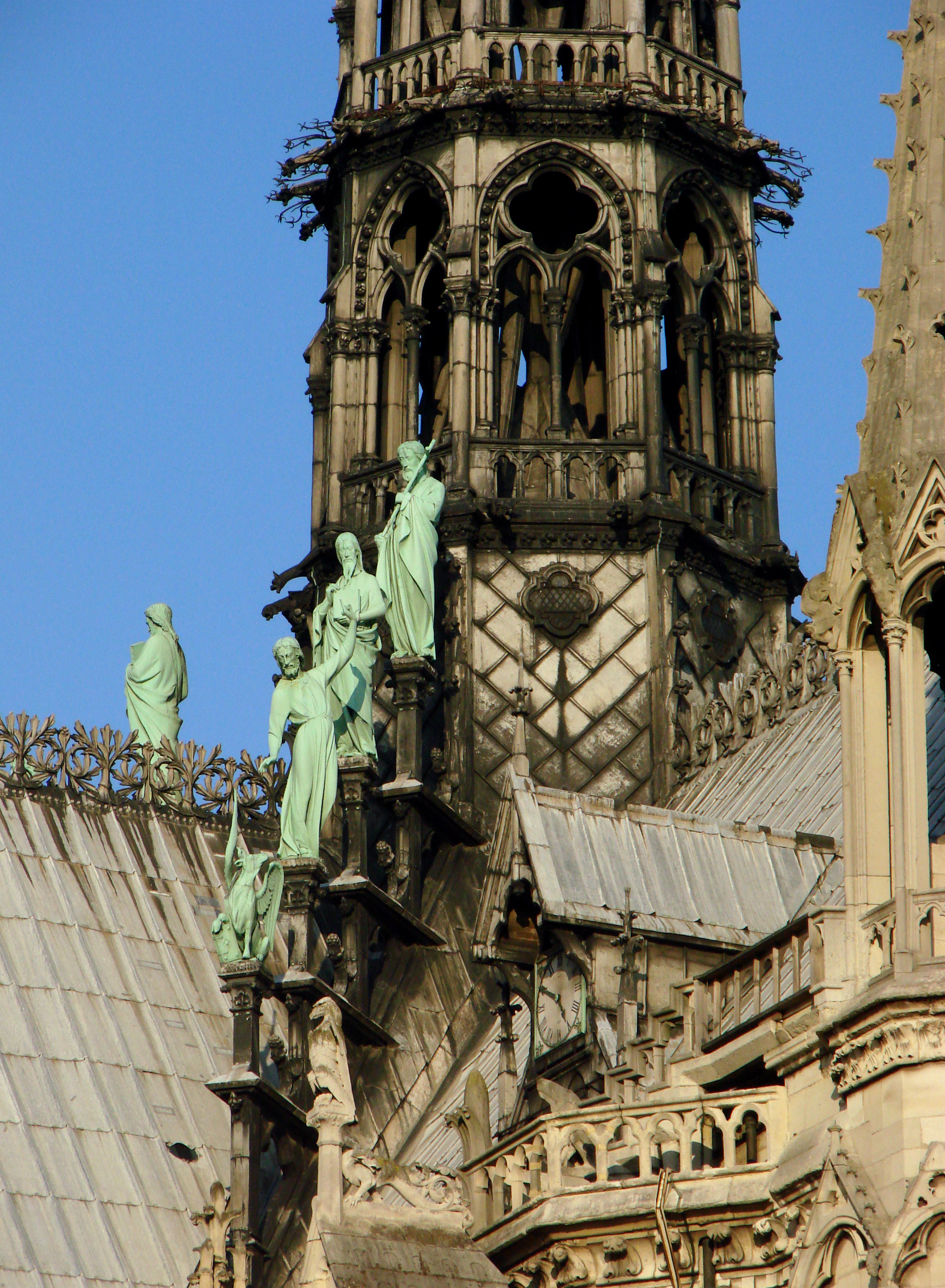
Base de l'agulla de Notre Dame amb el grup nord-est dels apòstols

La primera agulla va ser construïda sobre el creuer al segle xiii, probablement entre el 1220 i el 1230. Agulles així d'altes pateixen pel vent, que fa doblegar i debilitar la seva estructura. L'agulla es deforma lentament, les bigues es torcen fins a la seva estimbada total. L'agulla original va ser desmuntada el 1786, després de més de cinc segles d'existència. La catedral es va quedar sense una agulla fins a la restauració dirigida per Viollet-le-Duc i realitzada pels tallers Monduit a mitjan segle xix. Estava feta de roure recoberta de plom i pesa 750 tones.
Aquesta agulla està custodiada per les estàtues, fetes de coure repussat, dels 12 apòstols (disposats en quatre files —cada una en un dels punts cardinals, nord-est, sud-est, sud-oest, nord-oest– de tres apòstols, posats un sota l'altre). Cada grup d'apòstols està precedit per un animal que simbolitza un dels quatre evangelistes. El bou per Lluc, el lleó per Marc, l'àguila per Joan i l'home (o àngel) per Mateu.
Aquestes estàtues són obra de Geoffrey-Dechaume, i constitueixen un notable conjunt en plena sintonia amb l'esperit del segle xiii. Els apòstols són tots girats cap a París, excepte un d'ells, sant Tomàs patró dels arquitectes, el qual es gira cap a l'agulla. Aquest s'assembla sospitosament a Viollet-li-Duc, l'arquitecte de l'agulla que es gira per mirar per última vegada la seva obra. ES tracta d'una petita broma històrica de l'arquitecte-restaurador.
Finalment, s'ha de saber que el gall al cim de l'agulla conté tres relíquies: un petit tros de la Santa Corona d'Espines, una relíquia de sant Dionís i una de santa Genoveva. Aquestes relíquies varen ser posades allà el 1935, en temps de monsenyor Verdier. El gall constitueix així una mena de "parallamps espiritual" protegint els fidels que treballen i que practiquen la llei de Déu, dins de la catedral.
El 15 d'abril del 2019, a conseqüència d'un greu incendi que patí la catedral, l'agulla s'esfondrà i quedà totalment destruïda.

#### Campanes

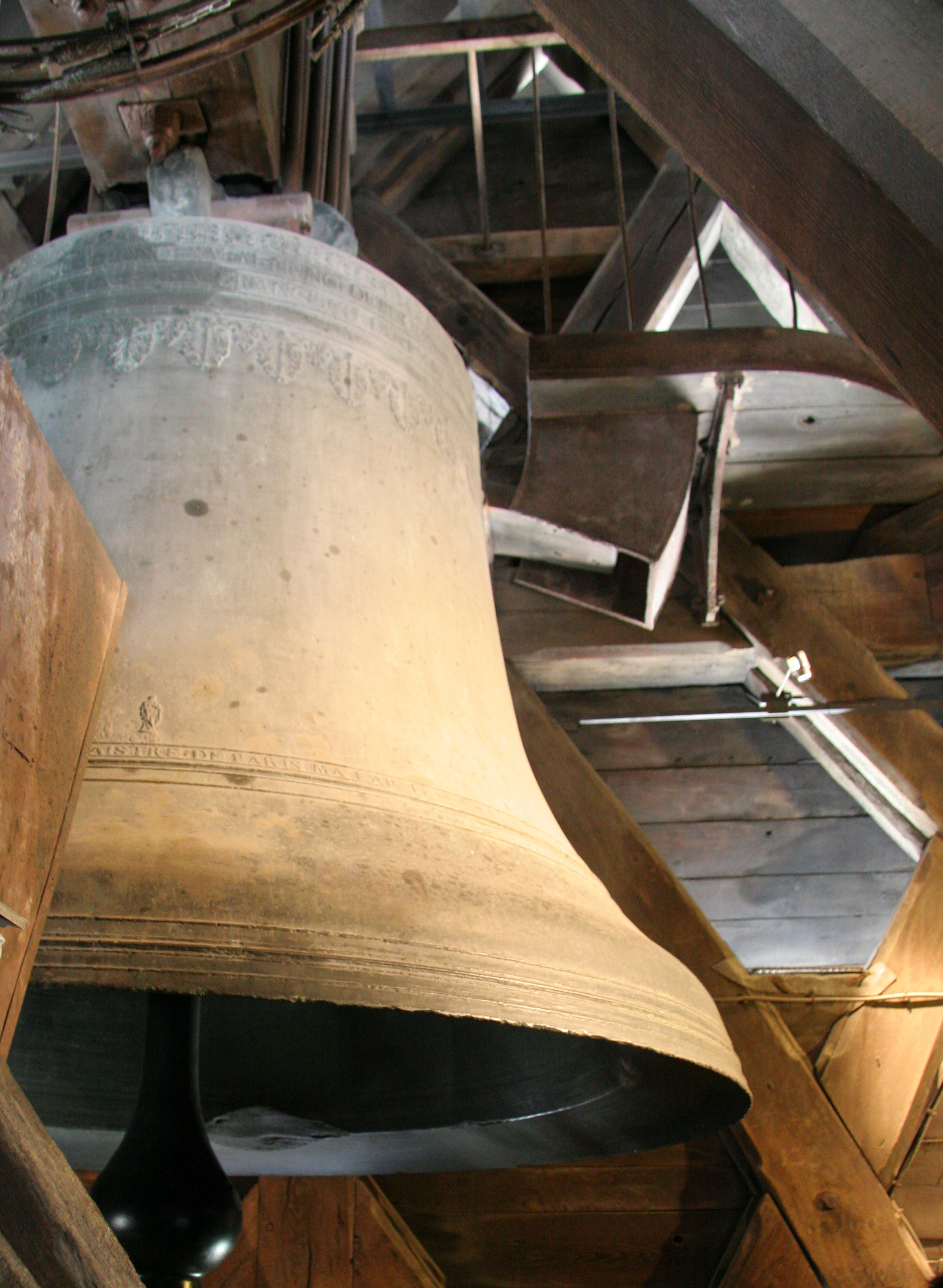
La gran campana Emmanuel que hi ha a la torre sud

El 1769, la catedral tenia vuit campanes a la torre nord, dos campanes grosses a la torre sud ("Emmanuel" i "Marie") i set campanes a l'agulla.
Les campanes es varen baixar i fondre entre el 1791 i el 1792 per fabricar canons per a l'exèrcit revolucionari. Només la campana "Emmanuel", va escapar de la destrucció i es va a tornar a posar el 1802.
La gran campana de què parla François Villon en el seu Gran Testament, era del 1461, i l'havia regalat a la catedral el 1400 Jean de Montaigu, germà del bisbe de París, que li va donar el nom de Jacqueline, pel nom de la seva dona Jacqueline de La Grange. Jacqueline va ser refosa una primera vegada el 1680 i novament el 1682 per Florentin Le Guay. El padrí de la campana va ser el rei Lluís XIV i la seva padrina, la seva esposa Maria Teresa d'Àustria. És per això que se li va donar el nom d'Emmanuel-Louise-Therese. Com se'n desprèn de la seva inscripció, la darrera vegada que es va tornar a fondre va ser el 1685 pels mestres fonedors Chapelle, Gillot i Moreau. I mentre Jacqueline pesava només quinze mil lliures (7.500 quilograms), Emmanuel pesa gairebé el doble, al voltant de 13 tones, i el batall només pesa 500 quilograms.
Sonant en fa sostingut (fa# 2), aquesta campana és considerada pels experts una de les més belles d'Europa i es toca només en rares ocasions (Nadal, Pasqua, Pentecosta o la mort del Papa...).
El 1792, la segona gran campana, anomenada Marie i fosa el 1472 també va ser destruïda amb les campanes de l'agulla i les de la torre nord.
El 1856 quatre campanes, les Benjamins, varen ser instal·lades. Van acompanyar a la vida religiosa i patriòtica parisenca durant més de 150 anys. Però mal afinades i usades prematurament varen ser davallades el febrer del 2012, per a ser foses. De fet, per celebrar els 850 anys de la catedral, el rector va decidir recrear el repicament del 1769.
La campana Marie acompanyarà la gran campana a la torre sud: pesarà més de 6,5 tones, i donarà un sol#2.
Les altres vuit campanes es posaran a la torre nord. La més gran pesarà 4 tones i donarà un la#2. Les altres donaran respectivament si 2, do# 3, re# 3, mi# 3 (fa 3), fa# 3, sol# 3, la# 3.
Les campanes es varen fondre a ca Cornille-Havard, la segona gran campana a ca Eijsbouts, als Països Baixos; foren beneïdes el 2 febrer del 2013. El primer repicament fet la vigília del dia del Ram, al març.

## Galeria de fotos

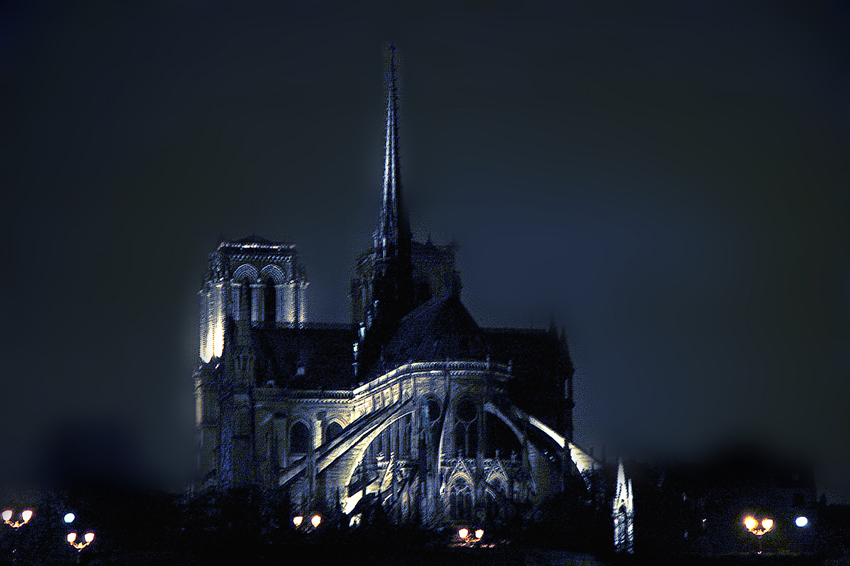
Notre Dame, vista nocturna des del riu Sena.
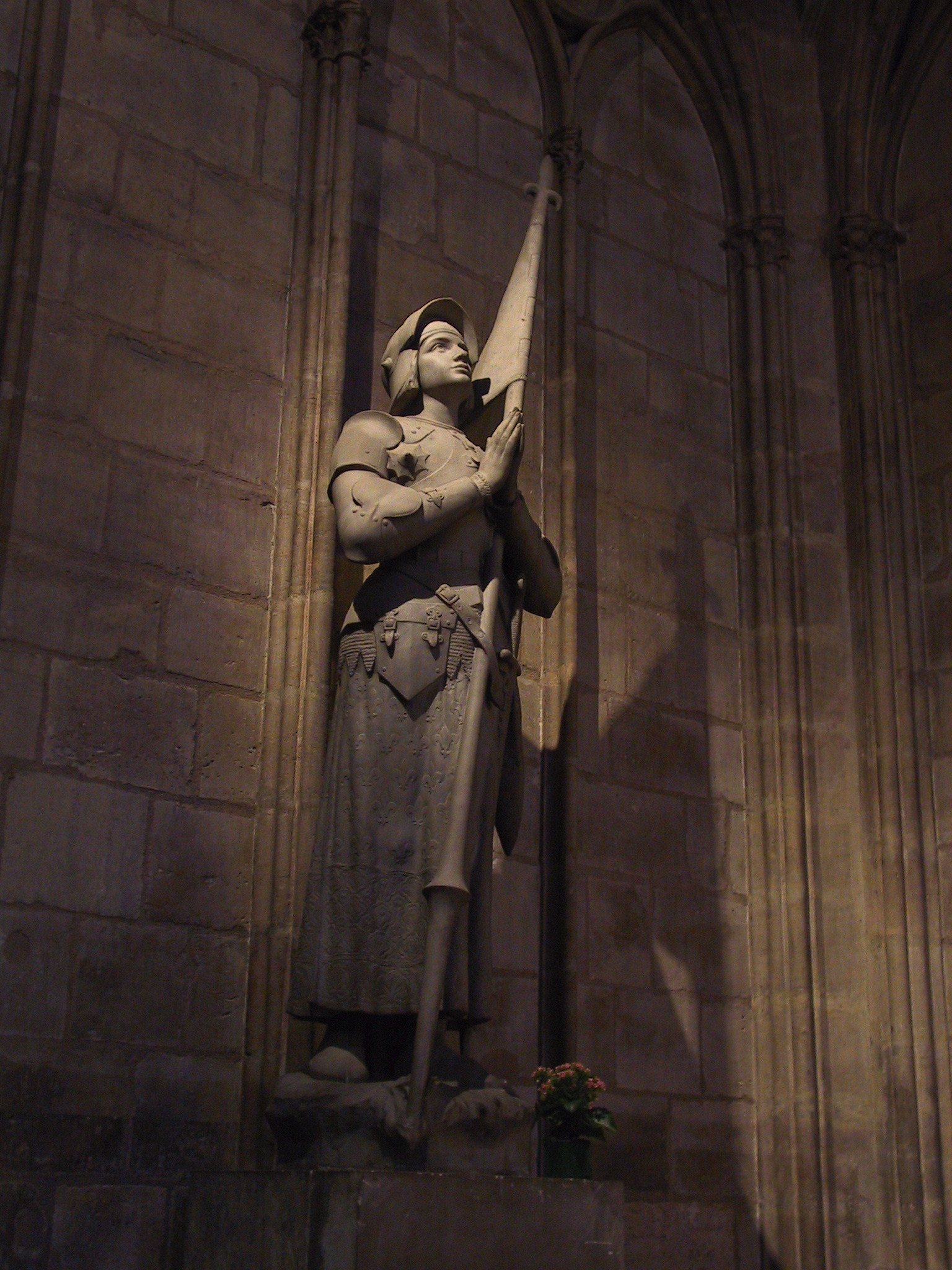
Estàua de Joana d'Arc dins de la catedral.
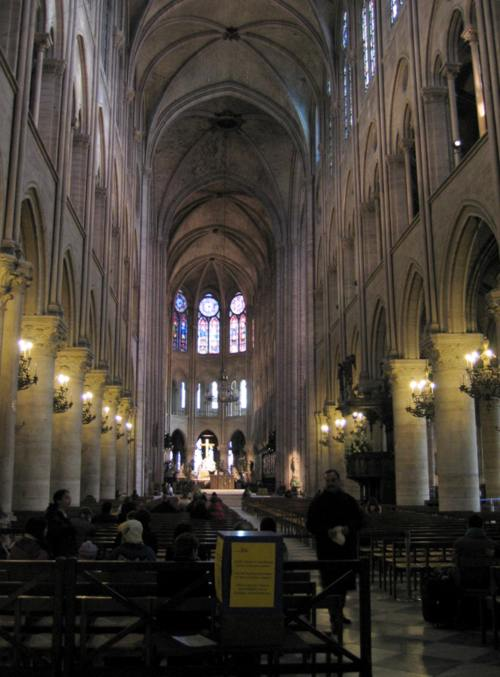
L'interior de la catedral.
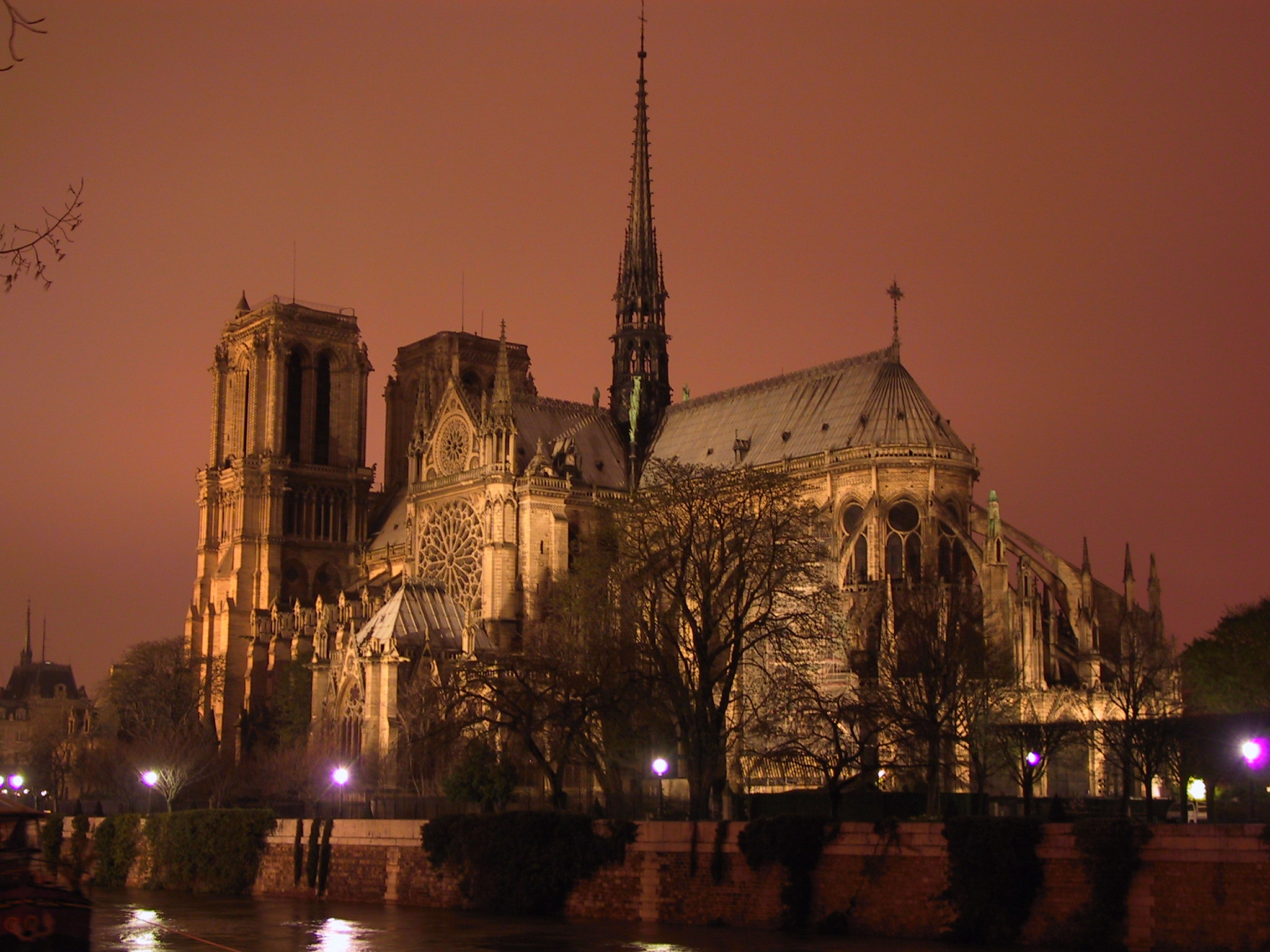
Vista nocturna des del sud, 2001.
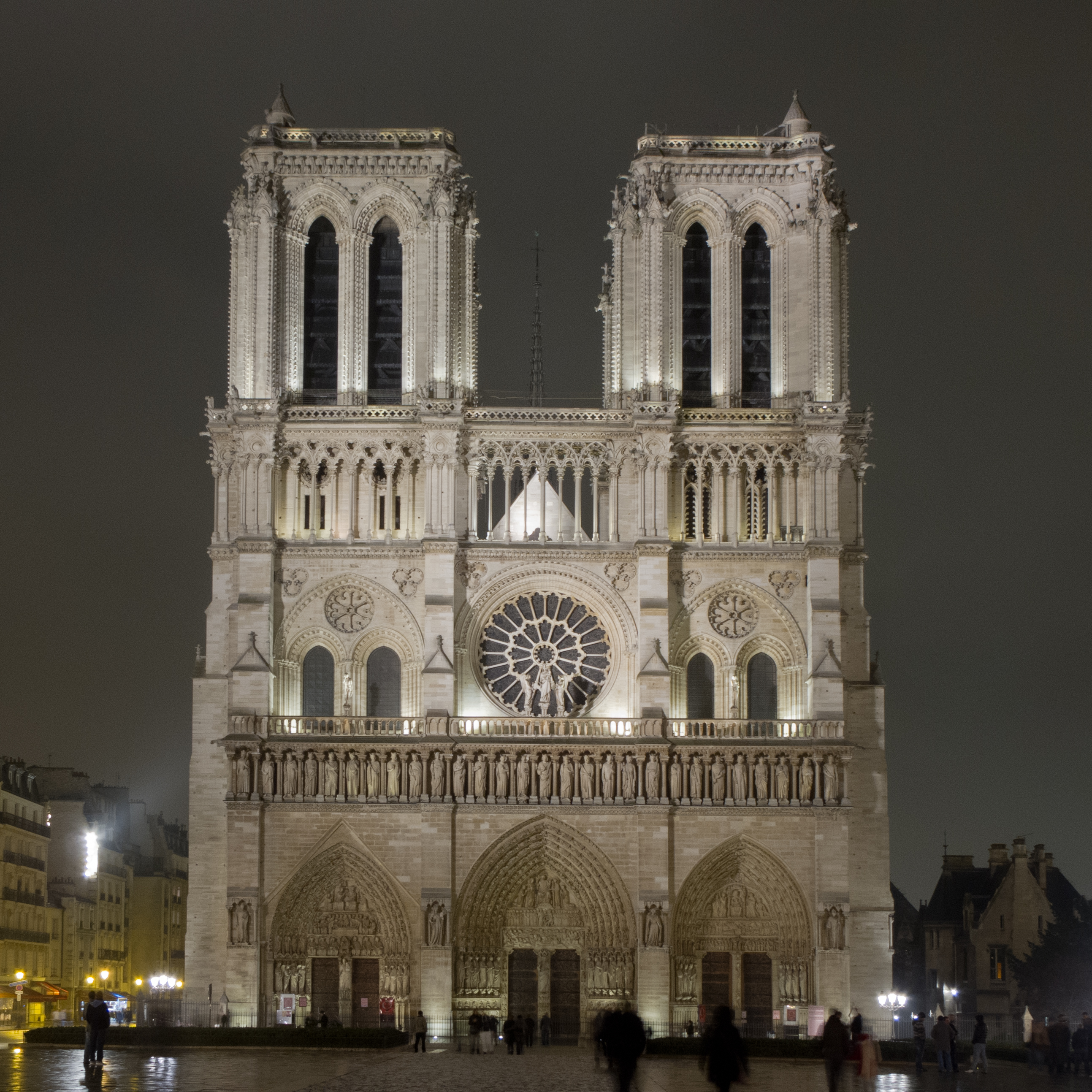
Vista nocturna des de l'oest, 2012
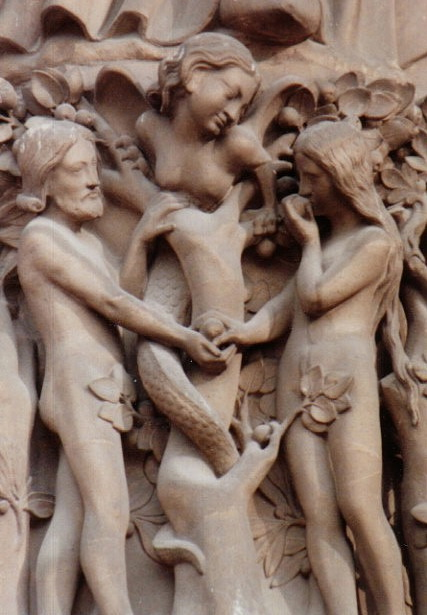
Adam, Eva, i la serp a l'entrada de la Catedral
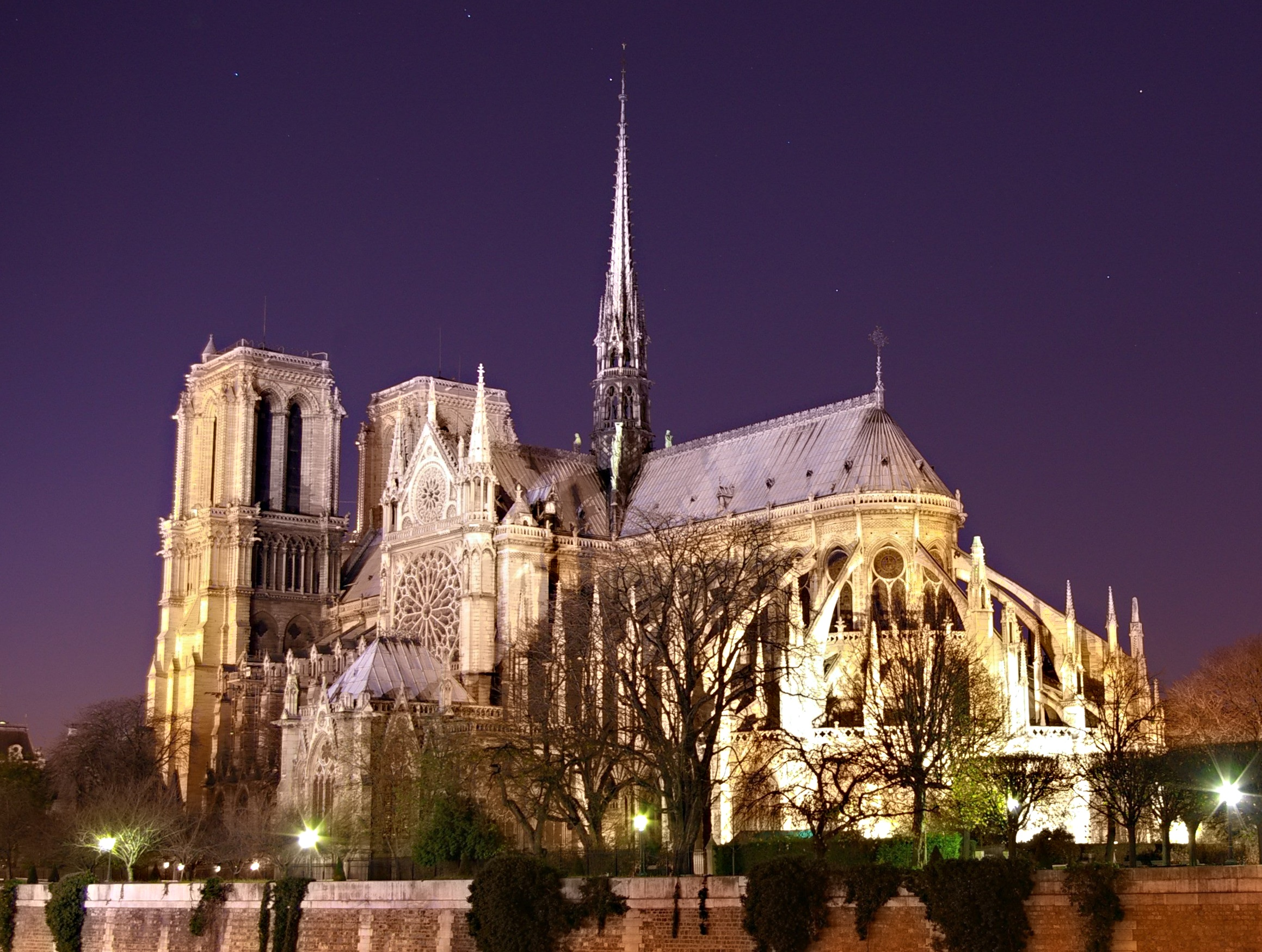
Vista nocturna
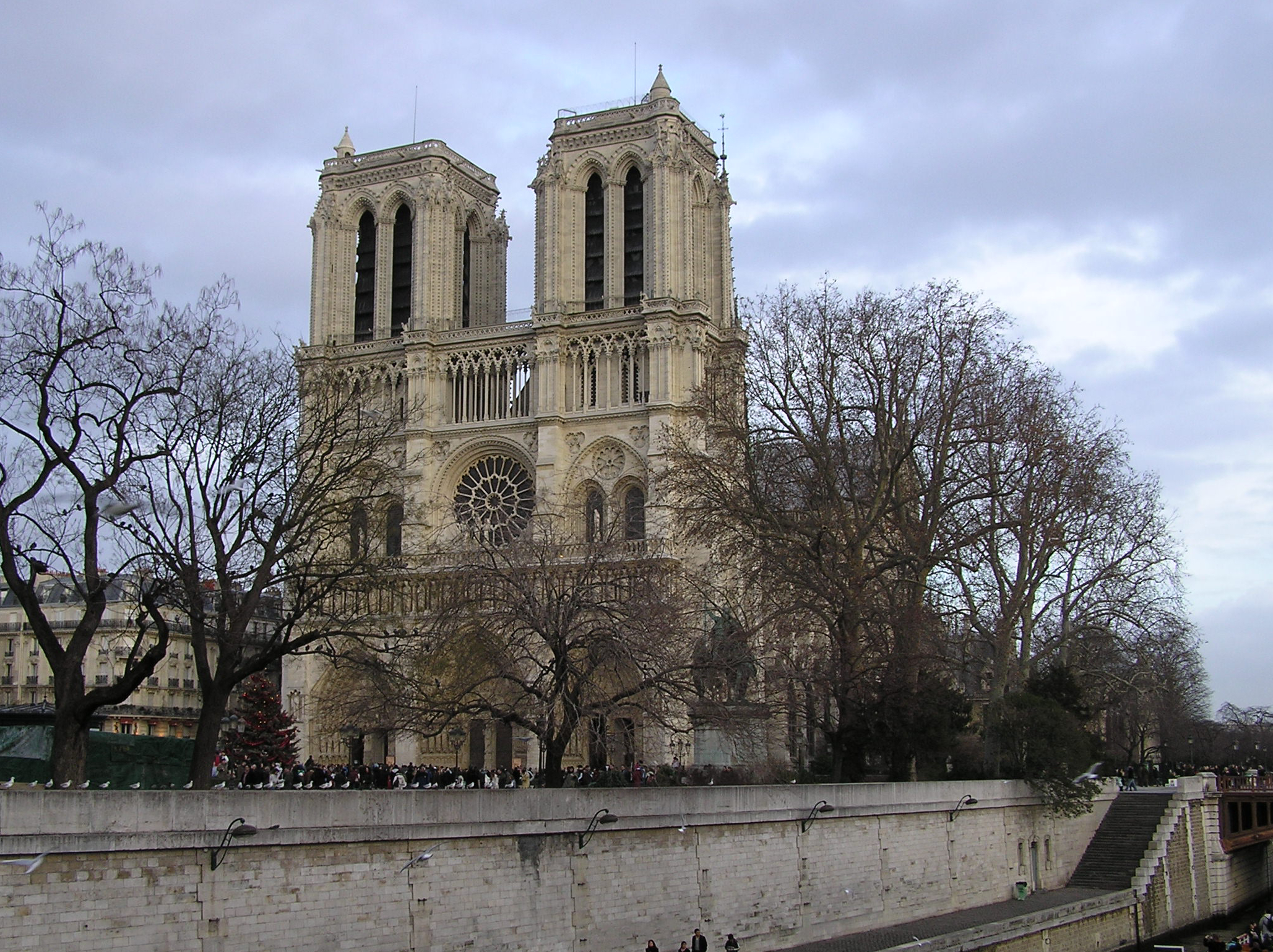
Vista des de la riba esquerra
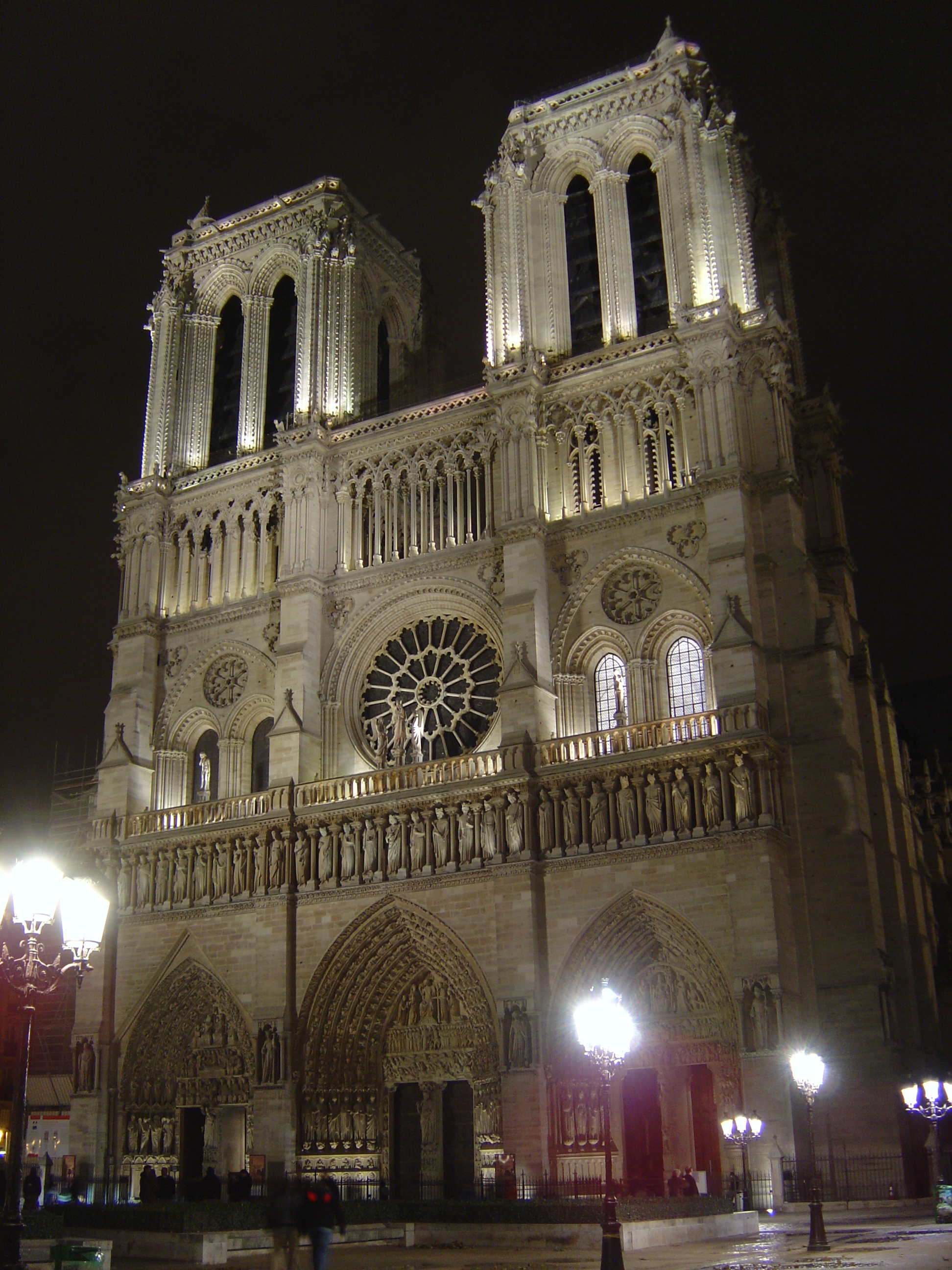
Vista a la nit.
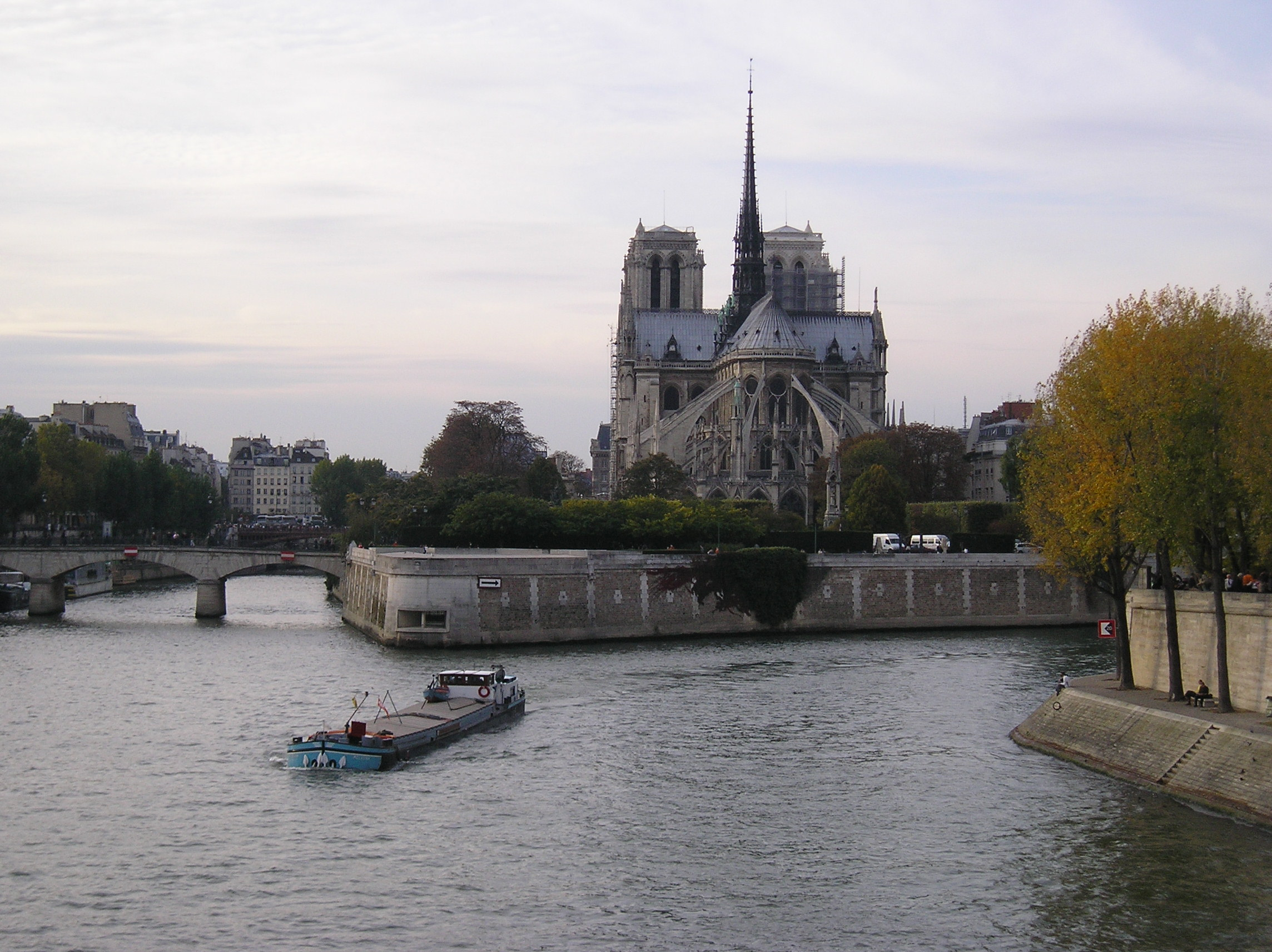
Vista de l'absis
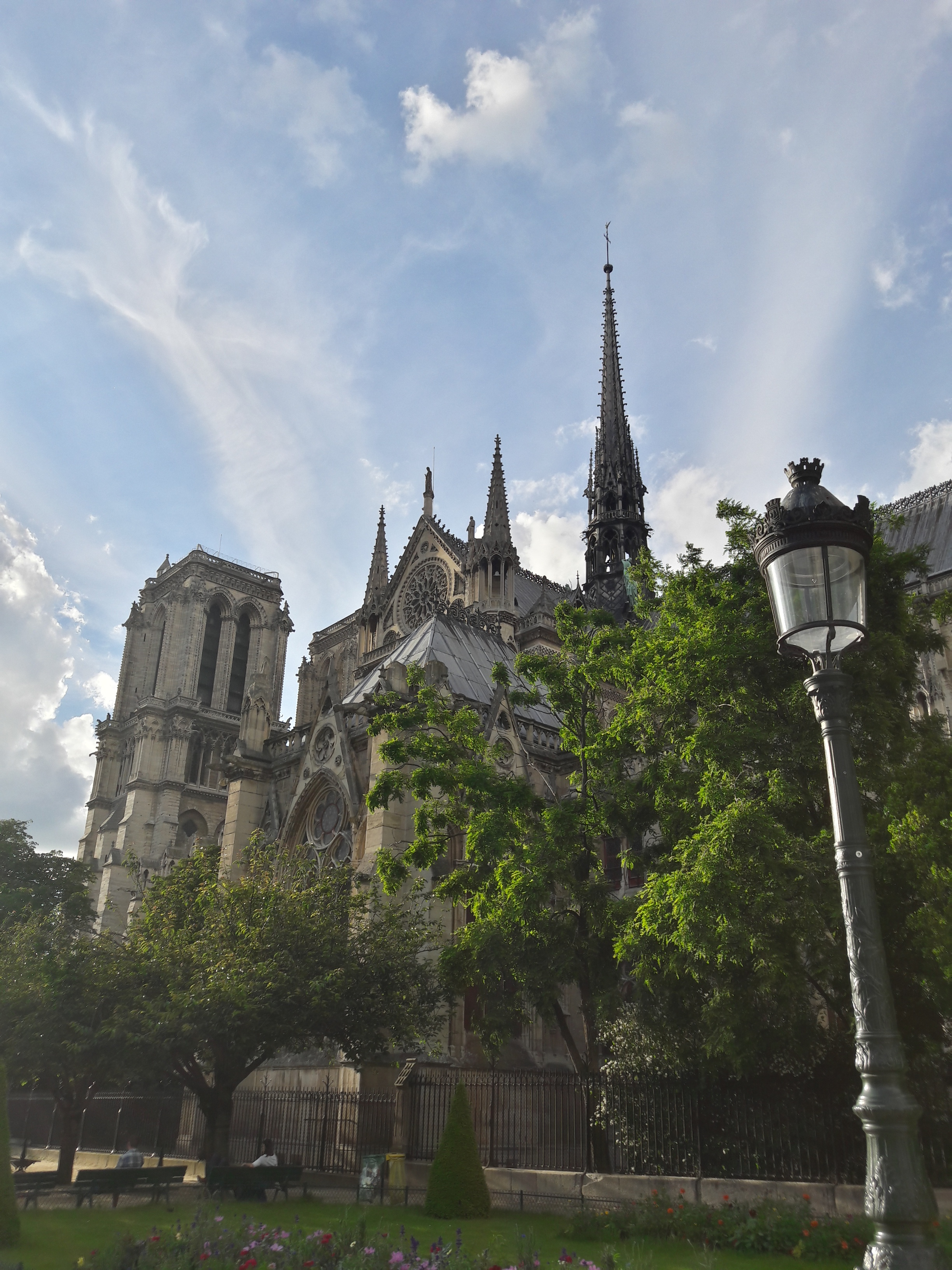
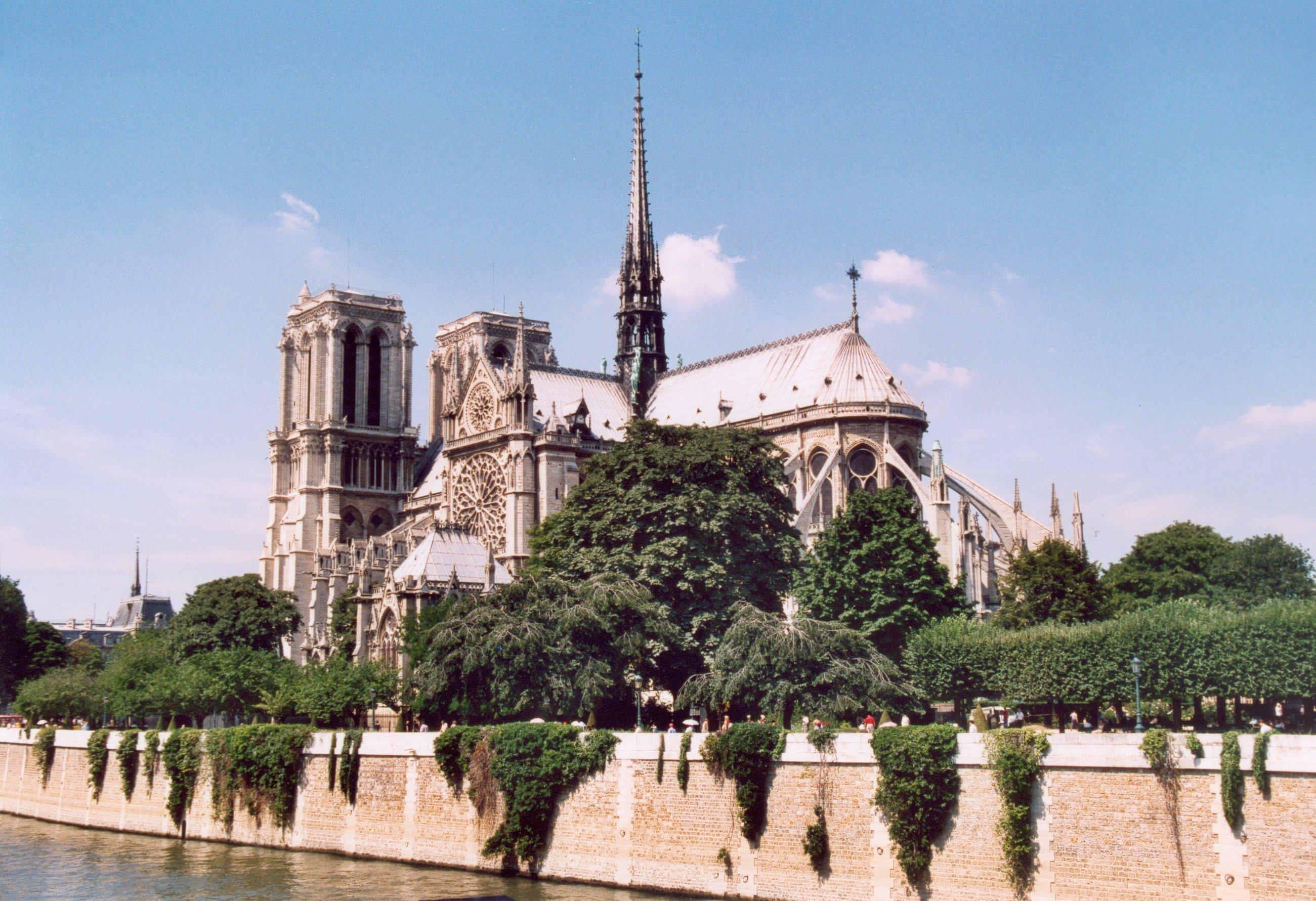
Vista lateral.
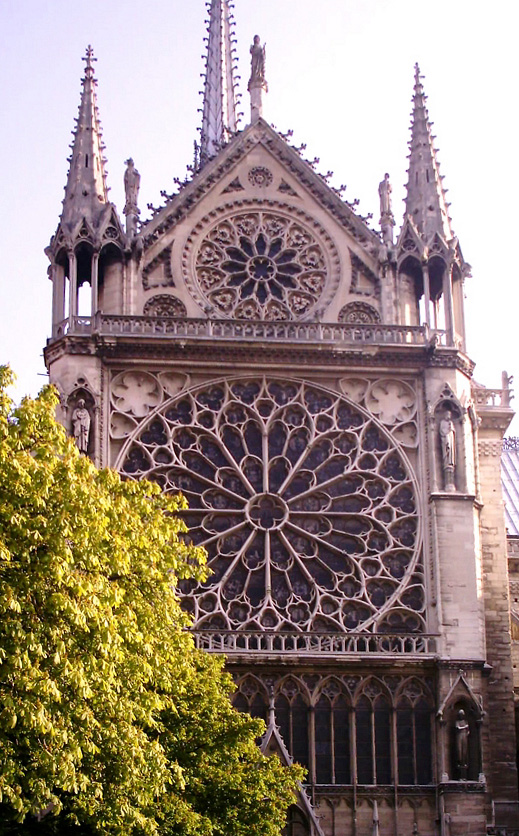
Façana sud
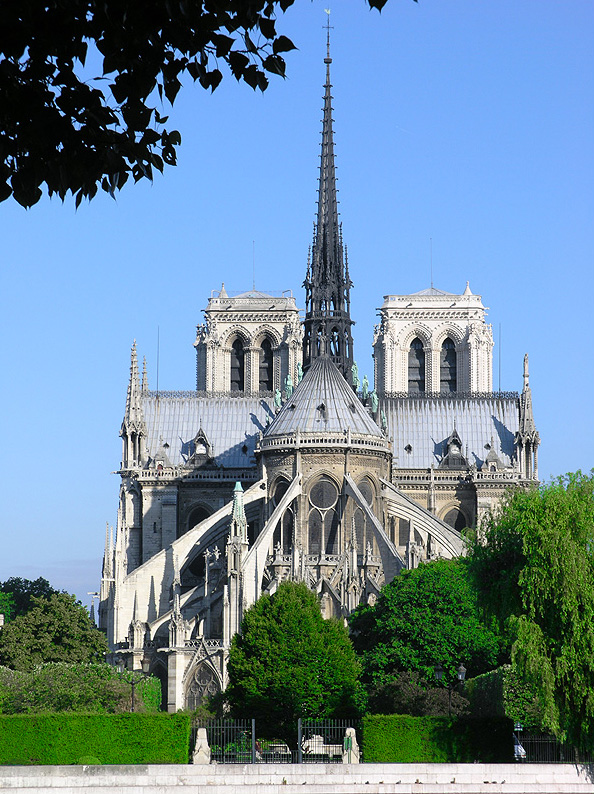
Vista des de l'est, l'absis
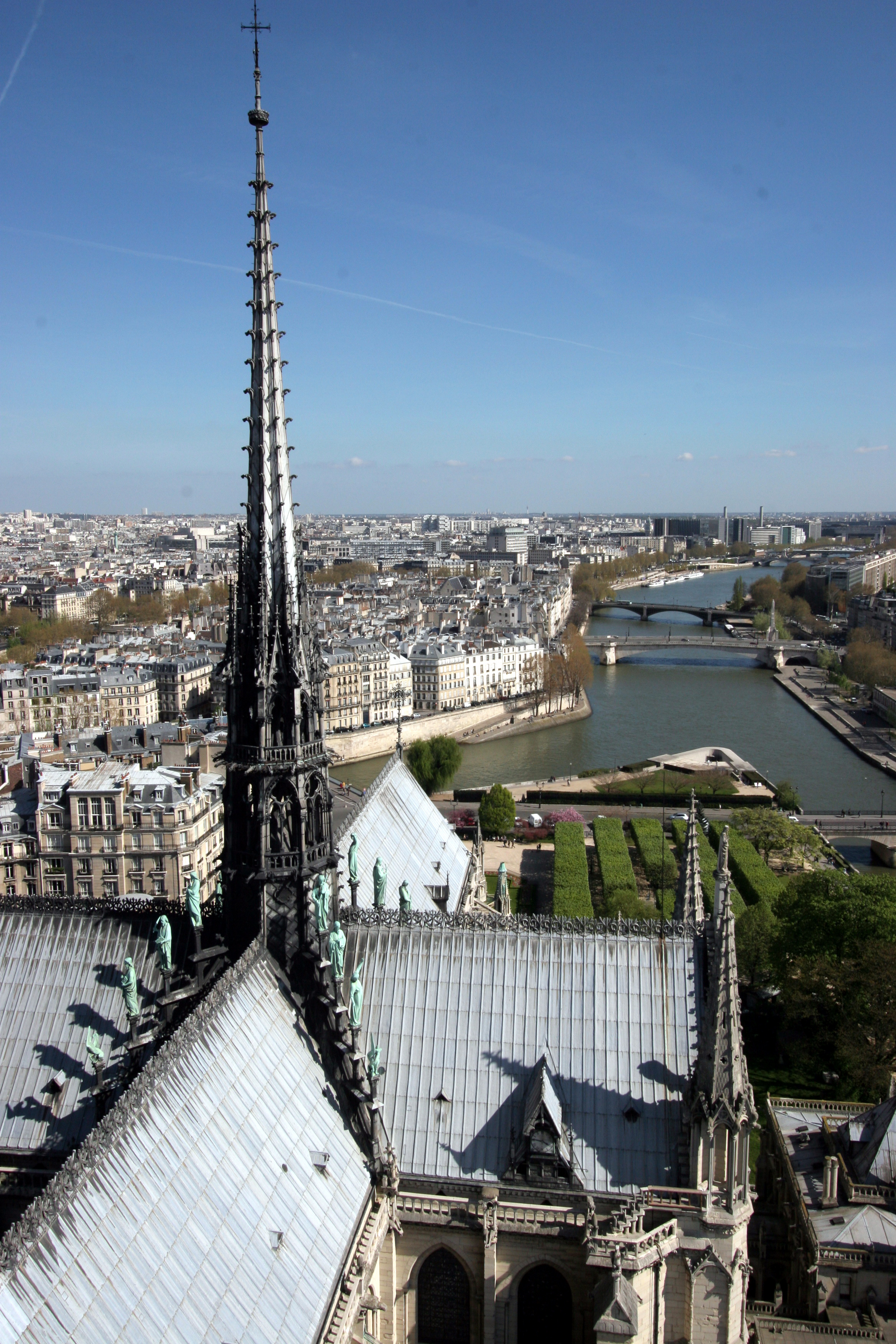
Vista del riu des de la catedral, vers el sud
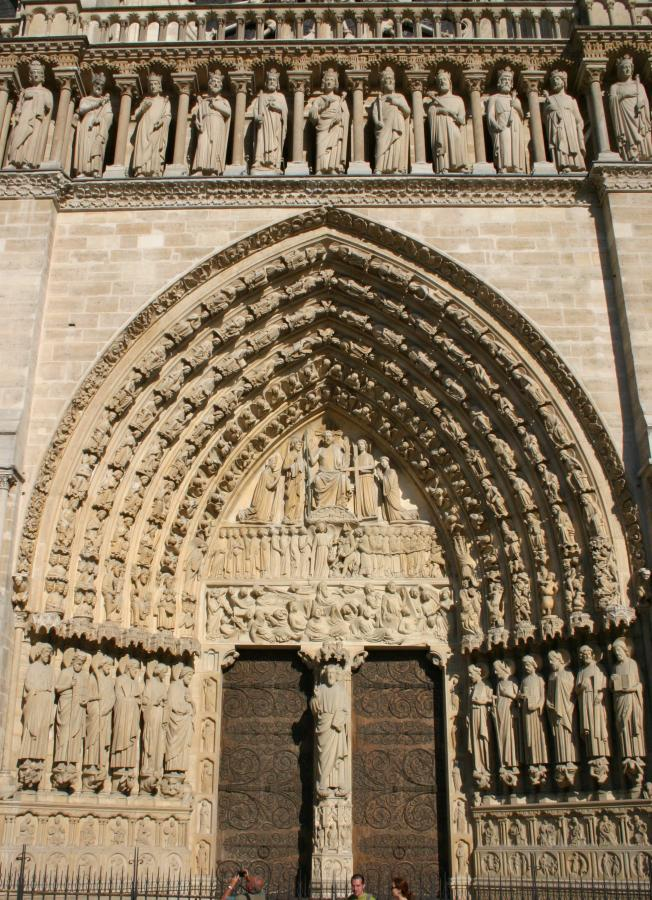
Portal del judici final
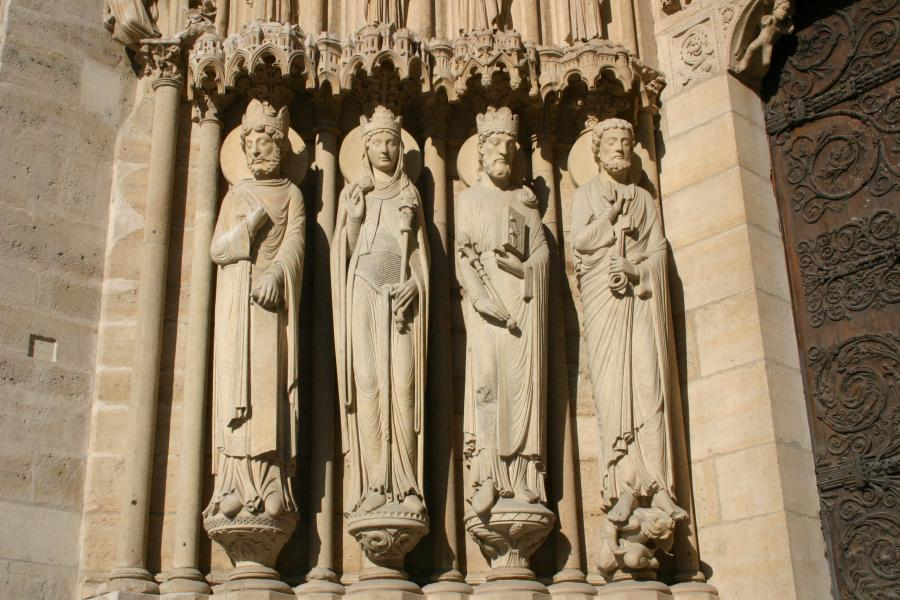
Detall de la façana
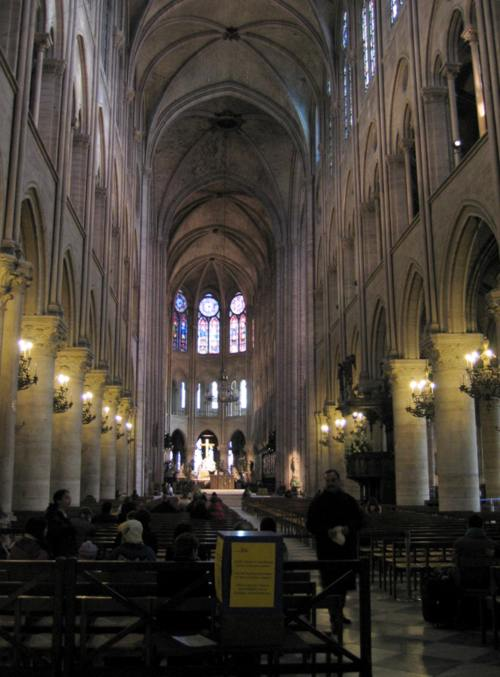
Interior
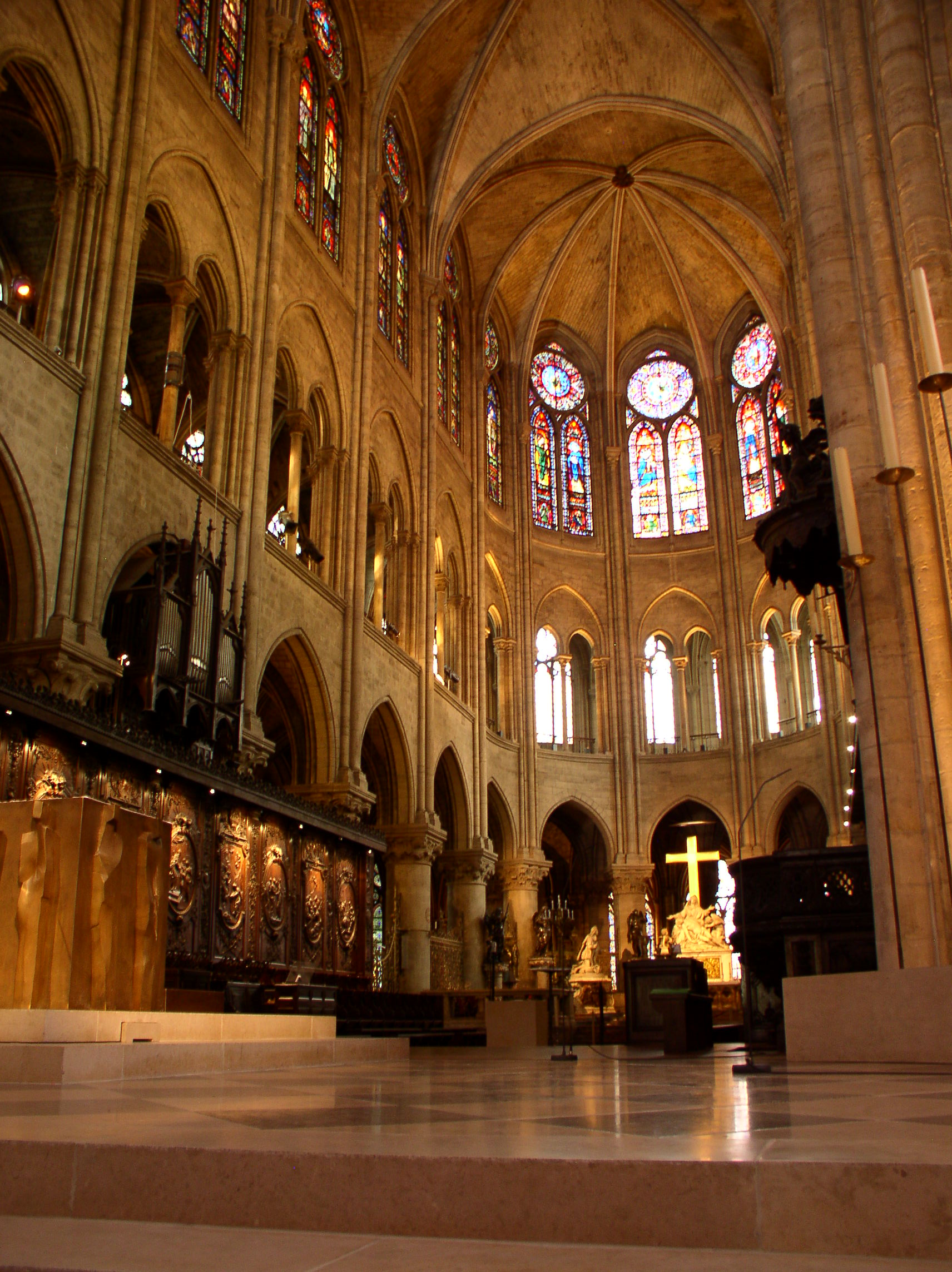
Altar
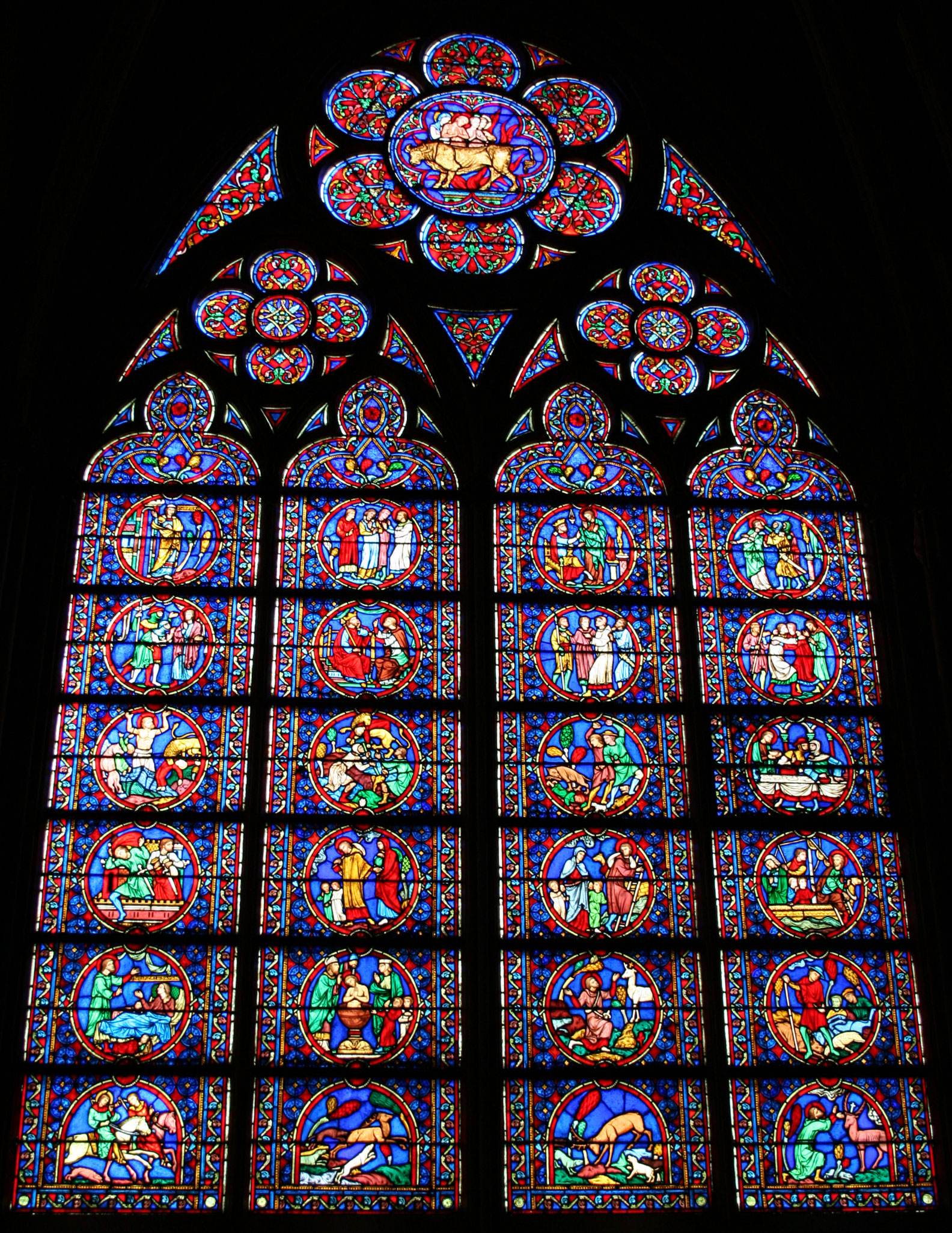
Vitrall
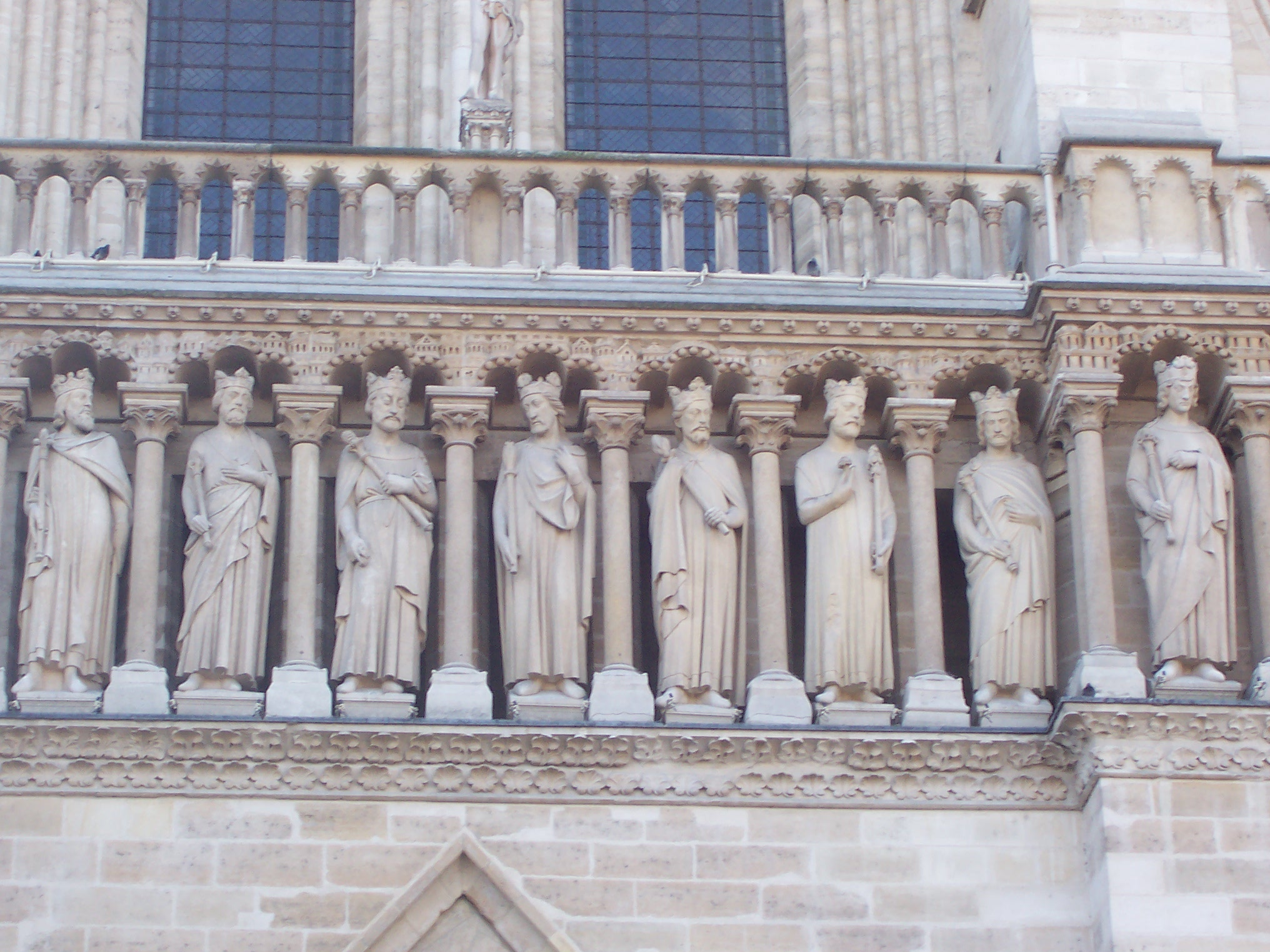
Galeria dels Reis
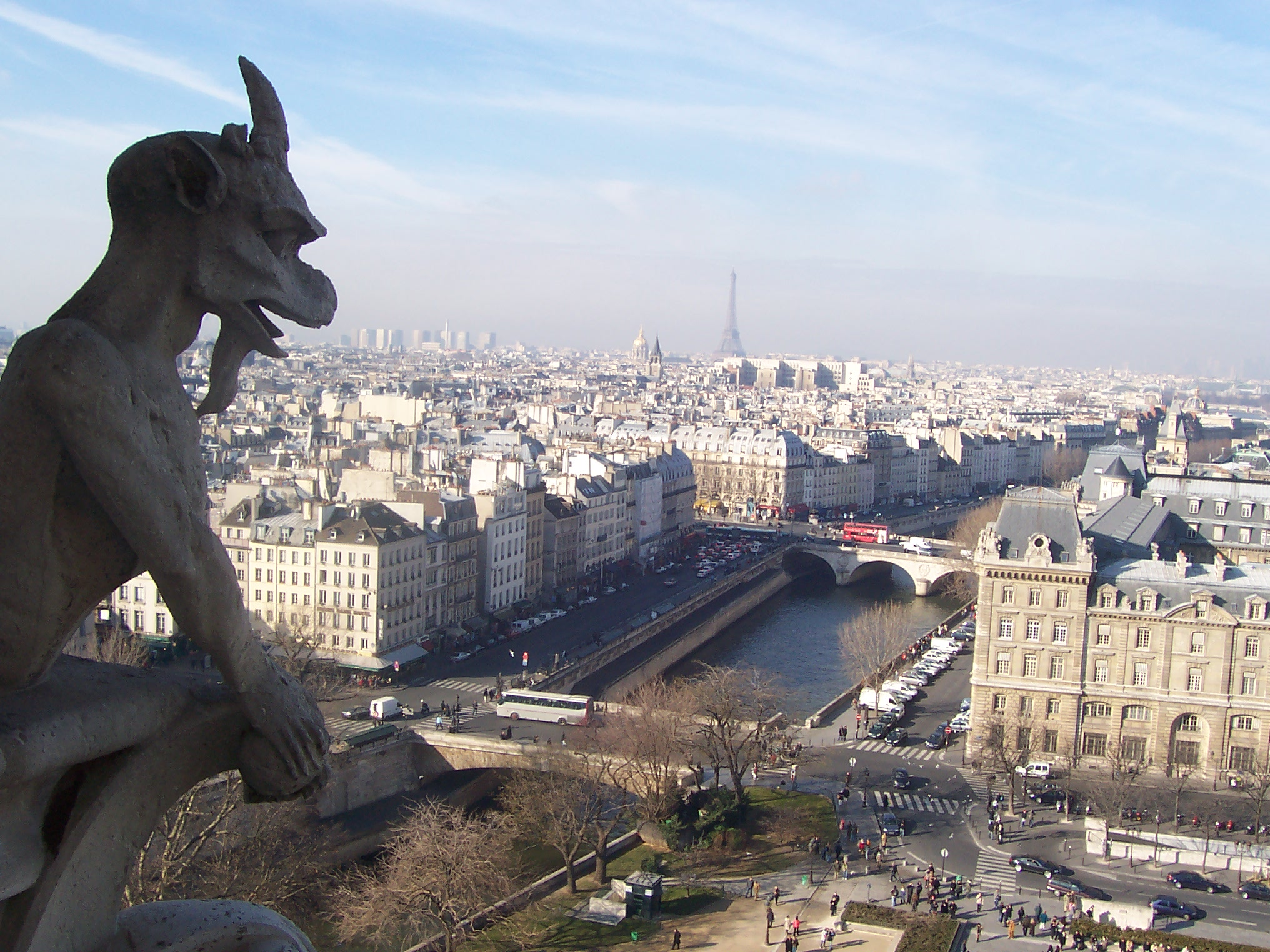
Vista des de Notre Dame
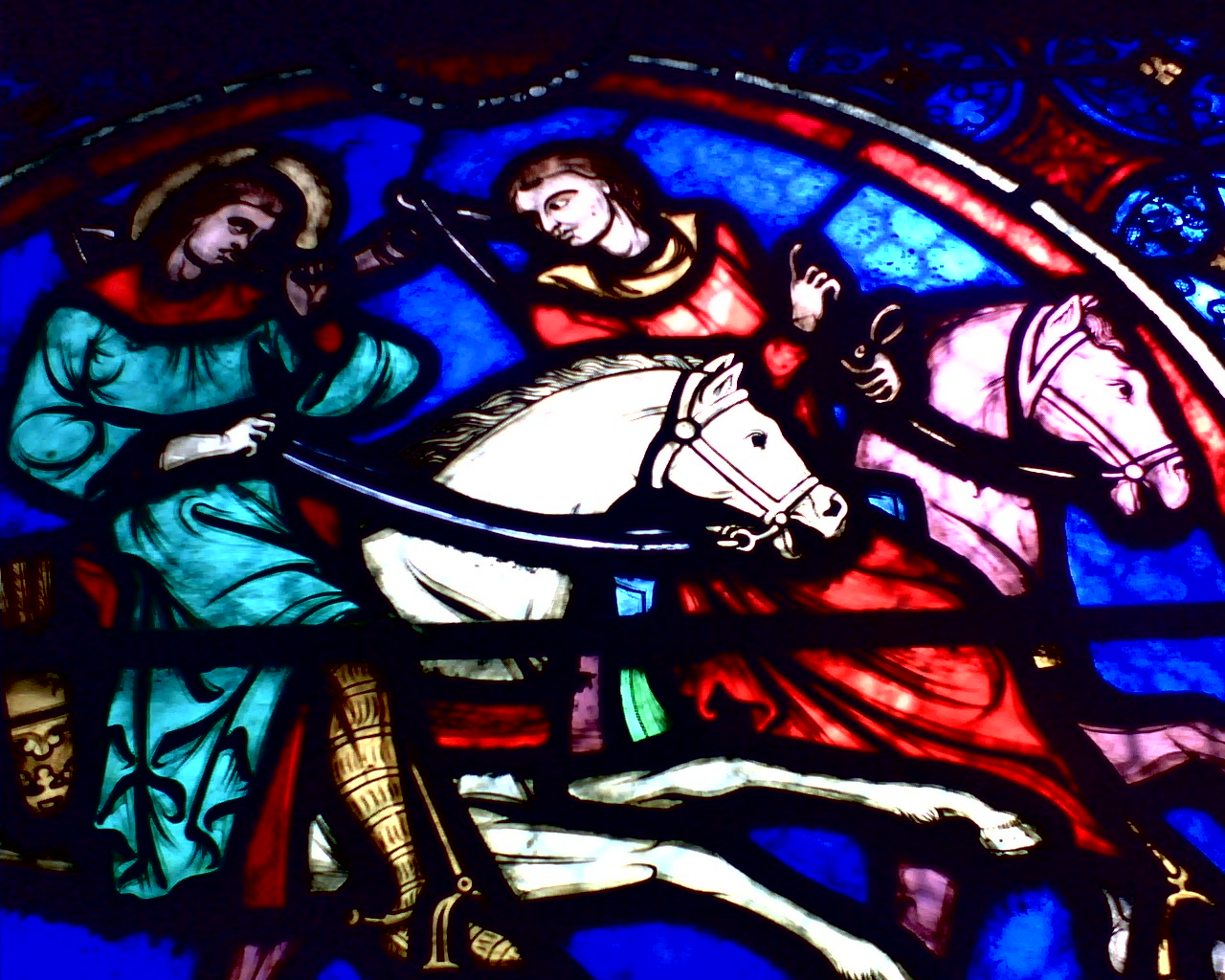
Detall d'un vitrall de la Catedral
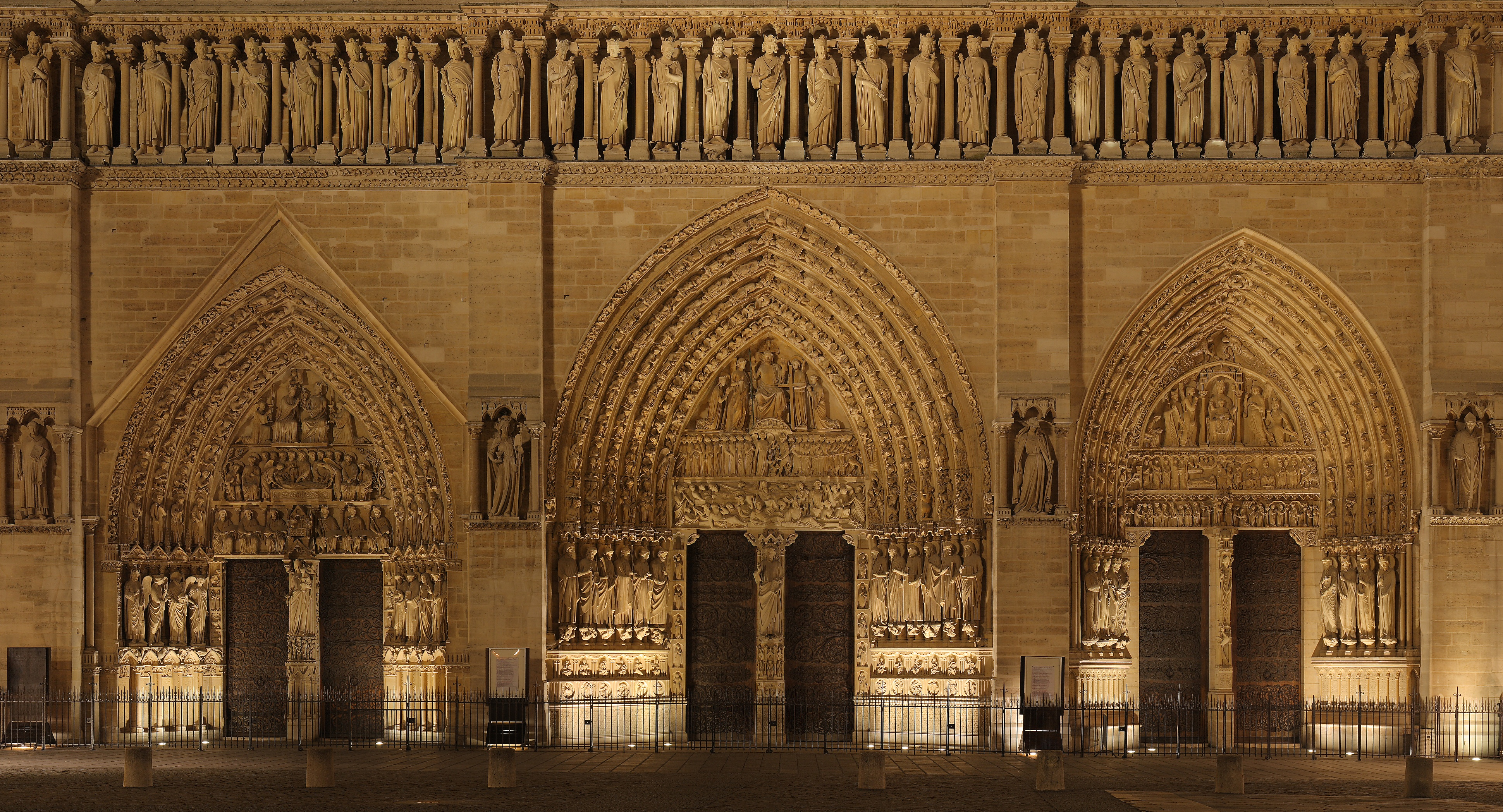
Les tres portes de la façana oest
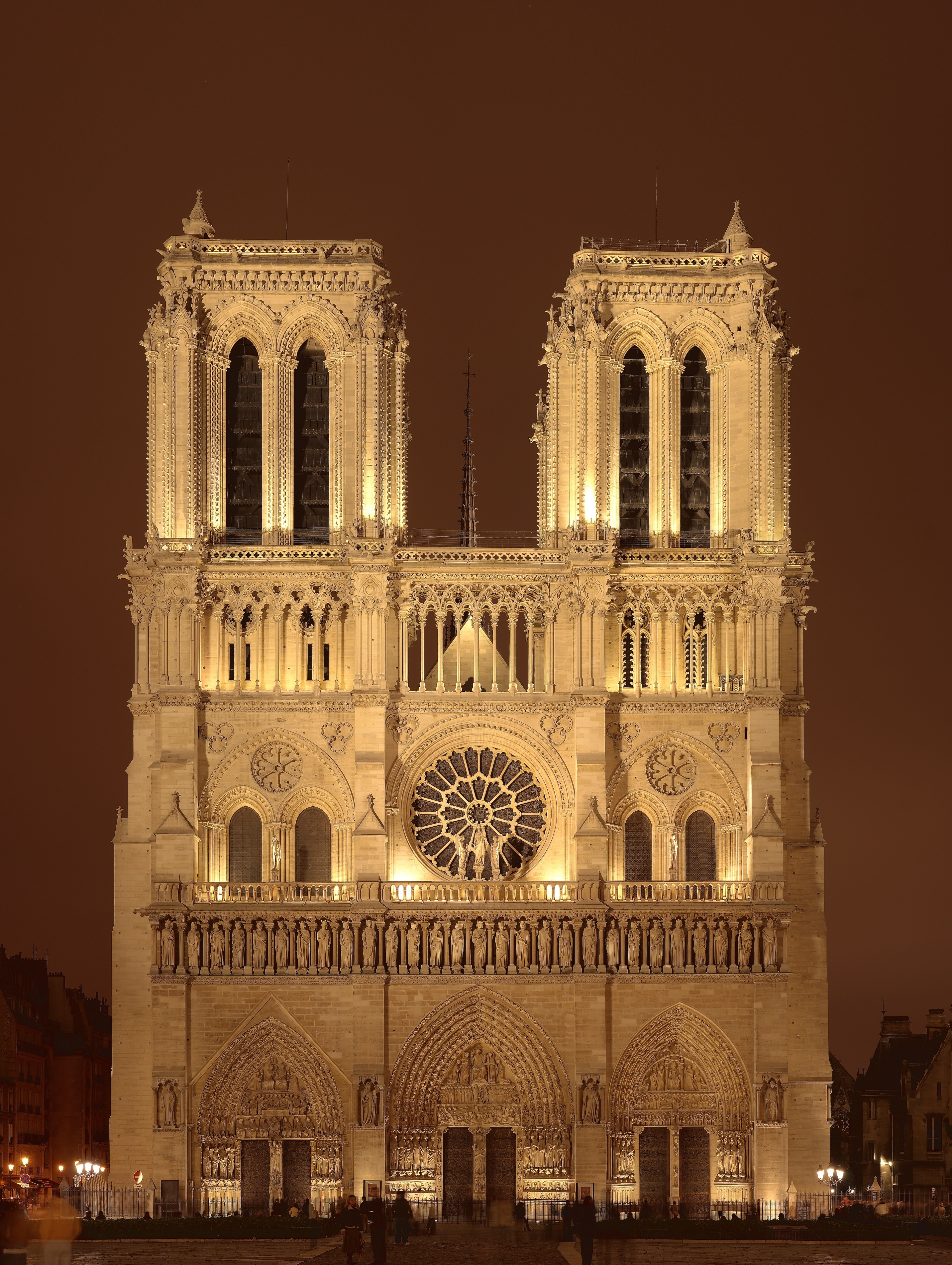
Vista nocturna de Notre Dame